# ネコ

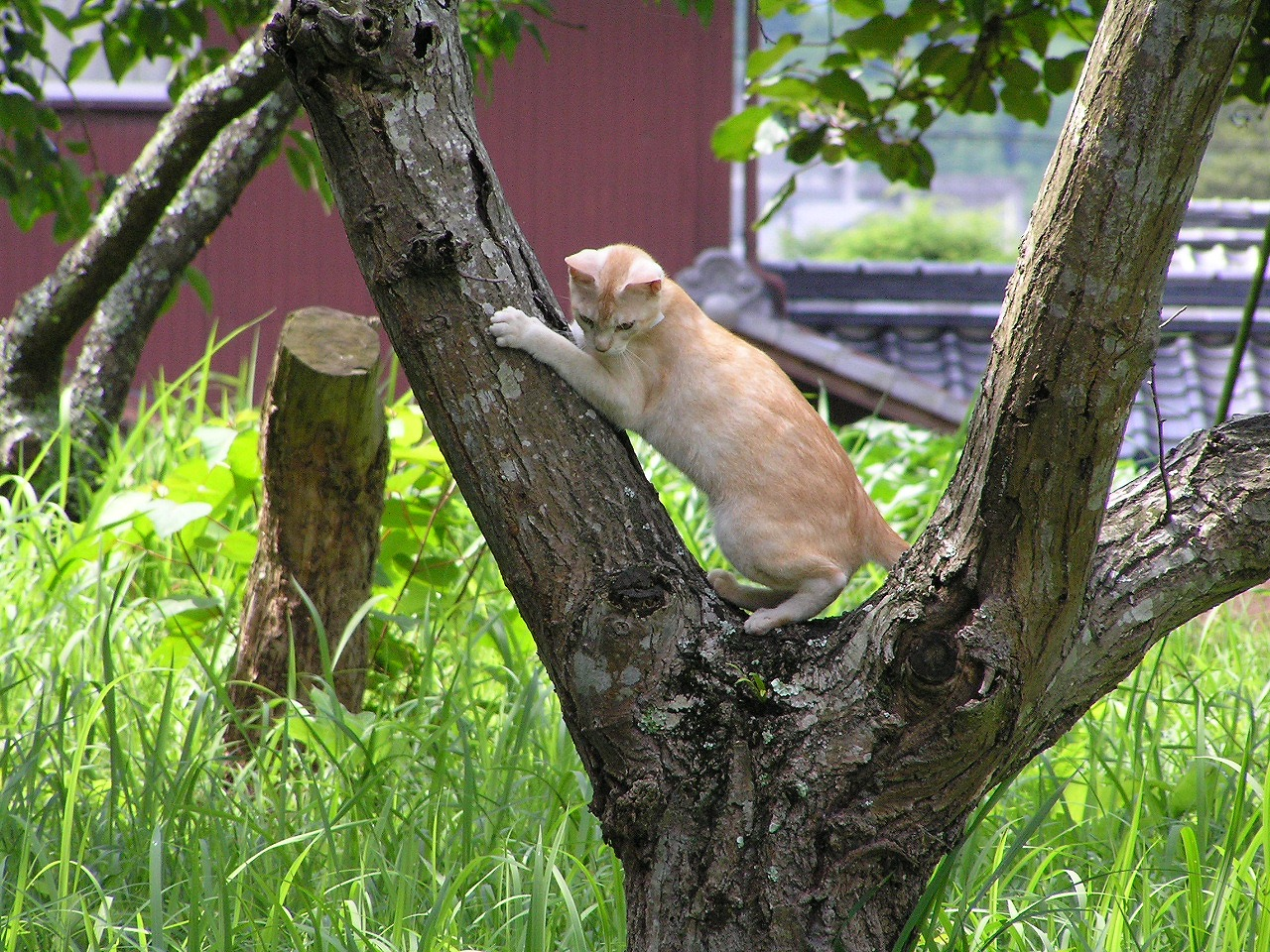
モモの木に登り爪をとぐネコ。

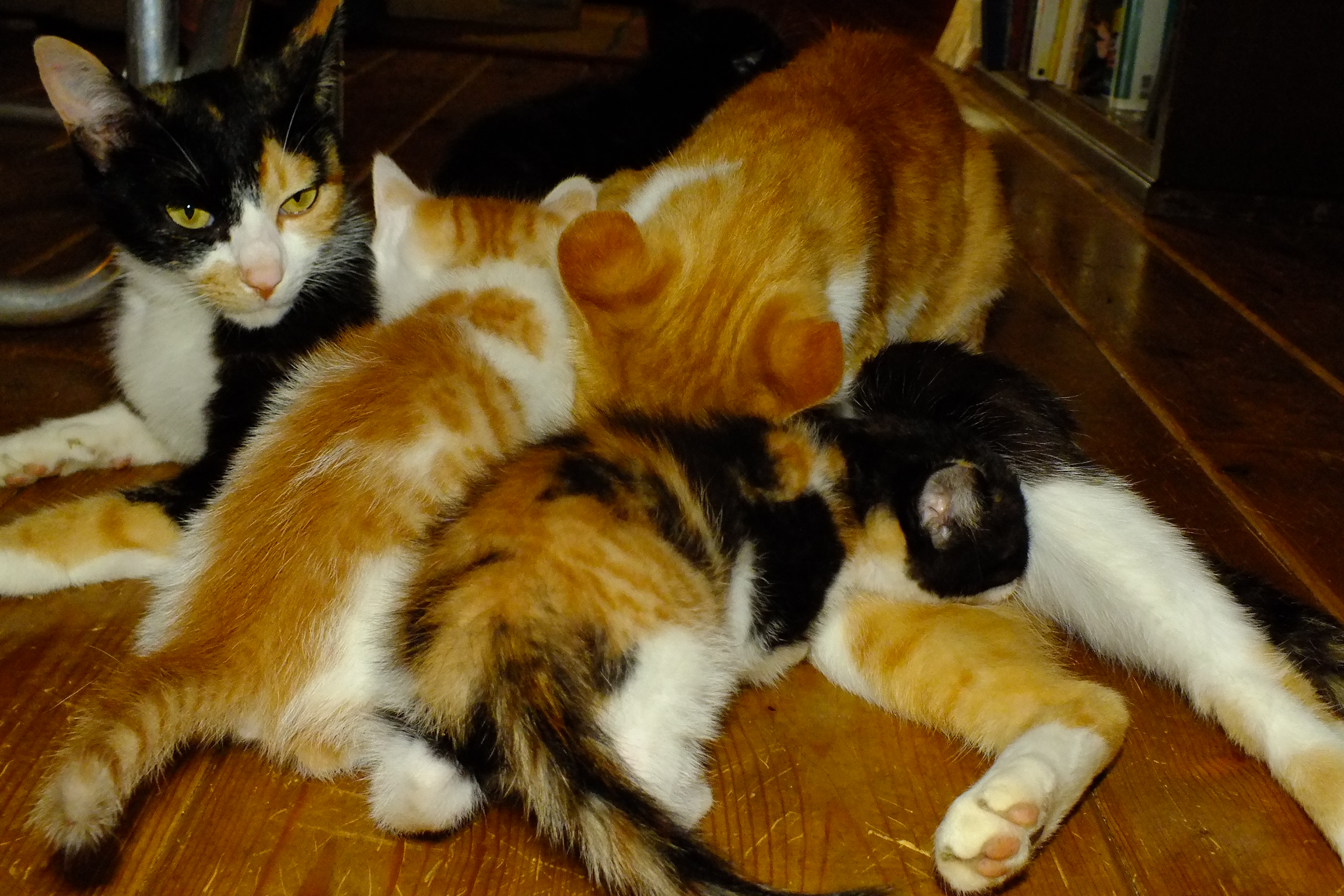
ネコの授乳

ネコ（猫）は、狭義には食肉目ネコ科ネコ属に分類されるリビアヤマネコ（ヨーロッパヤマネコ）が家畜化されたイエネコ（家猫、Felis silvestris catus）に対する通称である。イヌ（犬）と並ぶ代表的なペットとして、世界中で飼われている。広義的には、ヤマネコやネコ科動物全般を指すこともある（後述）。
猫は鋭い視覚、敏感な聴覚、優れた嗅覚を持ち、体が非常に柔軟であるため狭い場所に入ることも高い場所に登ることも容易にできる。独立心が強く、縄張り意識が高いのも特徴で、狩猟本能が強いため、しばしば遊びながらその本能を発揮する。自分の領域を守るためのマーキング行動や、鳴き声、体の動きを使ったコミュニケーションも行う。肉食である猫は、栄養バランスの取れた食事を必要とし、人間による世話にも一定の注意を要する。定期的な健康診断、ワクチン接種、そして適切なグルーミングが飼育には必要である。トイレトレーニングは比較的容易だが、独立心の高さゆえ、他の訓練に関してはしつけが難しいことが多い。

## 定義
イエネコの起源は、ネズミを捕獲させる目的で飼われ始めたリビアヤマネコの家畜化である。リビアヤマネコは独立種 Felis lybica Forster, 1780とされるが、ヨーロッパヤマネコの亜種 Felis silvestris lybica Forster, 1780ともされる。その場合イエネコを含むヨーロッパヤマネコの学名は、記載が古いFelis catus Linnaeus, 1758となるのが命名法上の原則である。しかしながらこれを原則通りに運用すると様々な支障が出ることから、2003年にICZNの強権によりFelis silvestris Schreber, 1777をイエネコを含むヨーロッパヤマネコの学名として使用できることが認められた（Opinion 2027）。つまりヨーロッパヤマネコの亜種としてのイエネコの学名は、Felis silvestris catus Linnaeus, 1758とすることができる。なおイエネコをヨーロッパヤマネコと別種として扱う場合には、イエネコの学名はFelis catusが正しい。
一方、広義の「ネコ」は、ネコ類（ネコ科動物）の一部、あるいはその全ての包括的分類を指し、家畜種のイエネコに加えて広義のヤマネコ類を含む。特に学術用語としては、英語の「cat」と同様、トラやライオン、ヒョウなどといった大型種を含む全てのネコ科動物を指すことがある。
以下、本項では特記なき限りネコ=イエネコとして解説する。

## 起源

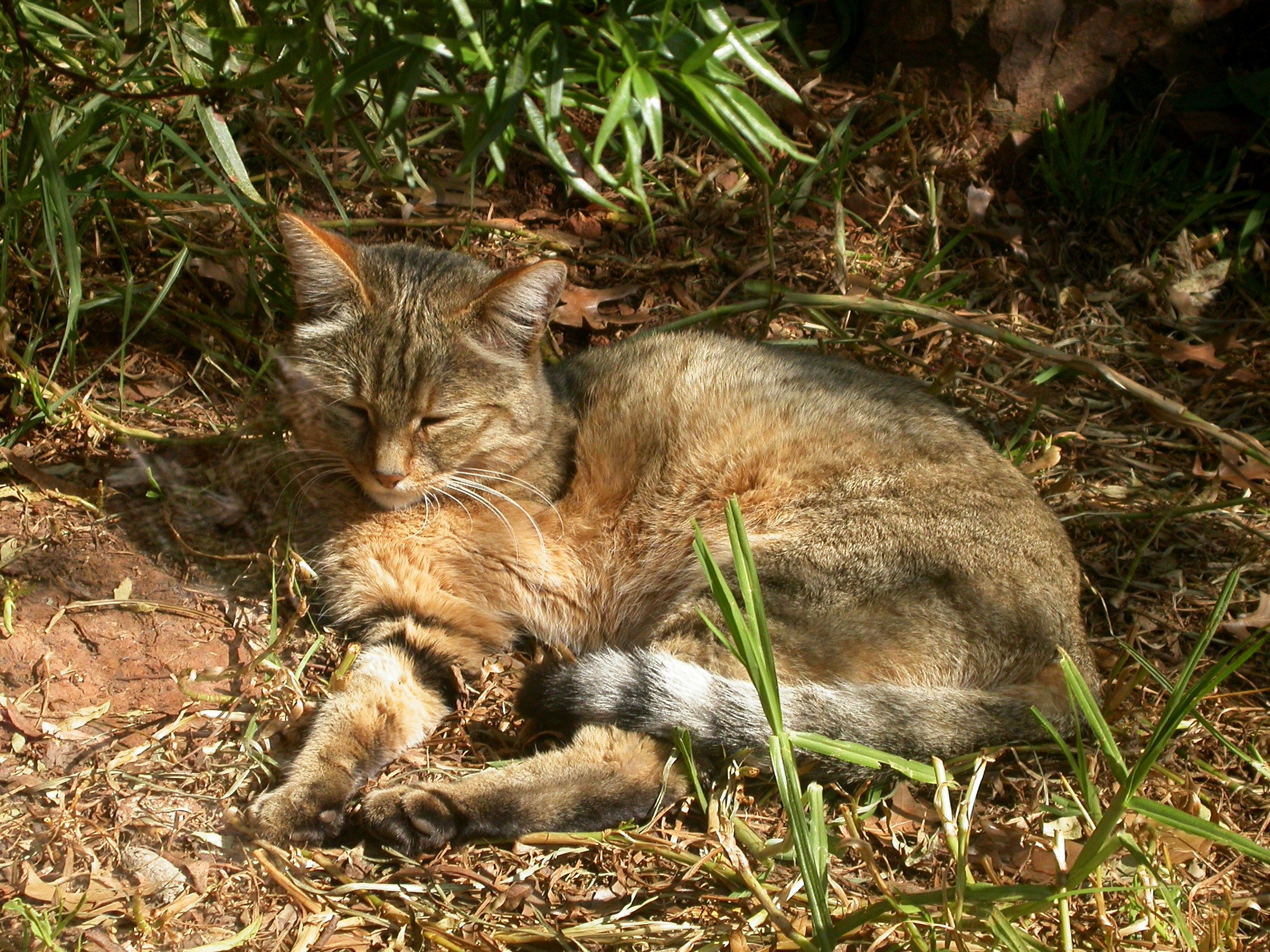
イエネコの原種とされるリビアヤマネコ
家畜化以前の特徴を維持している。
南アフリカ共和国ハウテン州、ヨハネスブルグ動物園。

イエネコは、形態学的分析を主とする伝統的な生物学的知見によって、以前からヨーロッパヤマネコの亜種リビアヤマネコ Felis silvestris lybicaが原種とされてきた。20世紀後半から発展した分子系統学（遺伝子研究）などによる新たな知見も従来説を裏付ける形となった。米英独などの国際チームによる2007年6月29日の『サイエンス』誌（電子版）への発表では、世界のイエネコ計979匹をサンプルとしたミトコンドリアDNAの解析結果により、イエネコの祖先は約13万1000年前（更新世末期〈アレレード期〉）に中東の砂漠などに生息していた亜種リビアヤマネコであることが判明し、従来からの形態学的分析が裏付けられた。
愛玩用家畜として同じく一般的なイヌ Canis lupus familiarisに比して、ネコは飼育開始の時期が遅いが、これは家畜化の経緯の相違による。イヌは狩猟採集民に猟犬や番犬として必要とされ、早くから人の社会に組み込まれたが、ネコは、農耕の開始に伴い鼠害（ネズミの害）が深刻にならない限り有用性が乏しく、むしろ狩猟者としては競合相手ですらあった。その競合的捕食動物が人のパートナーとなり得たのは、穀物という「一定期間の保管を要する食害を受けやすい財産」を人類が保有するようになり、財産の番人としてのネコの役割が登場したことによる。また、伝染病を媒介する鼠を駆除することは、結果的に疫病の予防にもなった。さらに、記録媒体として紙など食害されやすい材料が現れると、これを守ることも期待された。
日本には平安時代に倉庫の穀物や経典類の番人として輸入されたことにより渡来してきたものと考えられてきたが、2000年代ごろから見野古墳群の須恵器に足形が見られるなどの痕跡から、移入期が紀元前2世紀の弥生時代までさかのぼる可能性が出てきた。縄文時代に該当する出土骨も存在するが、家畜としてのネコなのかは不明瞭である。
農耕が開始され集落が出現した時期の中東周辺で、山野でネズミやノウサギを追っていたネコがネズミが数多く集まる穀物の貯蔵場所に現れ、棲みついたのが始まりと考えられている（リビアヤマネコの生息地と農耕文化圏が重なった地域で、複数回起こっていたと考えられる）。穀物には手を出さず、それを食害する害獣、害虫のみを捕食することから双方の利益が一致し、穀物を守るネコは益獣として大切にされるようになり、やがて家畜化に繋がった。
初めて人に飼われたネコから現在のイエネコに直接血統が連続しているかどうかは不明確。最古の飼育例は、2004年4月に報告されたキプロス島の約9,500年前の遺跡のものである。墓は約30歳の高貴な人物のもので、人骨から約40 cm離れて埋葬されていた。キプロス島には野生のネコ科動物は分布せず、人が持ち込んだものと考えられている。また、今日のイエネコの直接的・系統的起源は明らかではないが、紀元前3000年ごろの古代エジプトで固定化されたものといわれている。紀元前1600年ごろの古代エジプトの王墓に描かれたネコの壁画が確実な証拠である。
なお、ネコ科の祖先は、ミアキスという約6000万年前の中型肉食獣に遡る。ミアキスの特性に近いままプロアイルルスを経て進化した種がネコであり、平原に出て集団狩猟を行う種を経て現在の姿に進化した種がイヌである。

## 身体的特徴

### 概要
| 体温   | 摂氏38.6度   |
| 心拍数 | 120 - 140bpm |
| 呼吸数 | 16 - 40回/分 |

ネコ（オス）の体の構造
■赤=主に呼吸器系 ■緑=主に消化器系 ■金色=神経系とその他

体の大きさは現生するネコ科の他のほとんどの動物に比べて小さく、体重は2.5から7.5キログラムの範囲に収まるものが多いものの、大型のものでは、体長（頭胴長）75センチメートル（比較資料：「長さの比較」）、尾長40センチメートル、肩高35センチメートルに達する。
非常に優れた平衡感覚に、柔軟性と瞬発力のきわめて高い体の構造、武器である鋭い鉤爪（かぎづめ）や牙を持ち、足音が非常に小さく、体臭が少ない。
吻部（眼窩下部から口先もしくは鼻先までの部位）が突出していない丸い頭部を持つ。
汗腺は発達しておらず、しっかりと汗がかけるのは足の裏（肉球）だけである。そのため、熱中症になりやすい。この肉球は滑り止めの役目を果たす他、マーキングにも用いられる。額、頬、口周囲、顎下、耳、肛門周囲に皮脂腺があり、ここからフェロモンを分泌して、他のネコに情報を提供したり飼い主などに匂いを付着させる。

### 年齢と寿命
ネコは半年から1年ほどで生殖可能年齢を迎え、5歳くらいで落ち着いた雰囲気を醸し出し、7歳あたりから高齢期に差し掛かり、20歳超えはかなりの長寿とされる。
屋外で暮らさなければならない野良猫と人間に室内で飼われているネコの寿命には、歴然とした差がある。前者は多くの天敵や事故・怪我・病気やそれに伴うストレスに晒されており、大学機関や自治体関連部門によれば野良ネコの寿命は3年から5年といわれ、その大半が子ネコの内に死亡する。ネコの年齢をヒトに換算すると、室内ネコの場合は例として1歳で人間でいう17 - 20歳、2歳で23 - 25歳、以降は1年ごとに4、5歳ずつ比例していく計算となるが、成熟期が短く中年期が長いため単純な比較はできない。
| ネコと人間の年齢の比較 | ネコと人間の年齢の比較 | ネコと人間の年齢の比較 | ネコと人間の年齢の比較 | ネコと人間の年齢の比較 | ネコと人間の年齢の比較 | ネコと人間の年齢の比較 | ネコと人間の年齢の比較 | ネコと人間の年齢の比較 | ネコと人間の年齢の比較 | ネコと人間の年齢の比較 | ネコと人間の年齢の比較 |
| ---------------------- | ---------------------- | ---------------------- | ---------------------- | ---------------------- | ---------------------- | ---------------------- | ---------------------- | ---------------------- | ---------------------- | ---------------------- | ---------------------- |
| ネコ                   | 6か月                  | 1歳                    | 3歳                    | 6歳                    | 8歳                    | 9歳                    | 10歳                   | 13歳                   | 16歳                   | 20歳                   |                        |
| 人間                   | 14歳                   | 16歳                   | 20歳                   | 30歳                   | 40歳                   | 50歳                   | 60歳                   | 70歳                   | 80歳                   | 90歳                   |                        |

### 体格

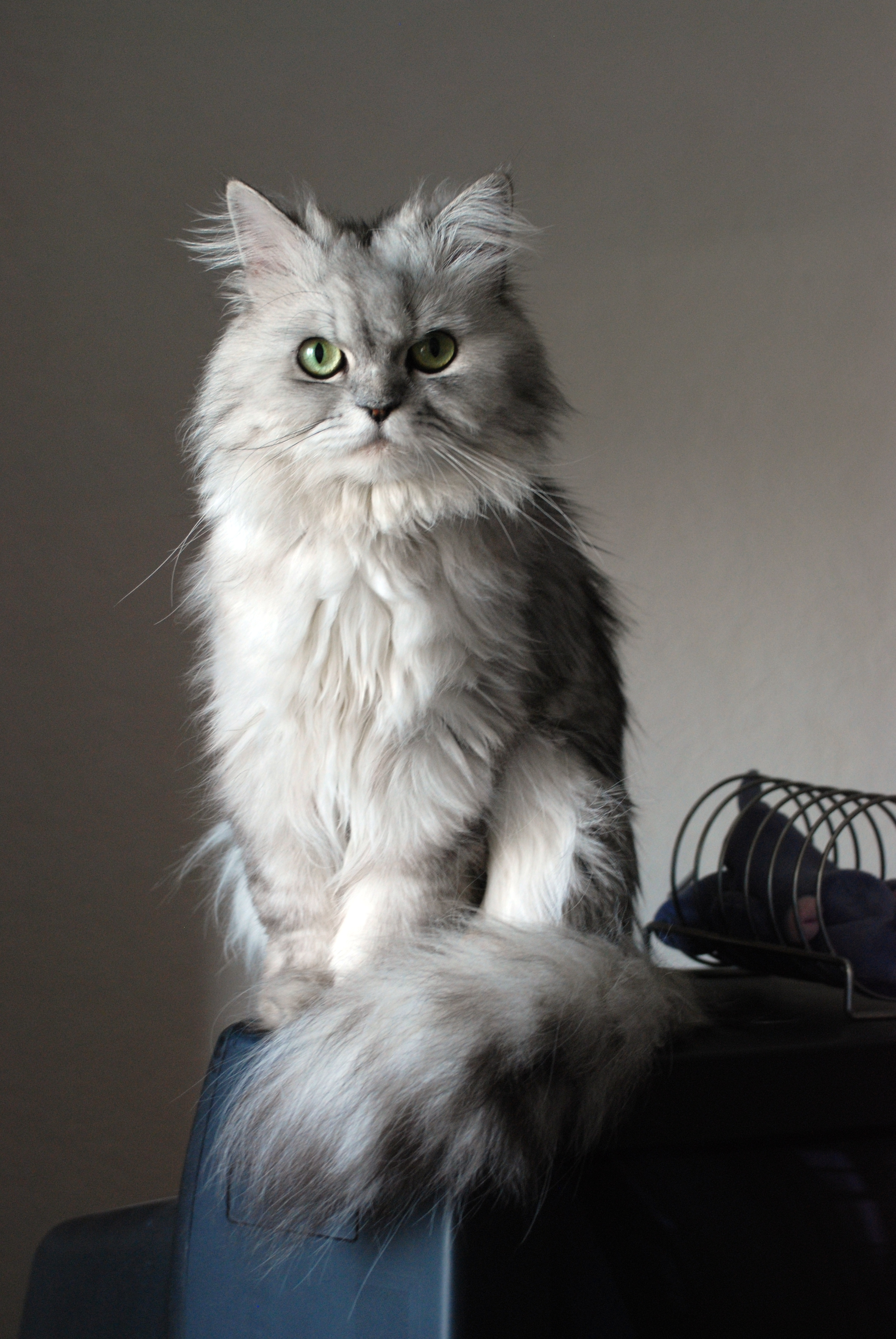
コビーを代表するペルシャ。丸みを帯びたシルエットはぬいぐるみのようである。

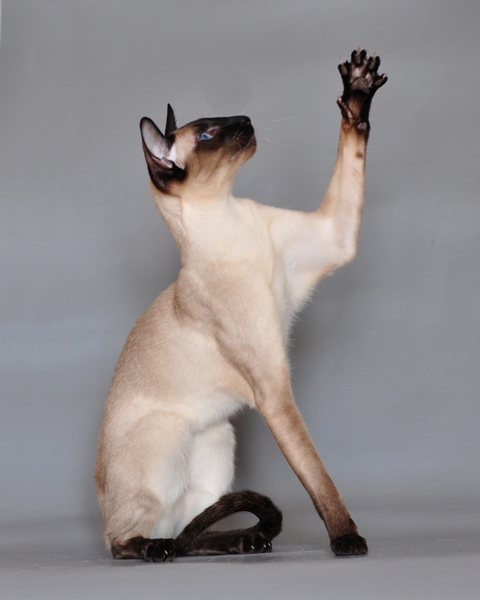
オリエンタルを代表するシャム。四肢は長く、肩幅は狭い。

ネコは骨格や筋肉の付きかた、脚の長さなどによっていくつかの種類に分類することができる。コビーと呼ばれる種類は短い胴にがっしりとした肩や腰、やや短めの尾を持ち、この代表とされるのがペルシャである。一方、逆三角形の顔に長い四肢、鞭のような尾をもつオリエンタルというタイプを代表する種はシャムである。この二種の間を分割し、セミコビー、セミフォーリン、フォーリン、そしてそれらの種類とまた違うロング＆サブスタンシャル（長く、がっしりとした、という意味）という種類を加えた6種がネコの体格に関する基本的区分である。

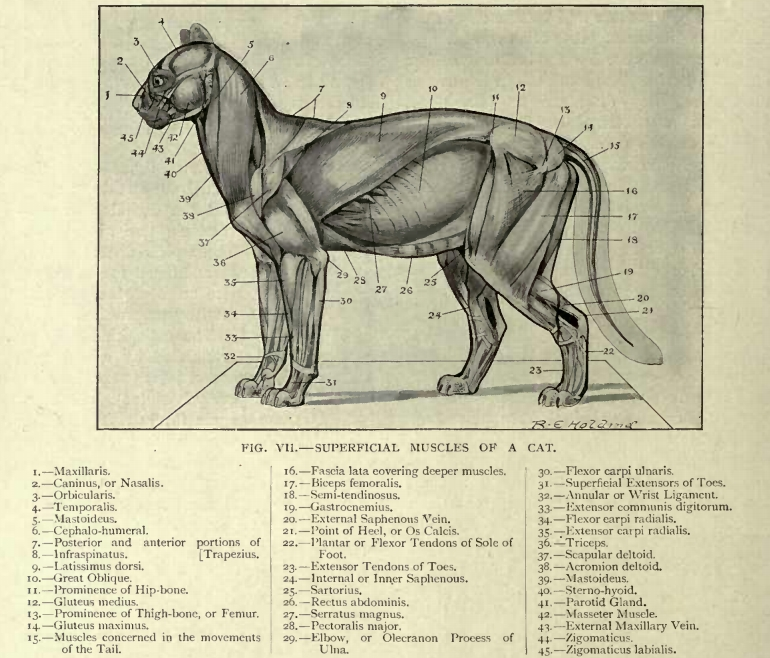
ネコの筋肉と筋肉の名称
ネコの骨格と骨の名称[注釈 3]

### 体の柔軟性
ネコの体は非常に柔軟性が高い。関節が緩やかで、筋肉や靭帯も柔らかいため、頭の周り以外は体のほぼ全ての場所を自分で舐めることができる。特に肩の関節は可動性が高く、鎖骨は退化しているが、小さいながらも存在しており（犬や馬など鎖骨がない動物は前腕を内側に曲げ抱きつく所作がとれず木登りができない）、筋肉でつながっている。これらは高い所から着地した場合の衝撃を吸収することに役立っている。また、内臓を前後に移動させることができ、これを利用する形で狭い場所を通ることが出来るよう身体の幅を自在に調節することが可能となっている。

### 運動能力
待ち伏せ型の肉食獣であるネコは、俊敏な運動能力をもっている。瞬発力が高く、跳躍力にも長けている。跳躍力は、およそ体高の5倍程度（約1.5メートル程度）の所に飛び上がることができる。走るスピードは最高でおおよそ時速48キロメートルといわれ、瞬間的に最高速に達するが長くは続かない。その運動能力にもかかわらず、ネコが自動車に轢かれることは多いが、それは運動能力の問題ではなく、想像を超える大きさの物体（自動車）に突然遭遇してしまったとき、判断力を失ってその場で体の動きを止めてしまうからであるとされるが、異説もある（「#眼・視覚」を参照）。平衡感覚を司る三半規管の能力とは別に、ネコには小脳の視覚による優れた水平線検出能力が備わっており、これによって、三半規管が失調した状態でも、正向反射として空中で正しく上下を判断した上で四本の足を使い着地を行う。2、3メートル程度の高さであれば、ケガ一つ負わずに飛び降りることができる。
犬かきで泳げるが、水に入ったり水に濡れることを嫌う個体が多い。猫のルーツは乾燥した砂漠地帯で、その独特な気候の中で進化してきたことと関係があるかもしれない。しかしターキッシュバンは泳ぐと言われる。
歩行方法は、指先立ちの趾行である。

### 被毛
被毛は品種により、さまざまな毛色や毛質のパターンを持つ。同品種でも多様な色彩や模様を持つ珍しい動物である。毛色や毛質の決定には遺伝子の働きによるところが大きいことが分かっているが、遺伝子がどのように活性化、不活性化するかなど、不明な点も多い。毛色は子宮内の状態にも影響を受けるともいわれる。例えば、世界初のクローンネコ「CC」の毛色は、遺伝子が全く同じにもかかわらず、クローン親のものと異なっていた。
毛色を司る遺伝子は、すでにいくつか解明されており、色を薄めるダイリュート遺伝子や、被毛に縞模様を描くタビー遺伝子などの存在が知られている。品種によっては、突然変異体の遺伝子や、伴性遺伝子の存在もあることから、生まれてくる仔猫の毛色・毛質などをおおよそ判定することは可能であるが、不明な部分も多い。
| 優性 遺伝子 | 役割                           | 対立（劣性） 遺伝子 | 役割                             |
| ----------- | ------------------------------ | ------------------- | -------------------------------- |
| A           | アグーティ（縞模様）           | a                   | ノン・アグーティ（単色）         |
| B           | 黒                             | b                   | 茶色（チョコレート）             |
| B           | 黒                             | bl                  | 薄茶（シナモン）                 |
| C           | 単色（濃淡なし）               | cb                  | セピア（バーミーズ）             |
| C           | 単色（濃淡なし）               | cs                  | ポインテッド（シャム模様）       |
| D           | 濃暗色                         | d                   | 淡明色（ダイリュート）           |
| I           | 抑圧（銀化）                   | i                   | 基底に及ぶ色素沈着               |
| L           | 短毛                           | l                   | 長毛                             |
| O           | オレンジ（または伴性遺伝の赤） | o                   | 黒味を帯びた非赤色               |
| S           | 白の斑                         | s                   | ソリッドカラー（体全体）         |
| T           | 縞（マッカレルタビー）         | ta                  | アビシニアン（ティックドタビー） |
| T           | 縞（マッカレルタビー）         | tb                  | ブロッチド（クラシック）タビー   |
| W           | 体全体が白                     | w                   | 白以外                           |

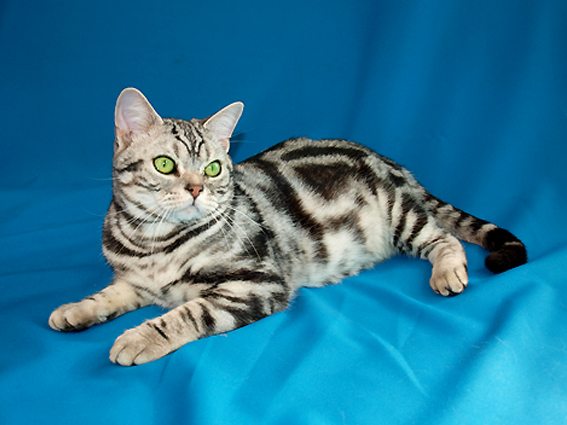
シルバー・ブロッチド（クラシック）タビーのアメリカンショートヘア。ブロッチドタビーはアメリカンショートヘアの要件ではないが、日本でアメショというとまずシルバー・ブロッチドタビーの個体がイメージされる。

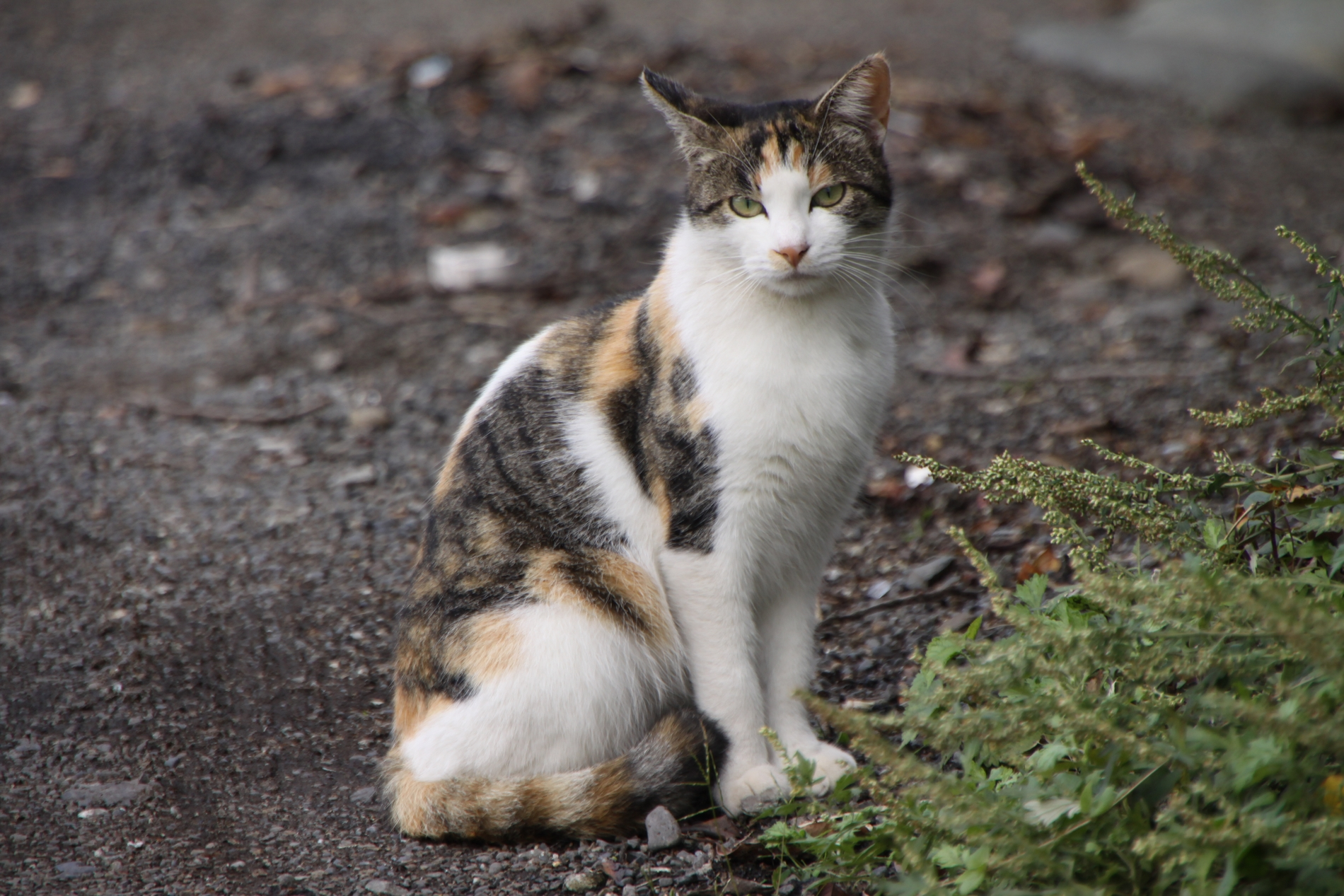
三毛猫。ほとんどがメス。オスはおよそ3万匹に1匹

これらの遺伝子の組み合わせによって、複雑な模様を形作る。これら以外にも毛色を決定する遺伝子もあり、解明されていない遺伝子も多数存在する。
O遺伝子および対立遺伝子o遺伝子はX染色体上にあることが分かっており、このため両方の遺伝子を持つネコは通常メスであり、オスでは染色体異常（X染色体過剰、ヒトでいうクラインフェルター症候群相当）またはモザイク染色体の場合、そして遺伝子乗り換えによりO遺伝子がY染色体に乗り移ったネコだけである。両方の遺伝子を持つネコはトーティシェル（べっ甲を意味するトータスシェルの略で、いわゆる錆び猫〈さびねこ〉）あるいはトーティ・アンド・ホワイトまたはキャリコ（三毛猫ともいう）と呼ばれるが、これらのネコにオスネコが珍しいのは、染色体異常のネコが非常に少ない（3,000匹に1匹程度とされる）ためである。なぜオスがいるのか調べようにも研究材料のオスの錆び猫や三毛猫があまりにも少ないため未だに想像の域を超えていない。しかし染色体の研究では錆び猫および三毛猫は理論的にすべてメスである。
ノン・アグーティ遺伝子はタビー遺伝子よりも上位であるため、ノン・アグーティを2つ (aa) 持つネコ（黒猫など）には通常、縞模様は見られない。タビー遺伝子を持つネコには、仔猫のときなどにうっすらと縞模様が現れることがあり、ゴースト・マーキングといわれる。

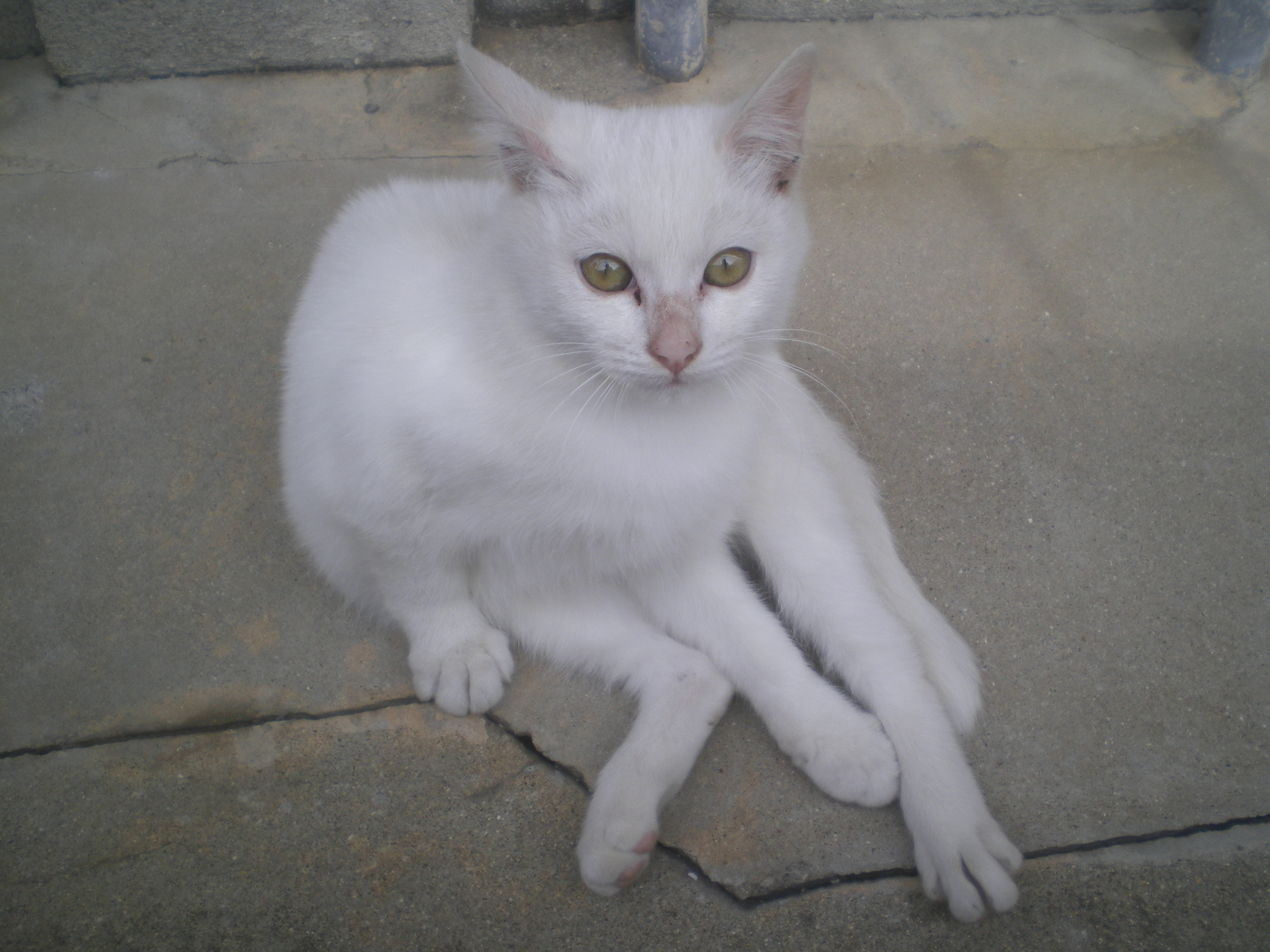
全身が白い白猫は通常において『白色遺伝子』の持ち主である。

cs遺伝子（サイアミーズ（シャム））は独特の遺伝子で、本来は色素の出現を抑える役割を持つが、温度が低いとその働きが抑制される。そのため、これを持つネコは温度の低い体の末端部（鼻、耳、足先など）のみに色素が出現し、シャムネコのようなポイント模様が現れる。温度が低い環境でも色素が出現し、色が濃くなる。
白毛を発現させる遺伝子のうちの『白色遺伝子』は全ての色に対して優性であるため、これを持つネコは他の遺伝子にかかわらず、白猫になる。
- 黒猫 - 全身の毛が黒色の猫。
- 白猫 - 全身の毛が白色の猫。聴覚障害の割合が多い。
- トラネコ（タビー） - トラのような縞模様がある猫。茶トラ猫、キジ猫、サバ猫など。
- 三毛猫 - 3色（一般的に白・茶色・黒）の猫。
- 錆び猫 - 黒と茶色の2色の猫。
- はちわれ - 顔面が鼻筋を境にした八の字形の2色になっている猫。

### 眼・視覚

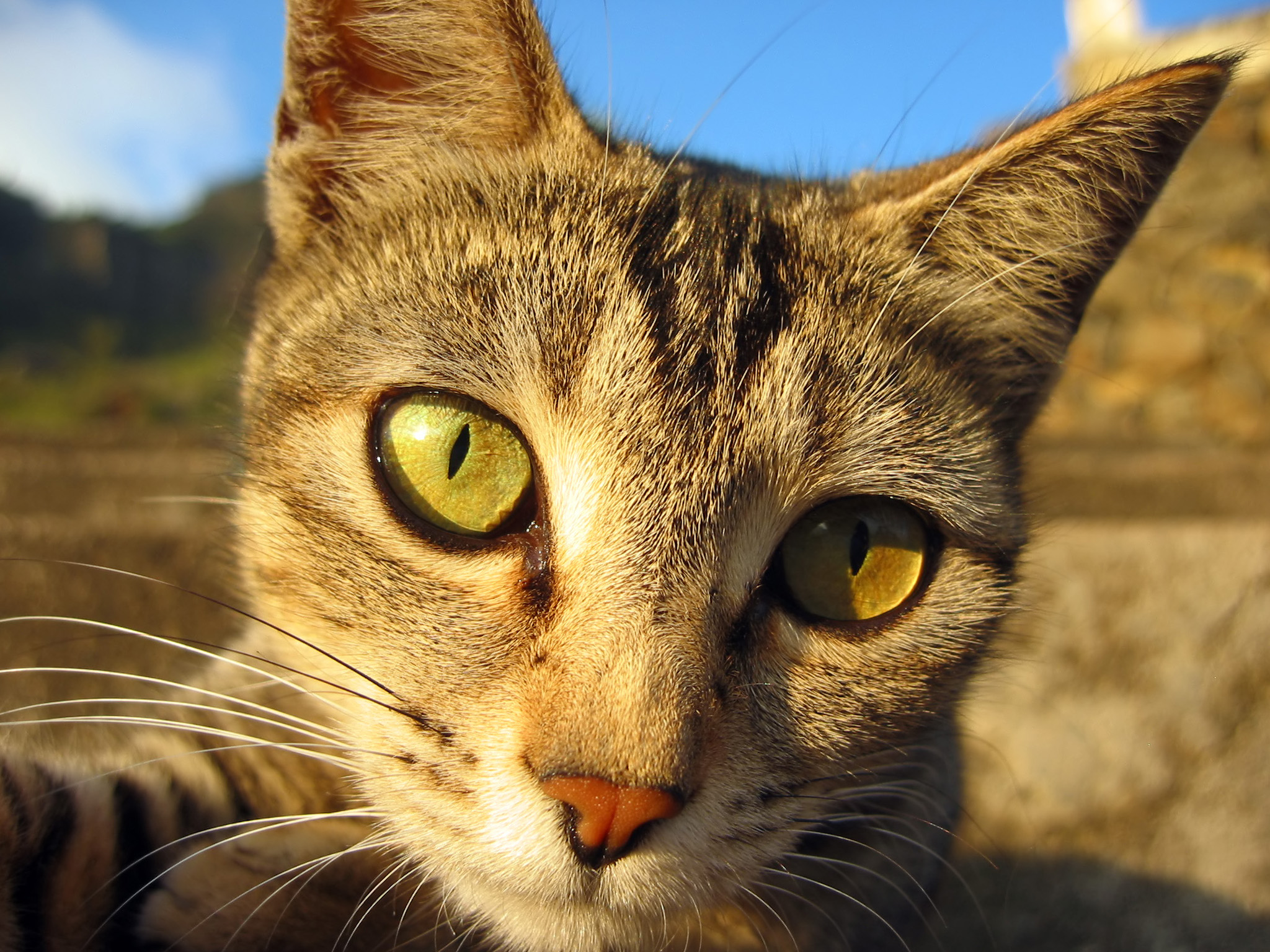
ネコの眼。顔の大きさの割に大きい。

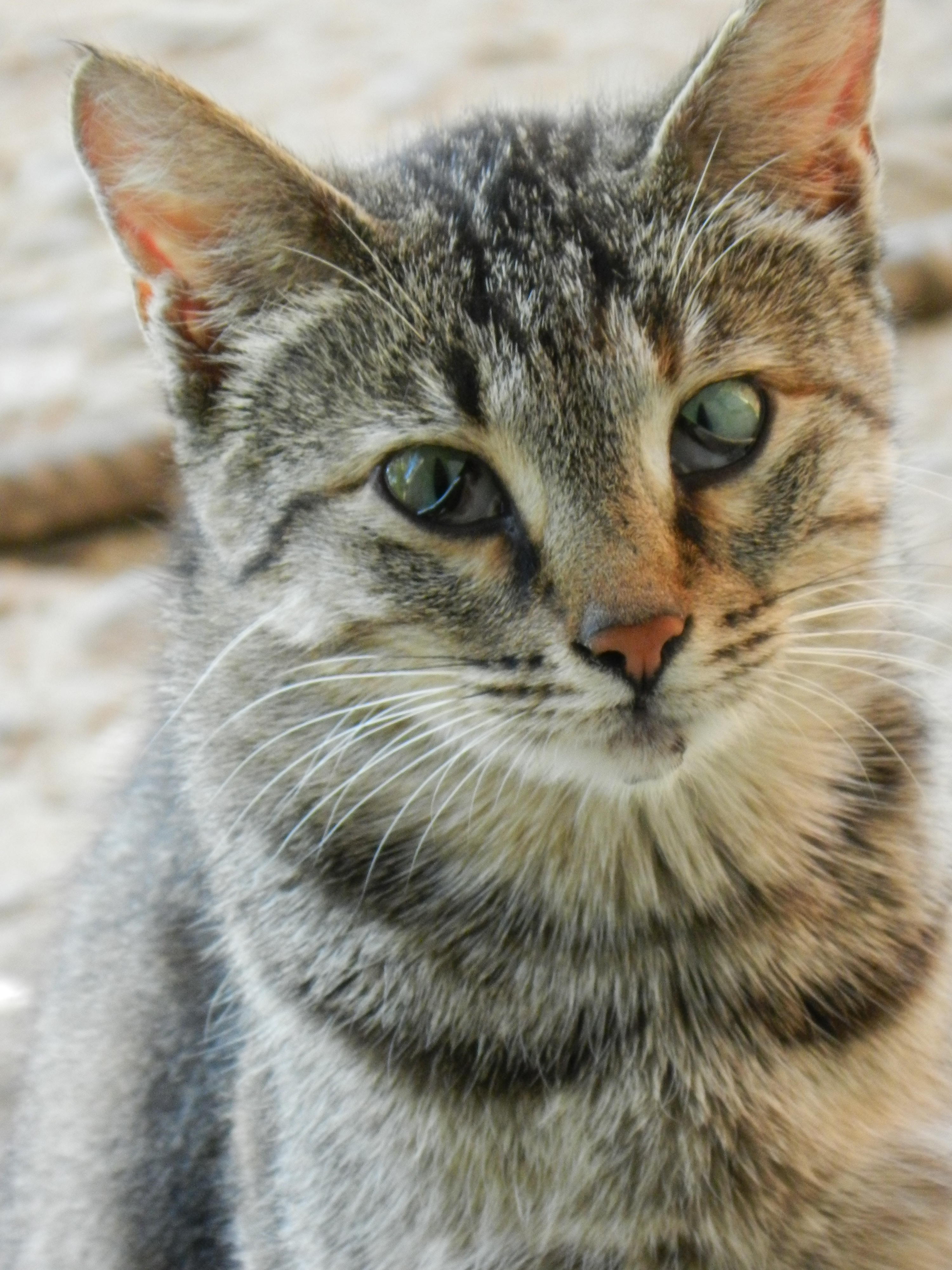
目を保護する瞬膜が開いている様子

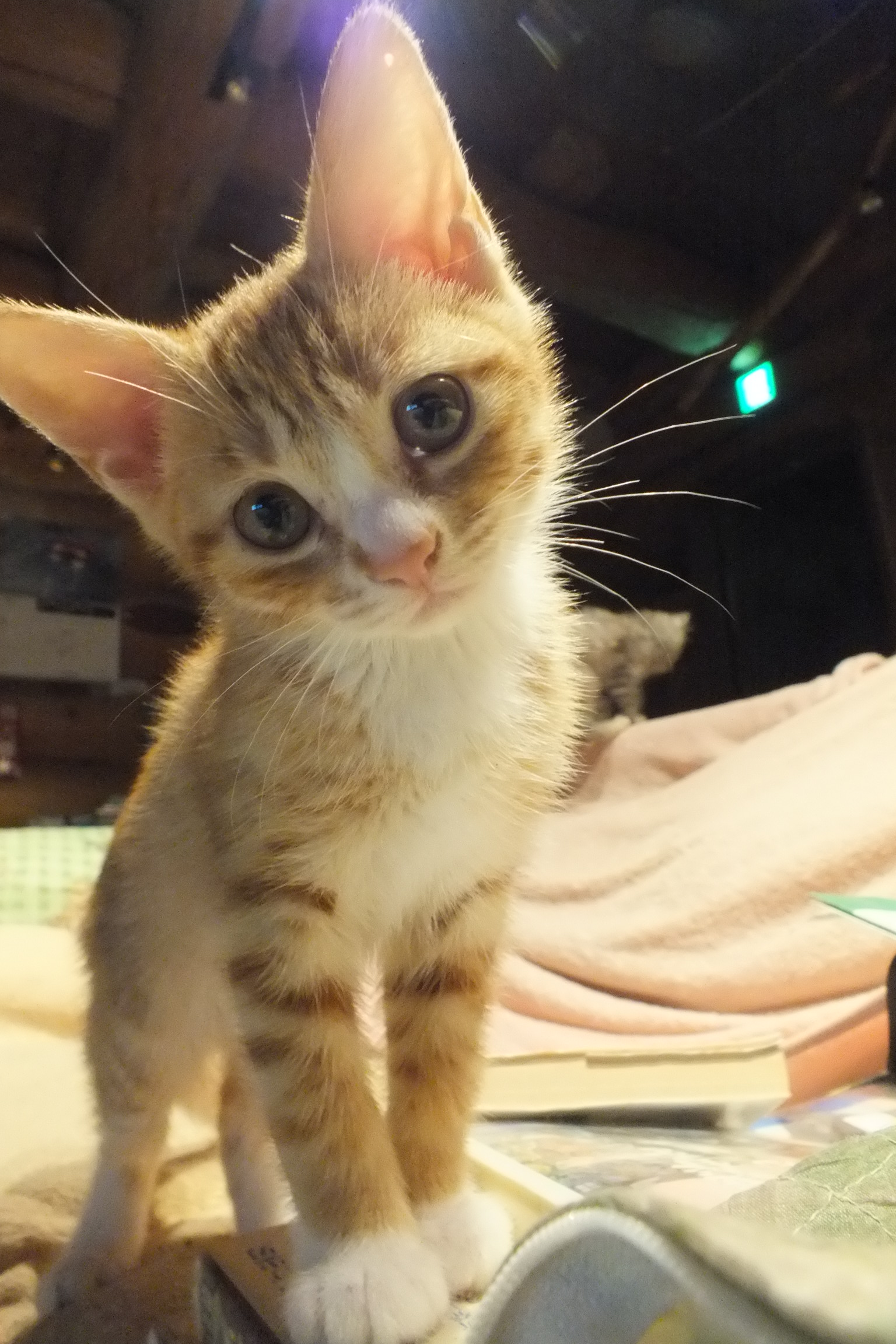
子猫は相対的に目が大きく愛らしく見える。

顔の大きさの割に、かなり大きな眼を持っている。他の動物における幼獣の眼の大きさの比率に近く、これがネコを可愛いと思わせる一因にもなっている。正対視するのに有利な前面に眼窩（がんか）が開いている。このことはネコとヒトに共通の身体的特徴で、眼による感情表現が豊かであることも意味し、これがヒトがネコに対して抱く親近感の理由ではないかとも考えられている。
視覚については、特に対象の動きを捉えることを得意とする。8メートル位の距離ならば人間の顔を識別することが可能である。20メートル以内のものであれば、じっと見ることによって距離感をかなり正確に測ることができる。シャム系のネコの場合、立体視力に問題がある場合があるが、品種改良の結果、このようなネコは多くない。
瞳孔は人間と異なり縦に細長くなっており、これは瞬時に瞳孔の大きさを変えることに有利という説や、野生状態で草陰のような縦長の視界で視覚を働かせるのに有利と考える説がある。瞳孔は調整の範囲が広く、明るい所では細長く、暗い所では最大で300倍（人間は最大で15倍ほど）まで広げて光の入る量を多くすることが可能なため、暗所での視力はよい。時計が一般的でなかった時代、猫の眼の瞳孔の広さは時間帯によって変わり、時間が真昼に近づけば近づくほど瞳孔の広さは狭くなり、逆に真夜中に近づくほど広くなることを利用して時間を知ることが行われていた。これとは別に、獲物などに狙いを定めてから飛びかかるまでの間も非常に大きく開く。
他の多くの夜行性動物と同様、ネコの眼には輝板（タペタム）と呼ばれる層が網膜の下に備わっている。この層が光を反射するため、入射光と反射光の両方の光が網膜を通過することになり、わずかな光でも物を見ることができる。この反射光のため、暗所で観察者側から照明を当てたとき眼が光って見えることがある。この現象はシカなどの野生動物でも同様であり、ライトで照らして光って見えた眼の数で個体数を割り出す「ライトセンサス」にも利用されている。夜でもよく見えるネコの眼は非常に敏感で、フラッシュ撮影をしたりすると嫌がったりストレスを与えることとなり、目を痛めてしまう可能性もあることが指摘されており、プロカメラマンは猫の撮影の際にはフラッシュを控えるか、外付フラッシュで猫ではなく天井に向けて光らせるなどの方法を薦めている
- “プロが教えるかわいい猫の撮り方レシピ/雨樹 一期”. イヌモエコモ.   イヌモネコモ 運営委員会. 2016年10月8日時点のオリジナルよりアーカイブ。2016年7月23日閲覧。
- “猫の写真をもっとかわいく！プロが教える写真の撮り方”. アイリスペットどっとコム.   アイリスオーヤマ. 2016年7月23日閲覧。
- “猫の目の仕組み・不思議：暗闇のなかでキラリと光る印象的な大きな瞳”.   参天製薬. 2016年7月23日閲覧。。

2色型色覚だが、色（波長）の識別は困難である。三色型色覚の青と緑は認識できるが、赤を認識する能力は低く、黒っぽく見えているだけのようである。
瞬膜が、わりと大きく、体調の悪い時などに眼球の前に出てくることがある（チェリーアイ）。
目が開いてから授乳期後半頃までの幼猫は、やや外斜視である。

#### 眼の色

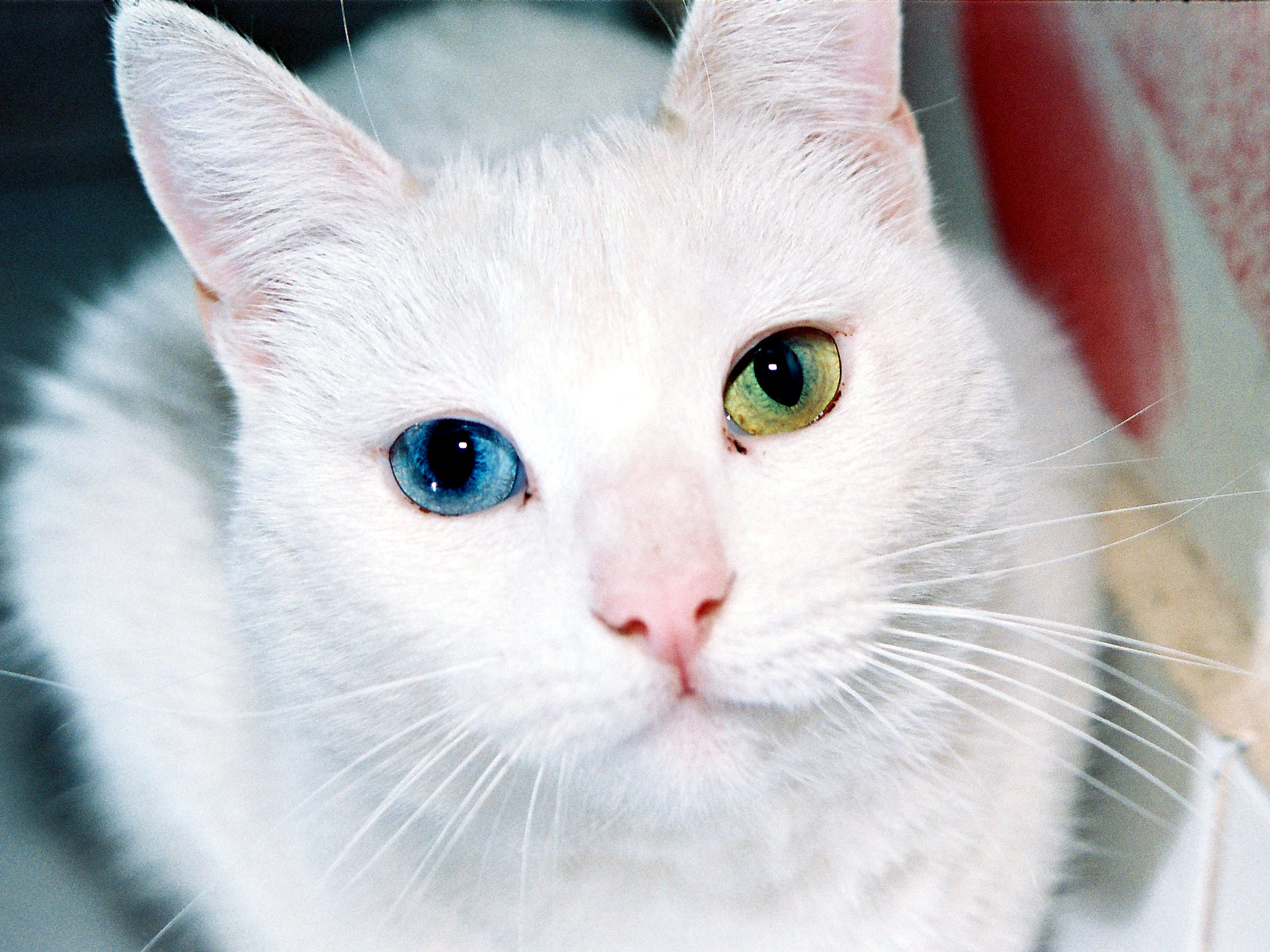
オッドアイ。この個体では、左眼が暗色、右眼が青になっている。

虹彩が大きな割合を占めており、人間でいう白目（球結膜）は面積が非常に狭く、通常見られない。ネコの眼の色、といった場合、虹彩の色を指す。眼の色は、色の濃淡などの違いがあるものの、おおむね以下の4種類に分けられる。
- カッパー（銅）
- ヘーゼル（薄茶） - 色としては、はしばみ色に近い。
- 緑
- 青

青い眼は白猫とシャム系のネコ（ポイントのあるネコ）に多く、白猫の場合、特に青い目のものは高い割合で聴覚障害を持っている。白猫の場合はオッドアイと言われる、左右の眼の色が違う場合も多い。この場合、青い眼の側の耳に聴覚障害を抱えることがある。一方が黄色で、もう一方が黄味のない淡銀灰色/あるいは淡青色というオッドアイは、日本では「金目銀目（きんめぎんめ）」と呼ばれ、縁起が良いものとして珍重されてきた。
これらの眼の色の違いは、虹彩におけるメラニン色素の量で決まり、色素が多い順にカッパー、ヘーゼル、緑、青となる。人間など他の哺乳類の眼でも同様である。色素の量の違いは、元々生息していた地域の日光量の違いに由来するといわれる（日光量が多い地域では色素が多くなる）が、交雑の結果、現在では地域による違いはほとんどなくなっている。シャムネコの青い眼は北アジア由来といわれ、熱帯のタイ原産のシャムネコであるが、先祖の眼の色に由来するという。
生まれて間もない仔猫の場合、品種に関わらず、虹彩に色素が沈着していない場合が多く、青目に見えることが多い。これを「キトゥン・ブルー」（Kitten Blue、「仔猫の青」の意）という。生後7週間くらいから虹彩に色素がつき始め、徐々に本来の眼の色になっていく。

### 耳・聴覚
ネコの五感で最も優れているのは聴覚である。可聴周波数は60Hz - 65kHzとされ、イヌの40Hz - 47kHz、ヒトの20Hz - 20kHz に比べて高音域に強い。これはネズミなどが発する高音に反応するよう適応したためといわれている。白猫は聴覚障害の割合が多い。耳は片方ずつ別々に動かすことができ、異なる方向の音を聞き分けることができる。そのため、指向性が強く、音源の場所をかなり正確に特定することができる。音の聞き分けの能力も高く、例えば飼い主が帰ってきた足音を判別することは簡単にできる。これらの能力は、夜間に待ち伏せ型の狩りをするのに適応し発達したものと考えられている。耳の動きは感情にも左右され、特にネコがおびえているときや不満を感じているときなどは、耳はうしろ向きに伏せられる。スコティッシュフォールドという折れ耳が特徴の品種もある。また、産後の母猫は可聴域が広がると言われている。

### 鼻・嗅覚

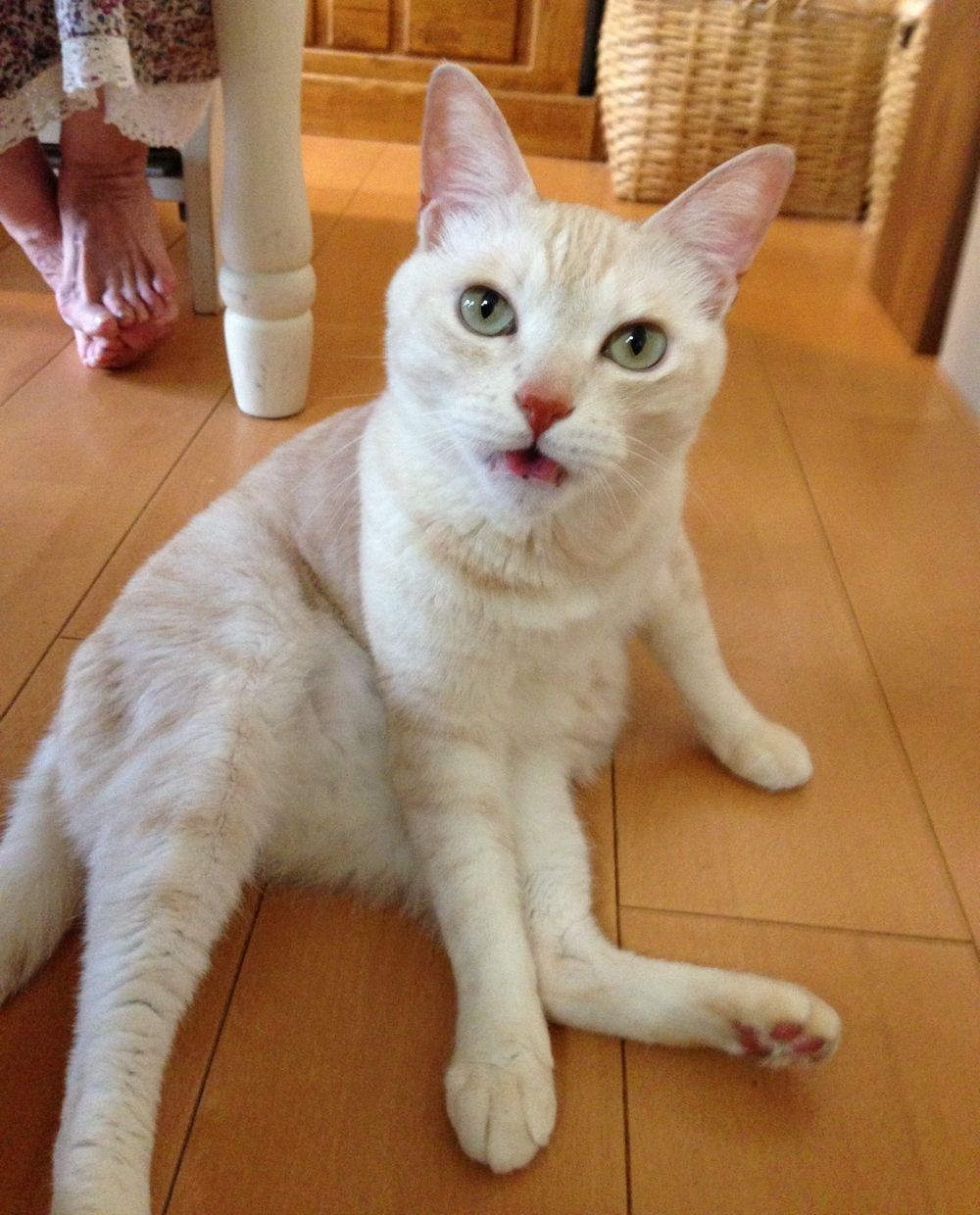
自分のにおいでフレーメン反応を示すネコ

鼻は、他の動物に比べてそれほど優れているわけでもないが、それでもヒトと比べれば数万から数十万倍と言われる嗅覚を持つ。体のバランスに比べて小さくできているが、鼻腔内部は凹凸に富み、大きな表面積を生み出しているため、小さな鼻の外観だけからは予想できない優れた嗅覚がある。
嗅覚を感じる脳の領域である嗅球が発達している。鼻腔内で匂いを検知する嗅上皮（嗅粘膜）の総面積は約 20 平方センチメートルである（イヌは犬種によるが15‐150。人間は2‐4平方センチメートル）。また、嗅覚受容体遺伝子は、ヒトで396個、イヌで811個、ネコは確認できているものだけで677個で嗅ぎ分けられる匂いのレパートリーが広い。
さらに鼻以外に、口内の上顎前歯の後ろにフェロモンを感知できるヤコブソン器官（鋤鼻〈じょび〉器官）があり、目を半分閉じて笑っているような表情を示し、口から空気を吸うフレーメン反応を行う。これはフェロモンを分析している行動である。これにより、相手のネコなどがどういう状態にあるかを分析する。また毛づくろいで自分の肛門の周囲をなめたときにもこの反応を示すことがある。
マタタビやキャットニップなどを嗅ぐと、ネコは恍惚として身悶えるような反応を示す。これらの植物に含まれるマタタビラクトン類の物質がヤコブソン器官を反応させ、ネコに陶酔感をもたらす。これはネコ科全般の動物に起こる反応で、マタタビに含まれるネペタラクトールに蚊の忌避効果があることから体を擦り付ける反応になったとする仮説が立てられた。
鼻の鼻腔内には、温点と冷点の温度受容体がある。
また、ネコの鼻は個体によって異なる紋様を持っており、これは鼻紋と呼ばれ、人でいうところの指紋と同じものであり、個体の識別に用いることが可能である。
嗅覚を狩りに利用することはほとんどなく、ネコの嗅覚は食物の峻別や縄張りの確認に主に使うと考えられている。ネコは頬腺や肛門腺から出る分泌物や尿などによって自分の臭いを付け、縄張り、あるいは仲間同士のコミュニケーションのために臭い付けをする行動を、飼い主やほかのネコに対して行う場合がある。例えば、ネコが飼い主の足に顔をすり寄せるのは、頬腺などから出る分泌物を付け、「自分の物」というマーキングをしているわけである。つまり顔を擦り寄せられるのはネコに信頼されている証である。

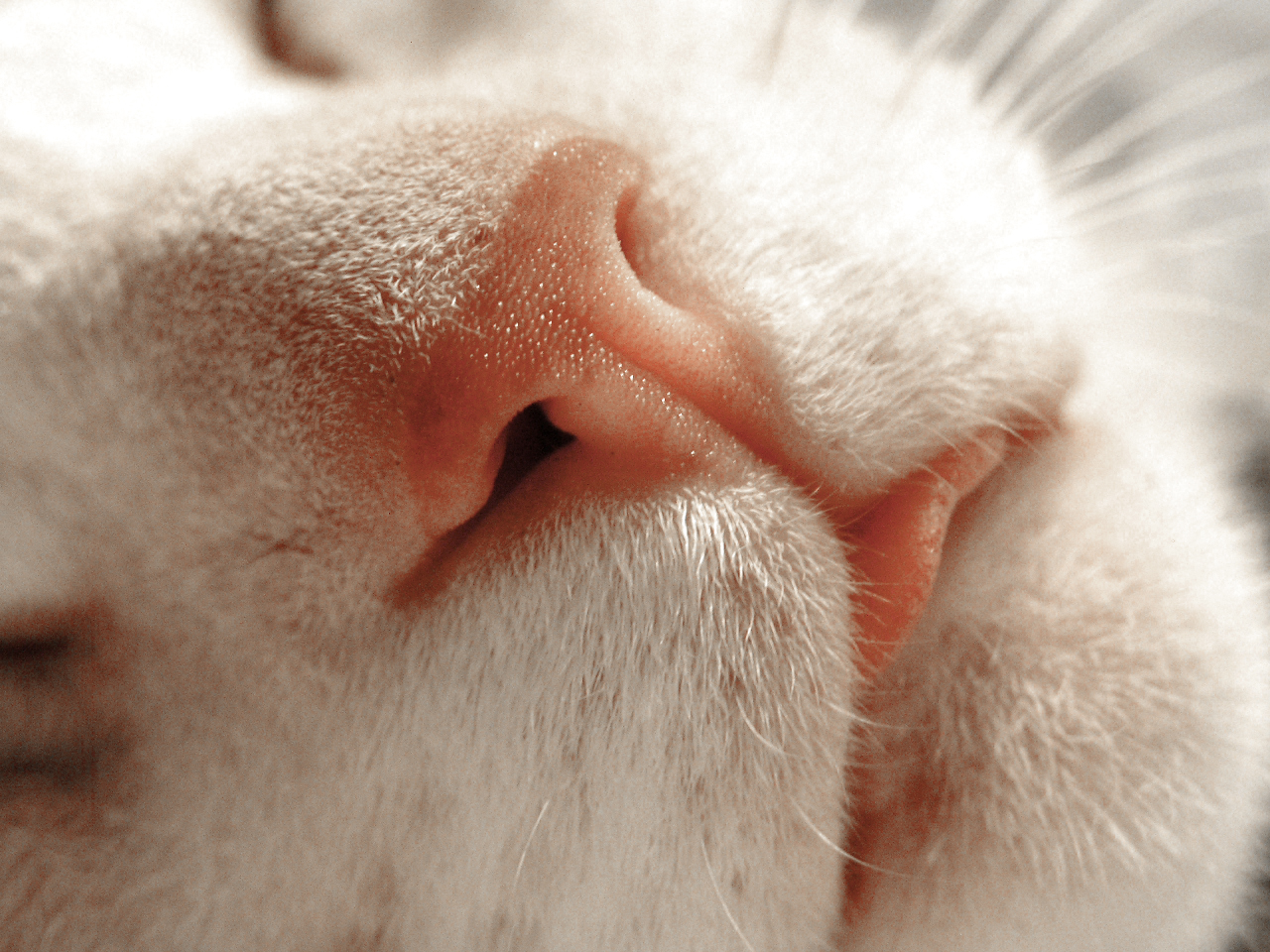
ネコの鼻
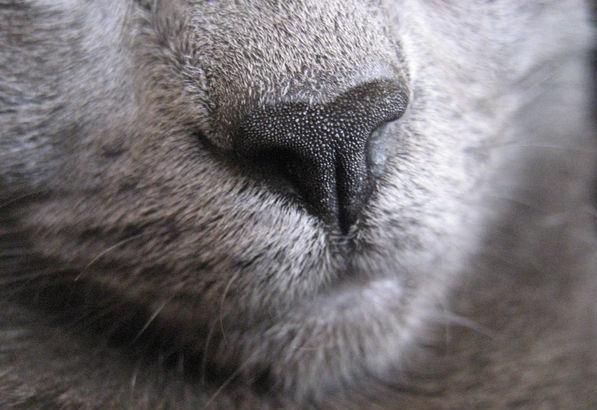
ネコの鼻紋

### 舌・味覚

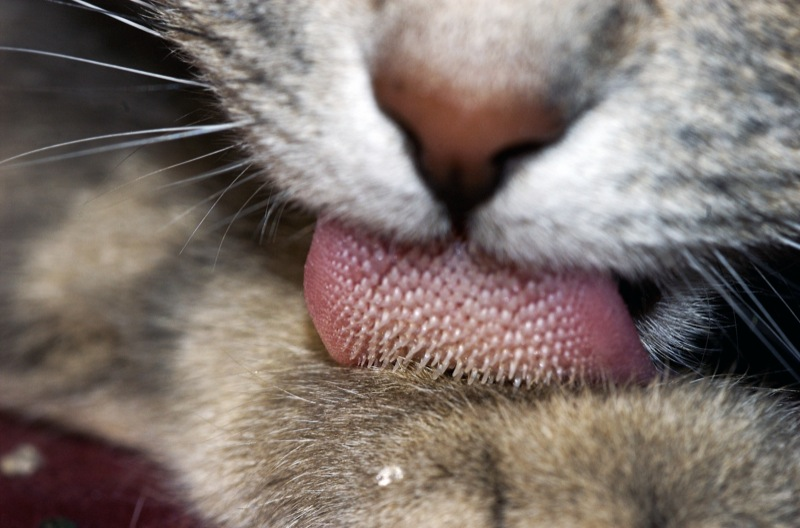
舌

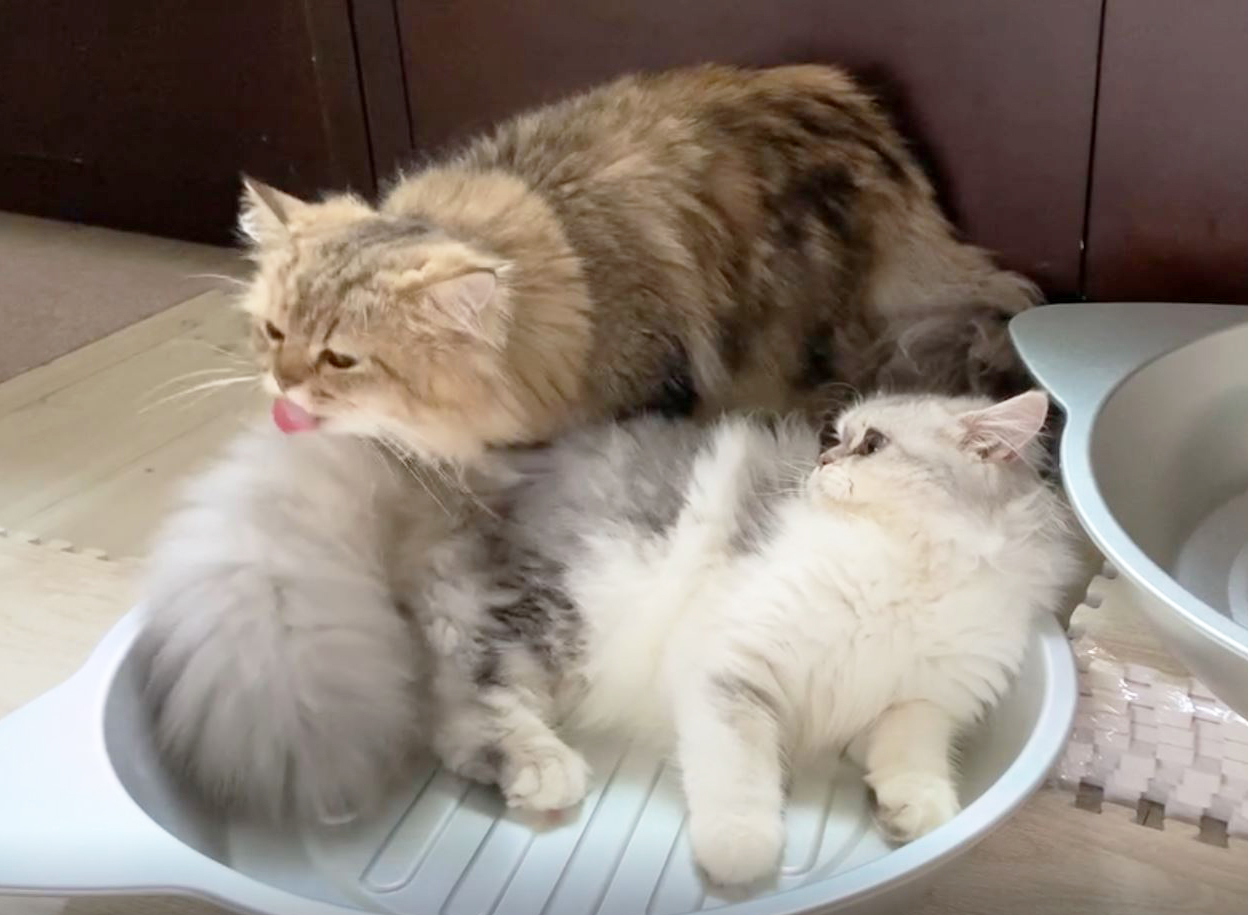
舌で他のネコをなめる社会的グルーミング

舌は薄く締まっており、表の面には多数の鉤状突起があってザラザラしているが、これは骨に付いた肉をしゃぶりとるのに適応している。この突起は毛づくろいや水を飲む際にも役立つ。この特質と形状を模してパソコンのポインティング・スティックには猫の舌状のものが製品化されている。
また、掃除機のゴミ圧縮ブレードにも応用されている。この糸状乳頭と呼ばれる突起の形状は管を半分に割ったような形をしており、そこに唾液などを含むことができることが解明された。
熱い食べ物が苦手な人を「猫舌」と俗称するが、ネコのみが特に熱いものを嫌うというわけではない。野生動物は山火事などの後に屍肉を漁るくらいしか熱を持った食物を口にする機会がなく、全般的に熱いものに慣れていないためである。
ネコ科の動物に共通する特徴であるが、味蕾が他の哺乳類とは異なっており、甘味を認識することができない。アメリカのMonell Chemical Senses CenterとイギリスのWaltham Centre for Pet Nutritionの両所の科学者達が行った研究において、砂糖を含んだ水と普通の水を数十匹のネコに与えたところ、どちらの水も同程度飲んだことが確認された。それ以前の研究で、ネコが砂糖に関心を持たないことは示されていた。彼らはネコのDNAを調べ、甘味を受容する器官を構成する二つのたんぱく質の内の一つであるT1R2に対応する遺伝子の欠陥により、その器官をもはや作ることができないことを見いだした。一匹のライオンと一匹のチーターのDNAでも同じ結果を確認した。また極端な肉食性が砂糖に対する味覚を無関係のものとし、甘味の受容器官に変異を生じさせることを許したということを提唱している。つまり甘味を感じない。猫のような肉食動物は、糖新生の酵素活性が高く、タンパク質から分解されて得られた糖原性アミノ酸から糖新生を行って体内で必要な糖分を生成している。
アミノ酸に対する反応が強く、特に苦味を認識する味蕾は多くある。これはアミノ酸が腐敗したときの苦味を強く感じることによって、腐肉を食べることを避ける役割を担っていると考えられている。ネコの食物に対する嗜好は、これらの味蕾の構成の違いが要因の一つと考えられている。

### 牙

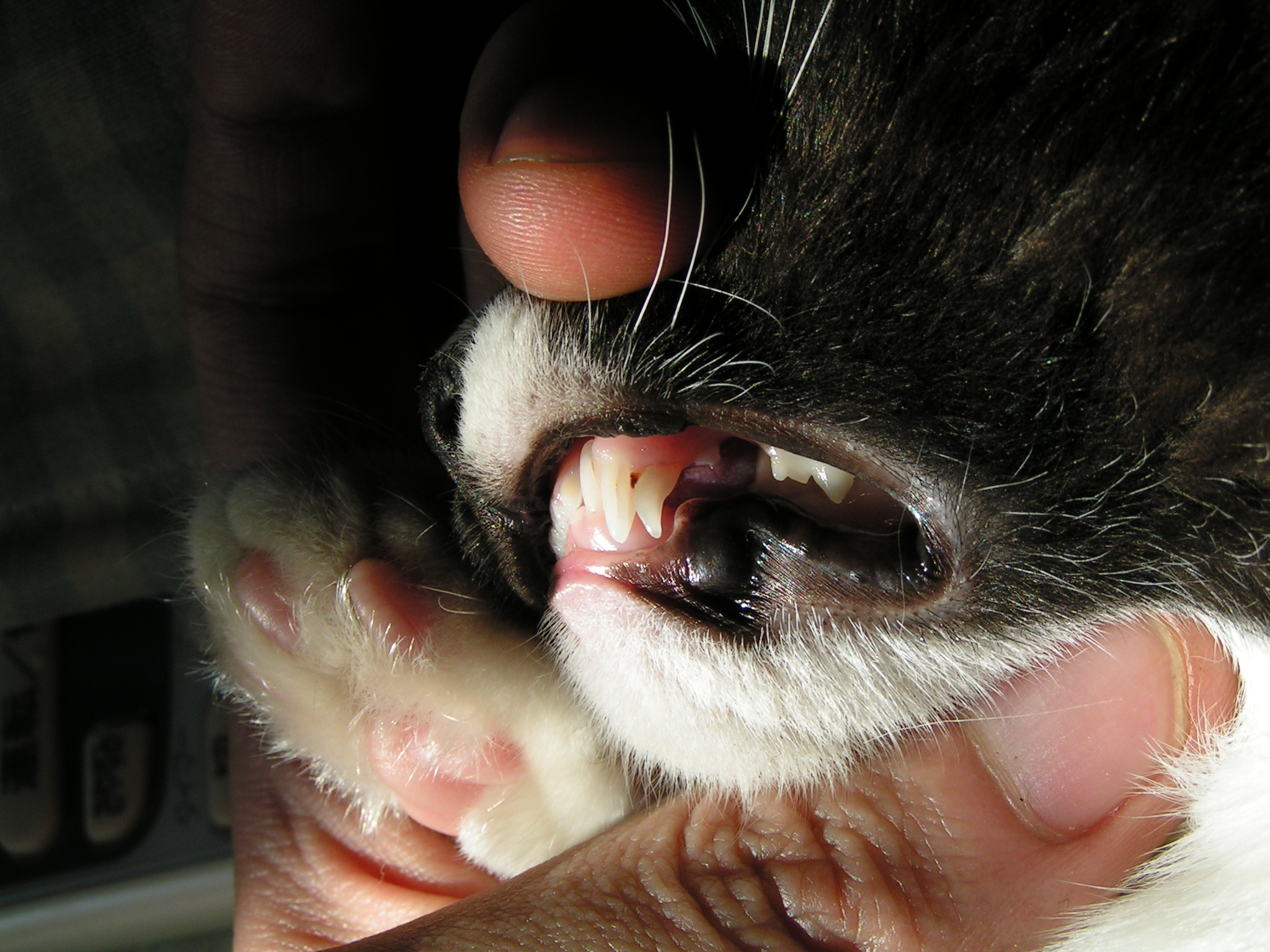
永久歯への生え変わり

猫の牙は、誕生時には母乳をもらう関係上生えておらず、生後2週目で乳歯が生え始め、乳歯26本が3 - 6週でそろい、生後3 - 8か月で乳歯が抜けて30本の永久歯に生え変わる。
永久歯の歯式
歯の数は動物によって異なるが、哺乳類は顔の前から切歯（I）、犬歯（C）、小臼歯（P）、臼歯（M）の順番は変わらない。以下に歯式を示す。歯式は顔の半分の各歯の本数を示すもので実際の本数は2倍となる。切歯は上下3本、犬歯は上下1本、小臼歯は上3本・下2本、臼歯が上下1本である。
| 上あご | 上あご | 上あご | 上あご | 上あご | 上あご | 上あご | 上あご |
| ------ | ------ | ------ | ------ | ------ | ------ | ------ | ------ |
| I1     | I2     | I3     | C1     | P1     | P2     | P3     | M1     |
| I1     | I2     | I3     | C1     | P1     | P2     | —      | M1     |
| 下あご |        |        |        |        |        |        |        |
乳歯の歯式
乳歯の場合は、歯の種類を小文字で表す。
| 上あご | 上あご | 上あご | 上あご | 上あご | 上あご | 上あご | 上あご |
| ------ | ------ | ------ | ------ | ------ | ------ | ------ | ------ |
| i1     | i2     | i3     | c1     | p1     | p2     | p3     |        |
| i1     | i2     | i3     | c1     | p1     | p2     | —      |        |
| 下あご |        |        |        |        |        |        |        |

### ひげ・洞毛

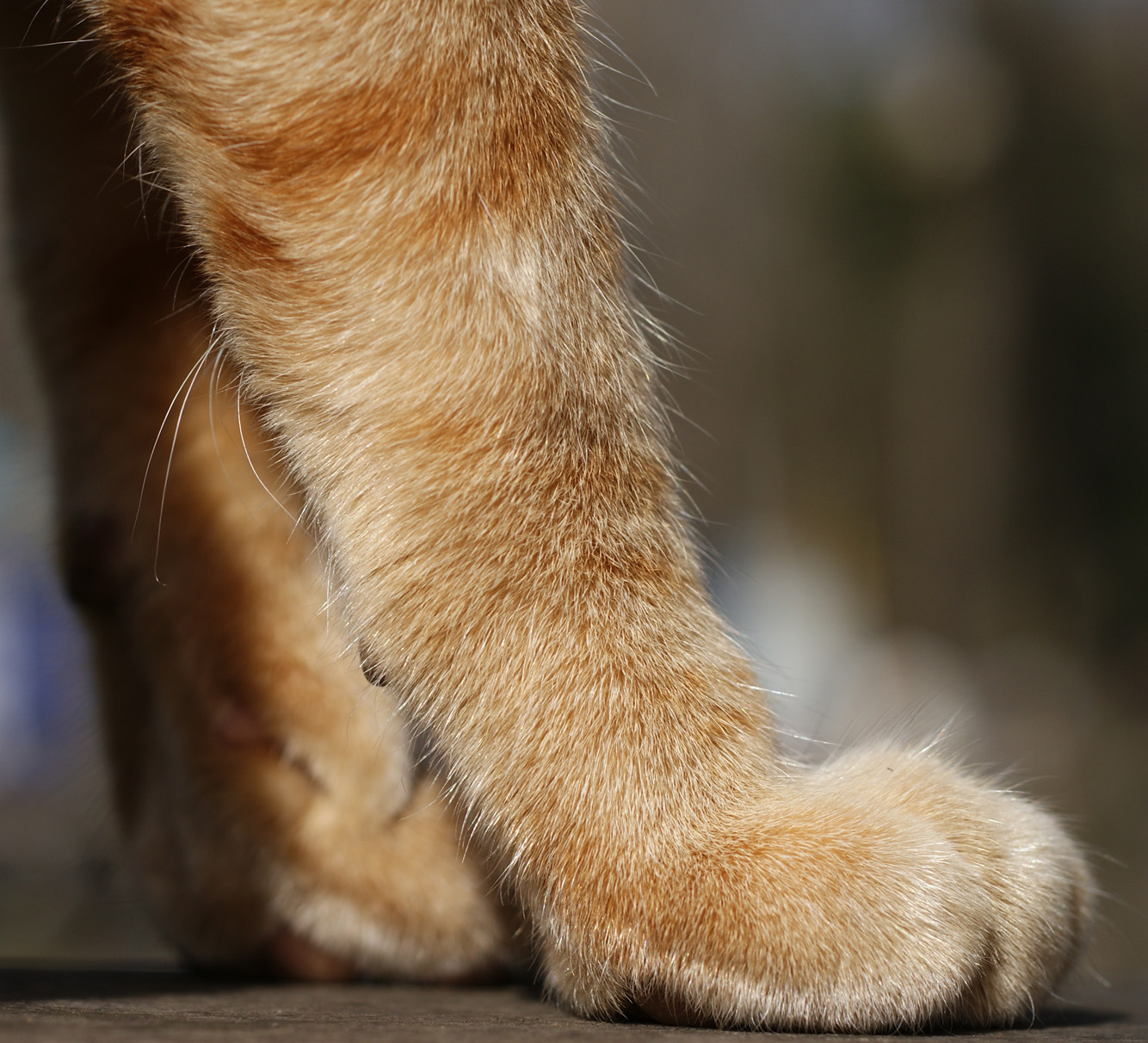
前肢の洞毛

ネコのひげ（洞毛）は感覚器として重要な役割を果たしており、ネコを象徴する特徴の一つとしてその印象を大きく左右する。品種や個体によってその数は異なり、少ないもので6 - 8対、多いもので27対程度と幅広い。スフィンクスのように口ひげがほとんどあるいはまったくない個体がいる品種もある。ネコのひげは毛根部分に感覚神経や血管が密に分布しており、非常に鋭敏で、先端に何かが少し触れても感じ取れる。ひげの状態はネコの感情によって変化する。たとえば目の前にあるものに好奇心を持つとひげは前に向き、おびえているときはぴったり頬にくっつくことが多い。口の周り（Whisker Pad：ウィスカーパッド、通称「ひげ袋」）だけでなく、眼の上、顔の横にもあり、それらの先端を結ぶと顔を一周する大きな円になり、これで狭い通路を通り抜けられるかどうかを判断できるので、獲物の追跡、敵からの逃走に重要な役割を果たす（ただし、一部に否定説あり）。ひげは定期的に抜け落ちて生え変わるが、他の毛と比べて3倍ほど深く皮膚に埋まっているため、無理に抜くと強い痛みを与えることになる。
ひげ以外の洞毛は、前肢の関節付近の裏側に生えている。長さは若いほど長く、歳をとったものほど短い。

### 尾
尾はおおむねその胴体ほどの長さであるが、ジャパニーズボブテイルやクリルアイランドボブテイルのように極端に短いものや、マンクスのように尾がない個体もある。尾の役割は、感情を表すほか、走行時や跳躍・着地の際に体のバランスを取る役割がある。イエネコについては尾がなくても行動にほとんど支障はないと考えられている。
従来の日本産のネコは、世界に現存するほとんどのネコに比べ、ジャパニーズボブテイルのように尾は半分以下もないことが普通であったが、戦後（太平洋戦争終了後）以来日本在来のネコに海外のネコの血統が混入し続けた結果、一部地域を除くほとんどの場所で尾の長い個体が大半を占めるようになっている。
長崎県を中心とした九州地方全域において、尾が極端に曲がった個体の存在が報告されている。尾骨が極端に湾曲した個体は東南アジアの個体に顕著に見られる特徴であり、長崎県を中心とした尾曲がりネコは明治以前の出島交易時に東南アジアの個体が長崎に持ち込まれ混血した結果であると見られている。
尾は脊髄と直結しているため、非常に痛覚が強い。よって、尾を持って引っ張ったりすると大人しい個体でも抵抗する。また猫の尻尾を強く引っぱると内臓に障害を起こしたり脊髄に損傷を起こし後肢などに障害が発生することもある。

### 襟首

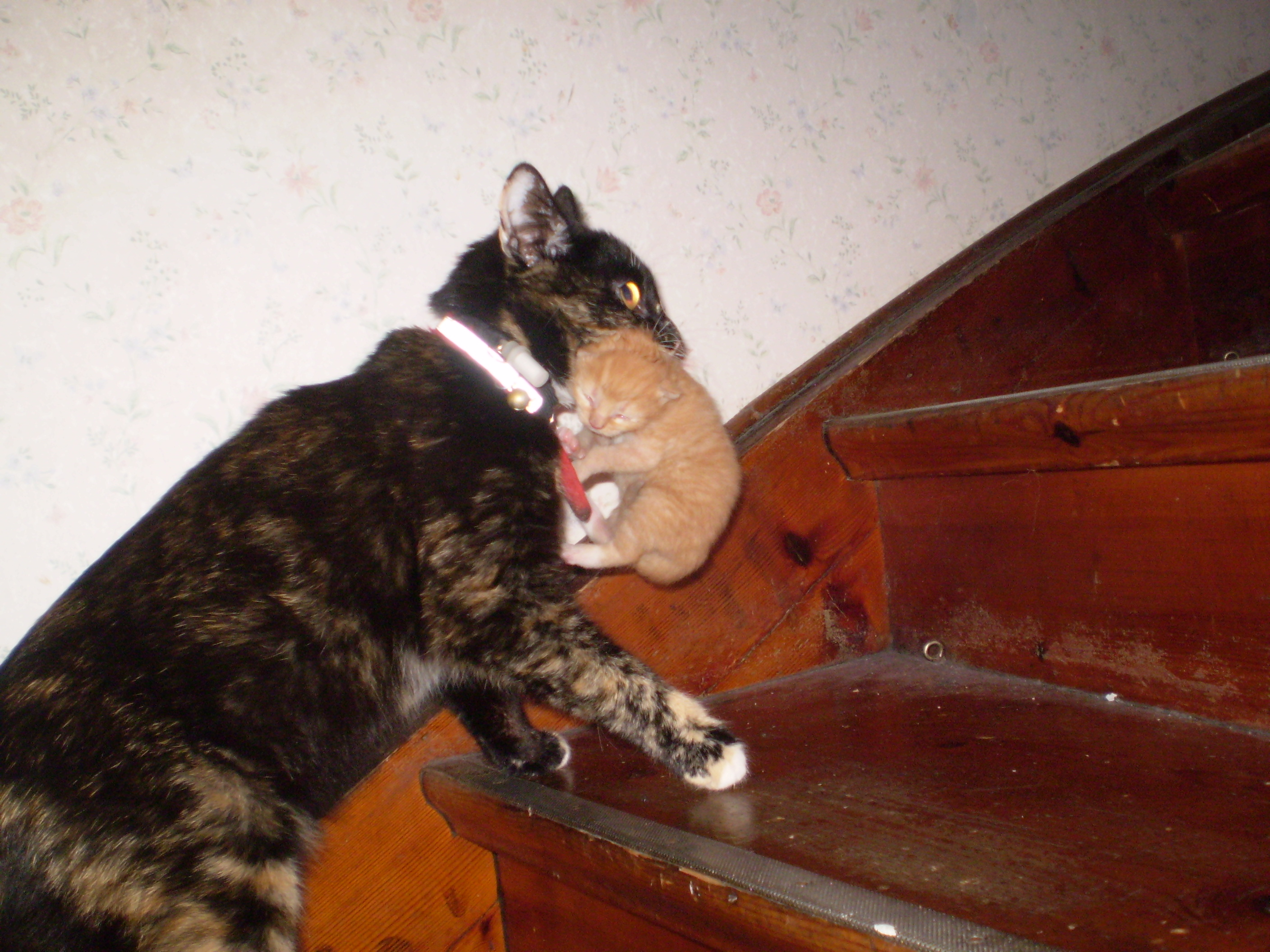
首の裏をくわえ仔猫を移動する親猫。

襟首（えりくび）と呼ばれる頸（首）の後ろの皮膜は痛点が鈍化しており、親猫が仔猫を運ぶときここをくわえる。この特徴は成猫になっても残るため、成猫でもヒトがここをつかんで持ち上げることができる。持ち上げなくとも襟頸を掴むだけで大人しくなる傾向があるため、気性の荒い猫や野良猫を扱う際に有効である。これは、母猫が危険を感じた時にしか使われない方法のため、猫は緊張して動きを止めていると考えられている。この習性は、つまみ誘発性行動抑制と呼ばれる。
母猫が仔猫の襟首をくわえて持ち運ぶことがあるが、これはくわえても仔猫に悪影響のない場所を母猫は本能的に知っているからできることであり、人間はその場所を知らないため、むやみに襟首を掴んで持ち上げると猫の頸を絞めてしまうことになりかねない。また、筋肉に悪い影響を与えるという説や、成猫を持ち上げると首にかかる負担が大きく、刺激として掴む程度にするのがよいとされる。

### 前肢
近年イギリスで行われた研究で、ネコにも利き手があることが指摘されている。生まれたばかりの頃は左右を同じように使うが、生後およそ1年ほどで利き手の傾向が表れ、雄は左利き、雌は右利きであることが多い。

### 指
ネコの指の数は、通常前肢が5本、後肢が4本であるが、多指症という奇形が頻繁に見られ、多指症の猫はヘミングウェイの猫のように後肢に5本、あるいは前肢に6本というようなネコも少なくない。前肢、後肢に各7本、合計28本の指を持つネコが「世界一指の多いネコ」としてギネスブックに記載されている。
鉤爪はといで鋭さを保つ。爪を自由に出し入れできるので鋭さを常に保持でき、チーター以外のネコ科動物に共通する特徴である。樹上生の傾向が強く、木登りをしたり高所も移動するが、頭を下にして降りる時に爪が引っかからない指の向きであり、降りるのは得意でなく飛び降りる事が多い。ちなみに人に爪を立てることがあるが、動くとさらに食いこむため動かず離すのを待つほうがよい。

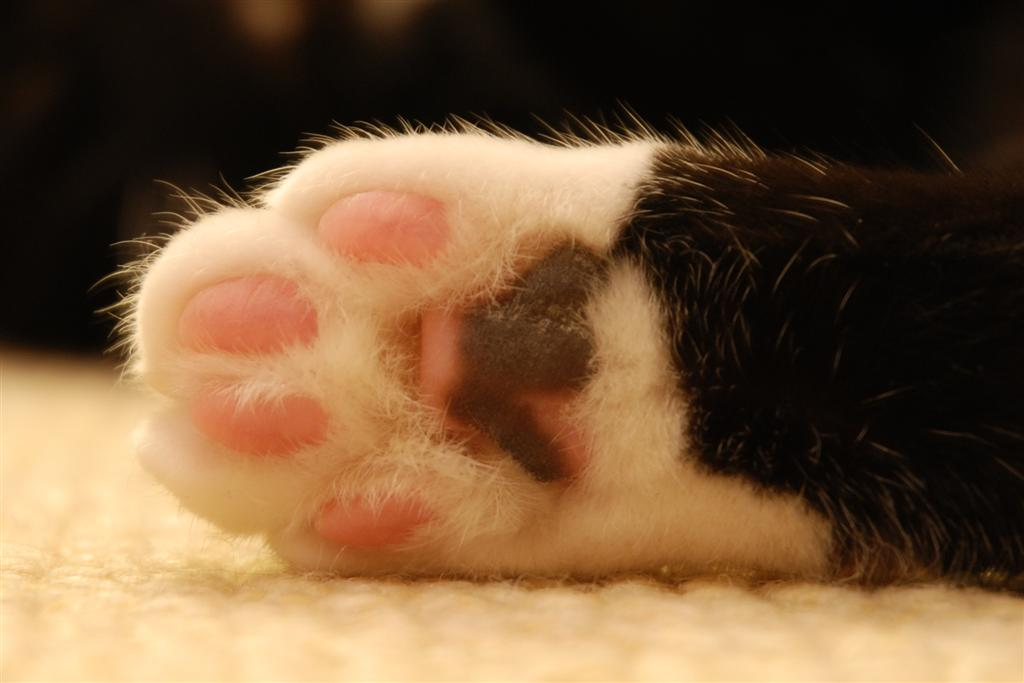
指
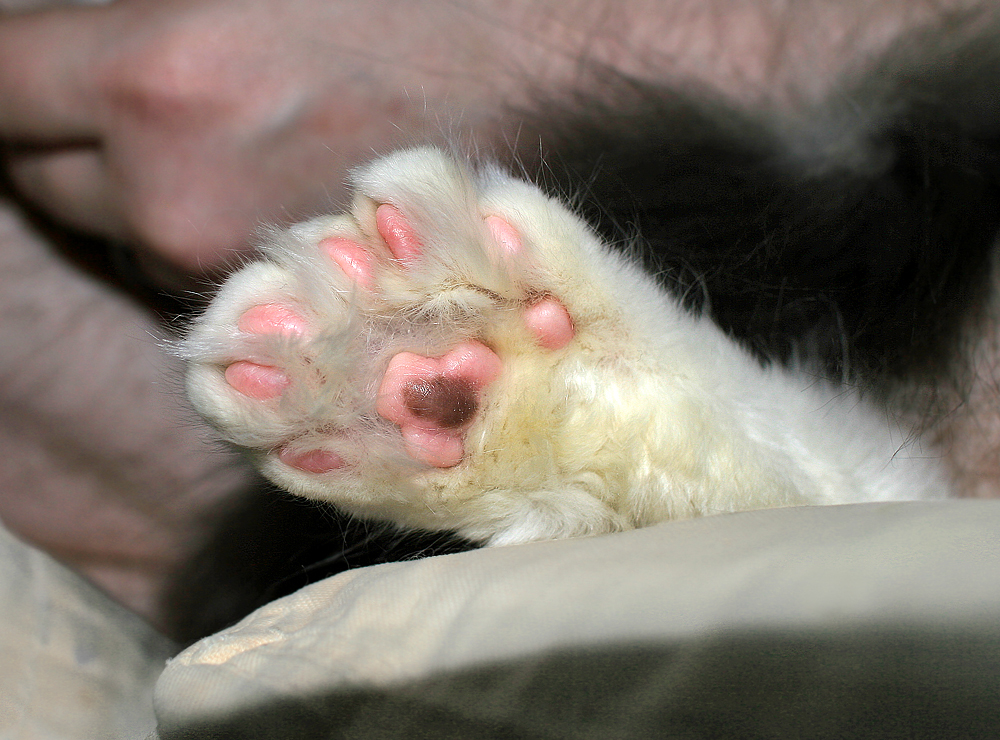
多指症により7本の指がある後肢
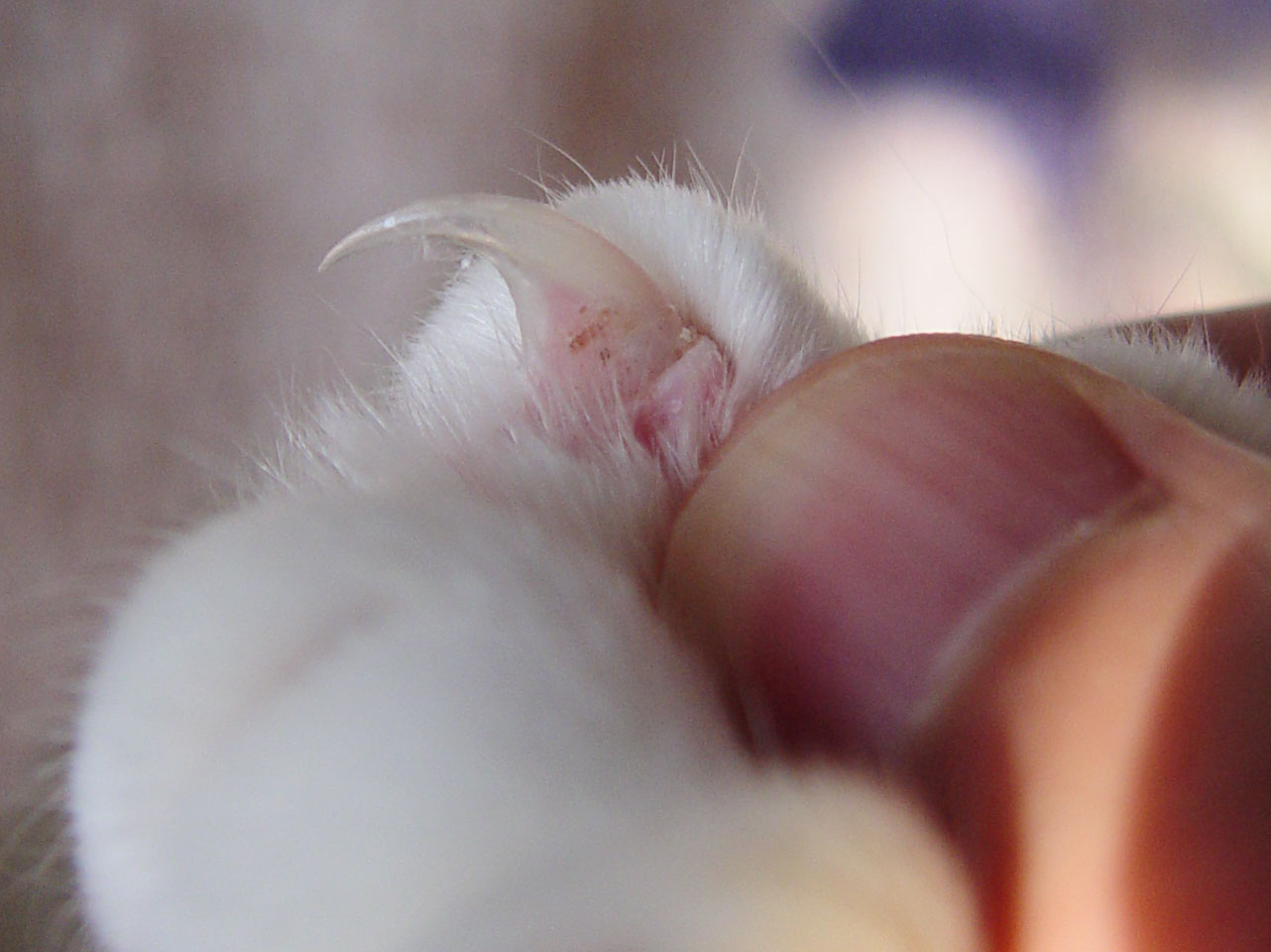
ネコの鉤爪
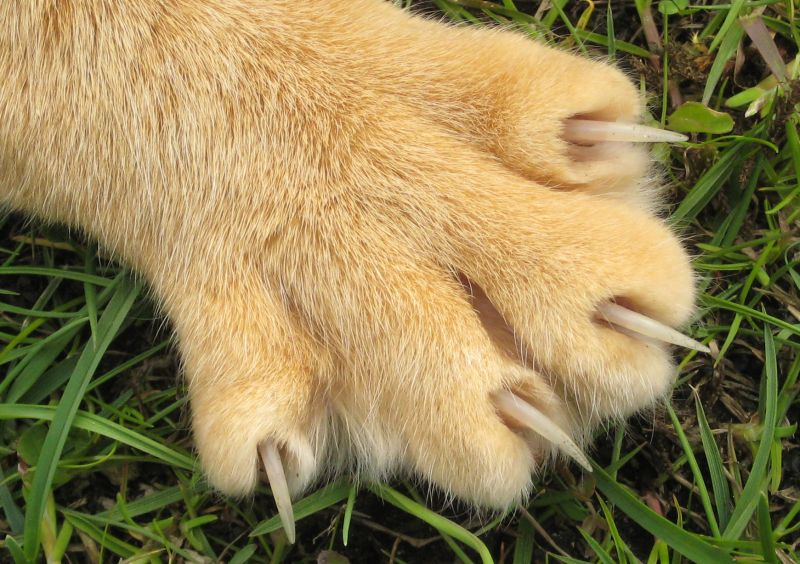
足の甲側から見た爪を出している手 指の肉球を押すと爪が飛び出す。
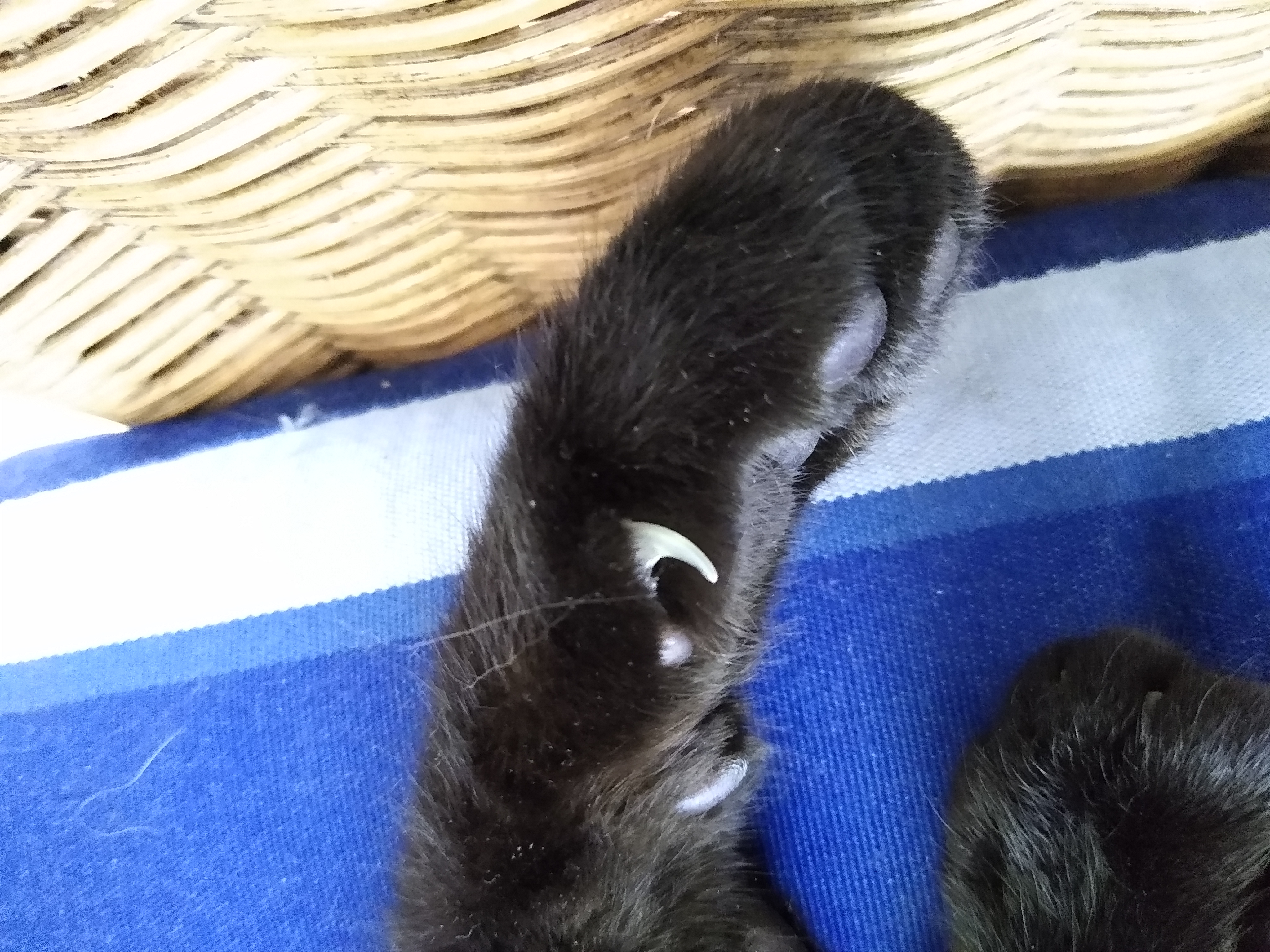
猫の狼爪。ないネコもいる。地面と接しないため削れず巻き爪になる場合がある[62]。
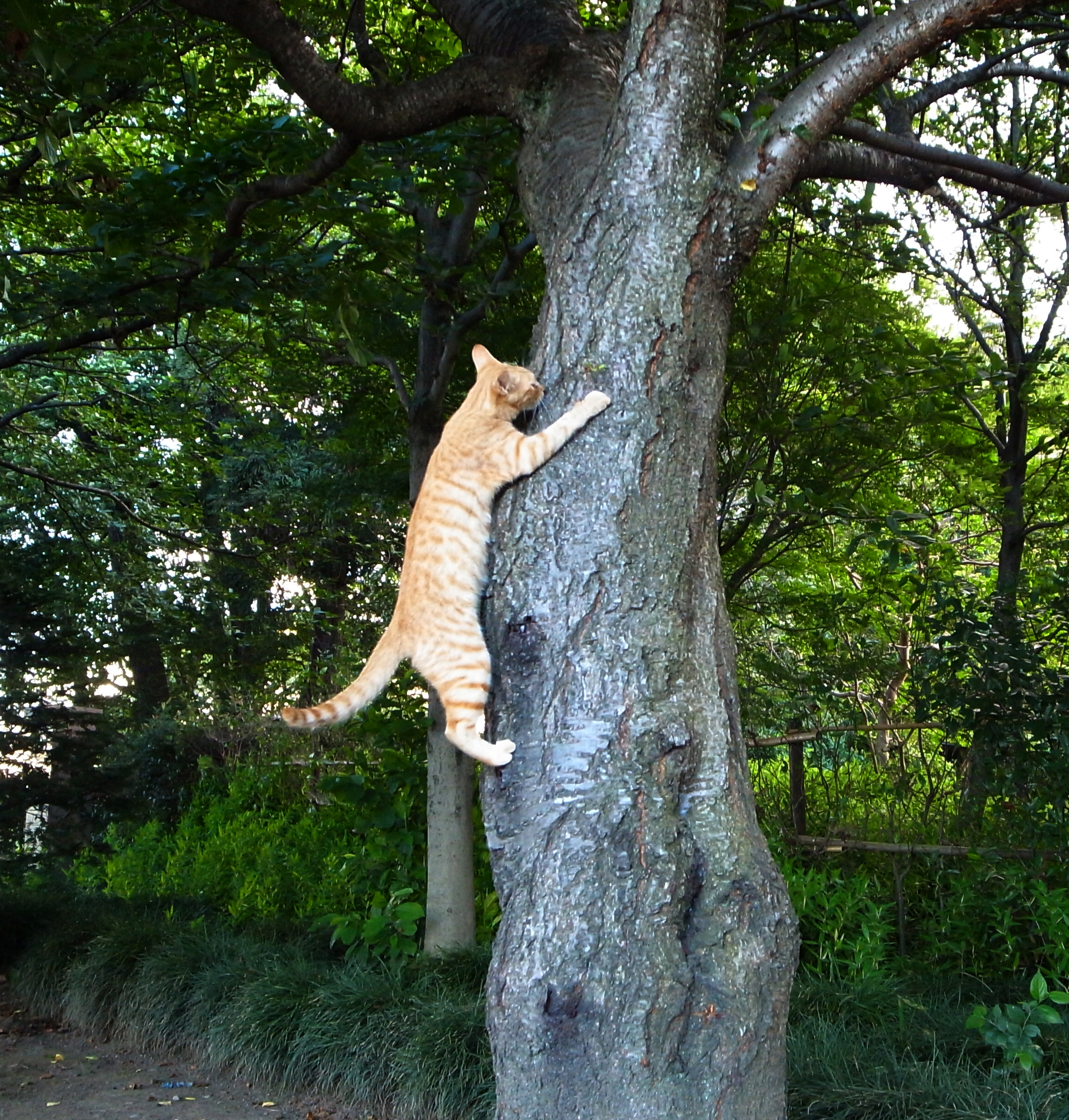
爪でしがみつき木に登る猫
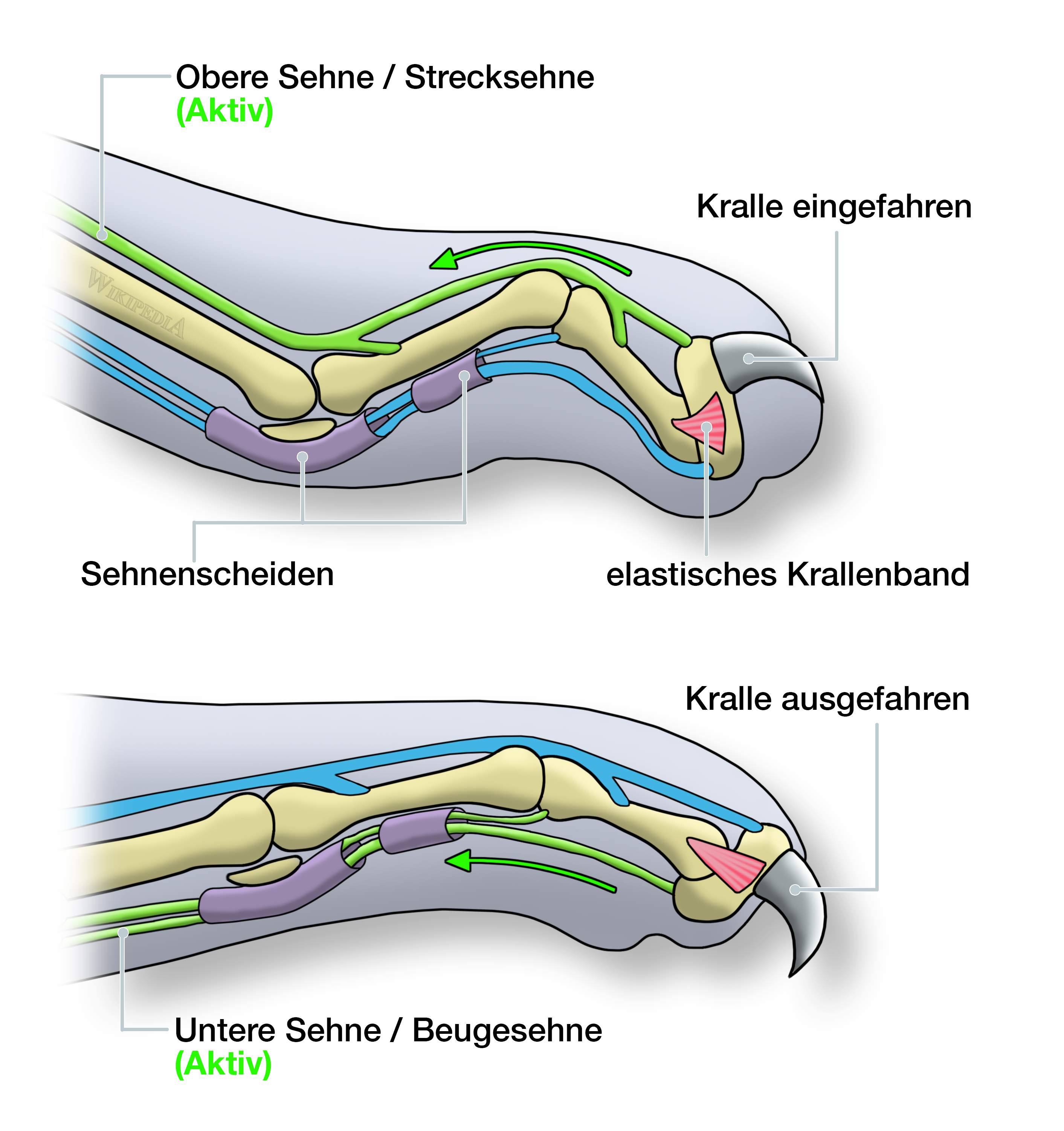
猫の手の構造。（上）爪を出していない状態。（下）爪を出している状態
脱皮した爪。爪は何層にもなっていて、爪とぎで上の層を剥がして更新する[63]。

### 知能
知能は哺乳類の中でも高い部類に属し、人間とのコミュニケーションもかなりできることが、イヌと並ぶ愛玩動物の地位を獲得した要因となっている。
ネコは飼い主の声と知らない人間の声を聞き分けていることをはじめ、飼い主がネコ自身に話しかける時の声までも聞き分けていることが最近の研究で明らかにされており、根気よく繰り返して教えれば「ごはん」「おやつ」「遊ぶ？」のような簡単な言葉を聞き分け、意味を理解できるようになる個体も存在する。俗に「ネコは頭が良い、イヌは賢い」とよくいわれるが、これは知能というよりも人間の都合からみた従順さである。またメインクーンなどに代表される、体長1m前後に達する大型種は、人間に従順で時にイヌのようにふるまう。これはネコと共通の祖先を持つイヌにも見られる傾向だが、大型種自体が少ないうえにイヌの種別間ほどはっきりした体格差はないことから、一般、特に日本では大型種の存在とその性格についての認知度が低い。

## 繁殖

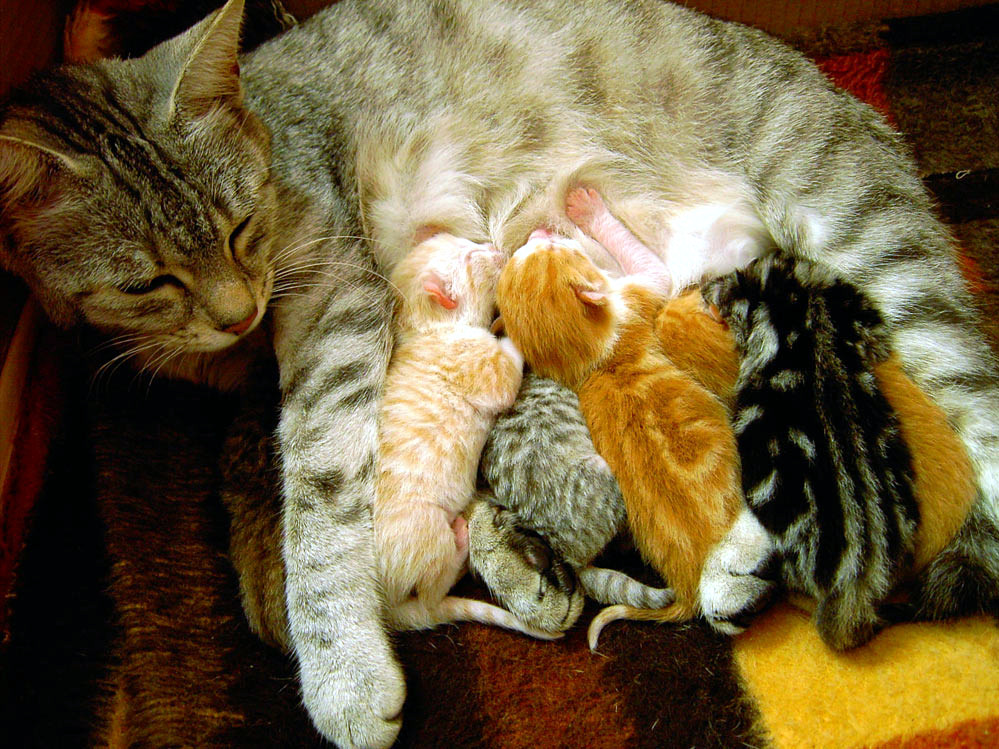
授乳中のネコ

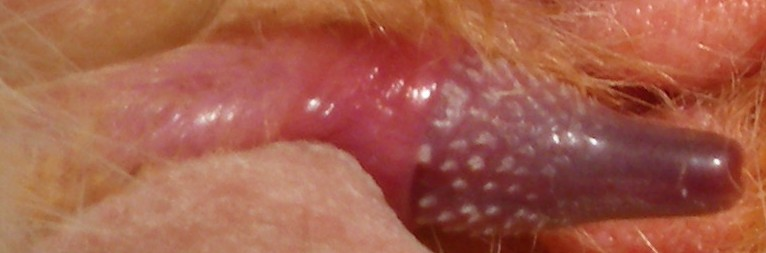
猫のペニス。生後6‐7月齢ほどで男性ホルモンによって陰茎棘ができる。そのため、去勢したオスでは男性ホルモンがなくなるため、陰茎棘が消滅する。

種類および地域により差はあるが、だいたい春ならびに夏の初めに発情、交尾を行う。

### 発情

#### メスの発情
個体差もあるが、おおむね生後6か月から12か月で性的に成熟し、その後、定期的に発情する。発情の周期についてはいくつかの説がある。
ネコは長日繁殖動物のため、暖かい時期と日照時間が14時間程度になる時期に発情がくる。日本では2月から4月と、6月から8月に相当する。人工灯も発情に影響するため、完全室内飼育の場合などは発情期間が長めになることもあり、季節に関わらず年に3回から4回ほどの発情がくることもある。発情期間は3 - 6日程度であるが、その間に交尾が行われない場合、10日ほどに延びることもある。発情すると、地面や柱、時には人間の膝などに体をこすり付けるなど行動に変化が現れ、ときには意地でも外に出ようと暴れることもある。

#### オスの発情
メスよりやや2、3か月程度遅れて成熟するが、個体差が大きい。定期的な発情期はなく、発情したメスのフェロモンを嗅いで反応する。発情すると、スプレー（尿マーキング）と呼ばれる特徴的な行動を行うようになり、オス同士のけんかも多くなる。また、まれにメスでもスプレーをすることがある。
一部には発情期にあっても鳴き声をあげない、あるいは鳴いてもごくわずかである品種もあるが、求愛行動として「さかり声」と呼ばれるけたたましい鳴き声を上げる。この習性は、その声を騒音と感じて迷惑に思う人間も多く、飼い主との間で問題に発展することもある。

### 交尾

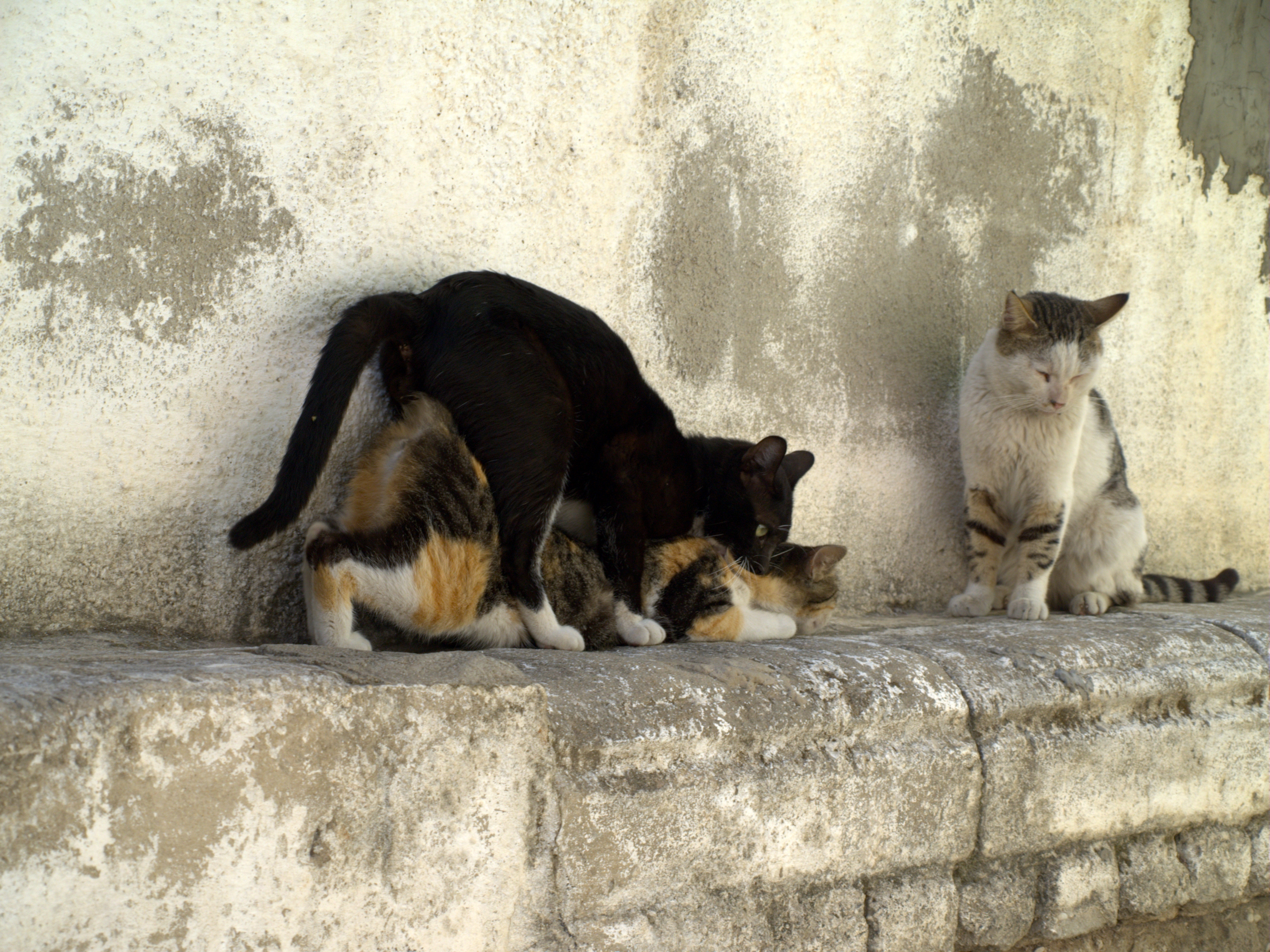
交尾中のネコ

通常、交尾はオスがメスの背中に乗り、オスがメスの首筋を噛んでメスが逃げないようにして行う。ネコの交尾は相手が1匹に限定されるものではなく、機会があればオス・メス共に複数の異性と行う。そのため、同時に生まれた仔猫の父猫が別のネコであることはよくあることである。オスの陰茎には棘（とげ）状の陰茎棘が備わっており、この刺激によってメスの排卵を誘発するため、妊娠率は非常に高い。このような排卵の仕組みを交尾排卵と呼び、猫とウサギなどごく一部の動物で見られる珍しい妊娠形態である。
北九州市立自然史・歴史博物館の学芸員、山根明弘によると30年以上調査が継続している相島の野良子猫のDNAを調べた結果、同じ集団で1番メスに近い所にいる強いオスよりも、他の集団から来たオスの子猫の方が多いことが分かった。

### 妊娠・出産

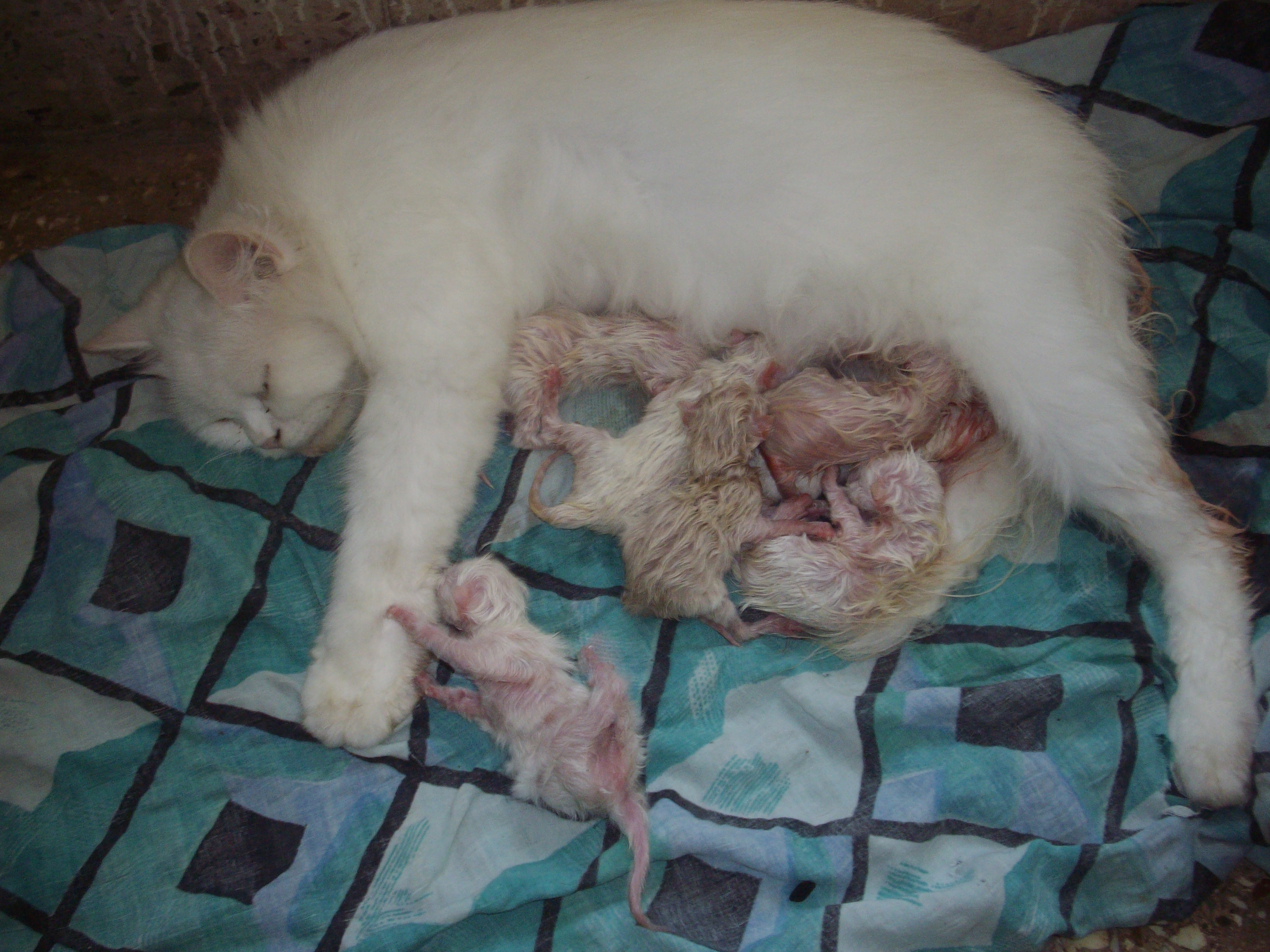
出産直後のネコ。

メスネコは、おおむね2 - 6匹程度の子を妊娠する。乳房は4対8個あるのが一般的（個体により6 - 12個と差がある）。妊娠期間は65日程度である。
出産は一般的に軽く、人や獣医師が手を貸す必要のないケースがほとんどである。仔猫は出産直後は羊水で濡れているが、母猫がなめて乾かし、数時間でふわっとした毛並みになる。母猫は出産当日は授乳に専念し、食事はあまり摂らないようである。代わりに後産で出た胎盤を栄養分として食べることが多い。
メスネコは年3 - 4回の出産が可能であり、年2回の出産は珍しくない。授乳期間中であっても交尾・妊娠する。

### 子猫の性別の見分け方
生後間もない子猫の性別の判断は非常に難しく、獣医であっても80%しか判別できないとされる。生後4週でほぼ確実に判断できるようになる。一般にオス・メスの区別は、肛門と尿の出口の距離によって判別する。オスは長く、メスは短い。また、オスの場合には将来陰嚢として大きくなる前の小さな膨らみがある。生後2か月にもなれば明らかに睾丸と判断できるほどになる。メスではこの部分が平坦になっている。オス・メス双方を比較すると分かりやすいが1匹だけの場合は判別が難しい。

### 子猫の排泄
生後間もない子猫は自ら排泄はできず、親ネコが排泄器を舐めることで刺激し、便や尿を排泄させ親ネコが食べている。このため親から離れた子ネコを人間が飼う場合には、排せつの補助をしなければならない。ぬるま湯を含んだガーゼで尻を刺激したり指で軽く叩くようにすると排泄を行う。または流し台などでぬるま湯を流しながら濡れた指でお尻を刺激するようにすると清潔に洗浄ができる。特に人工乳を与えている子ネコは排泄量が多いため、こまめに行う必要がある。生後1 - 1か月半でトイレでの排泄の練習を始める。

## 食性
ネコの本来の食性は肉食性である。たんぱく質や脂質を必要とし、半野生的な生活を送っているネコは、生きた小獣（ネズミ・ウサギ・鳥類など）といった小動物を捕食し、また飼育下に置かれているネコは与えられた獣肉・魚肉や、人工飼料（キャットフードなど）からそれらの栄養素を摂取する。新奇性恐怖の性質があり、すぐには新しいものはあまり食べようとせず、過去に嫌な経験をした食べ物を学習（条件付き味覚嫌悪）する性質がある。

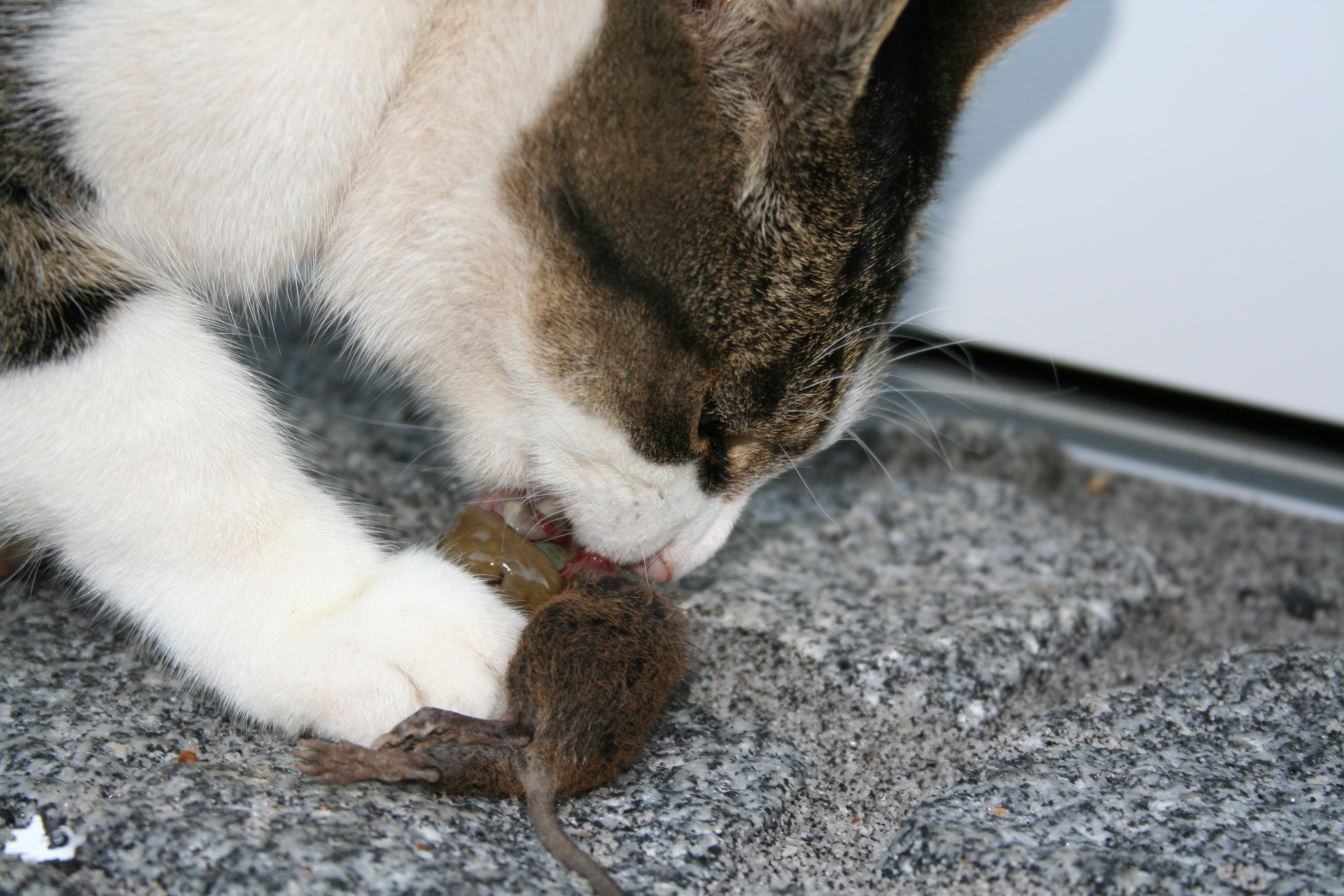
前脚を使いネズミを食べる猫
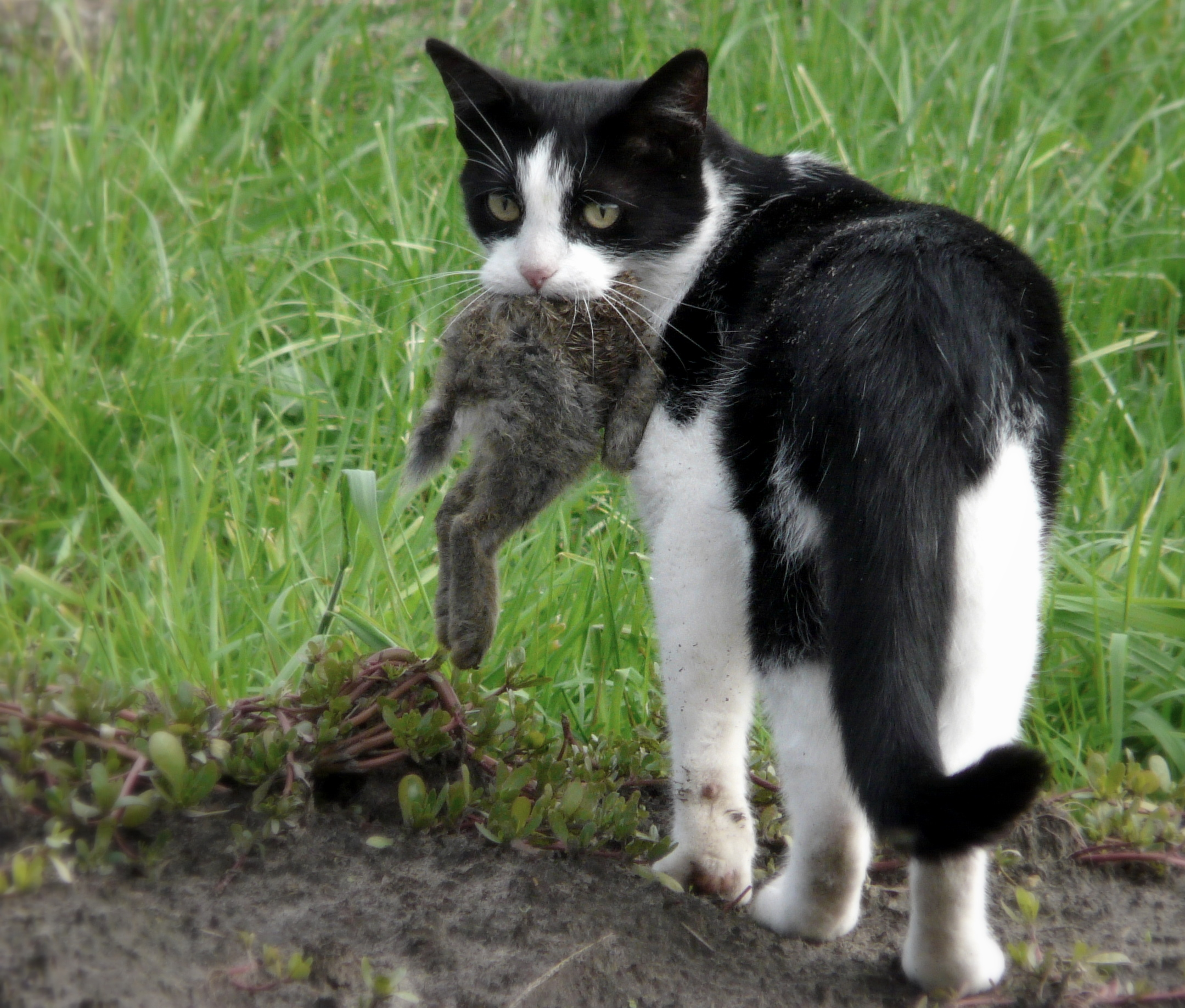
ウサギを捕らえた猫
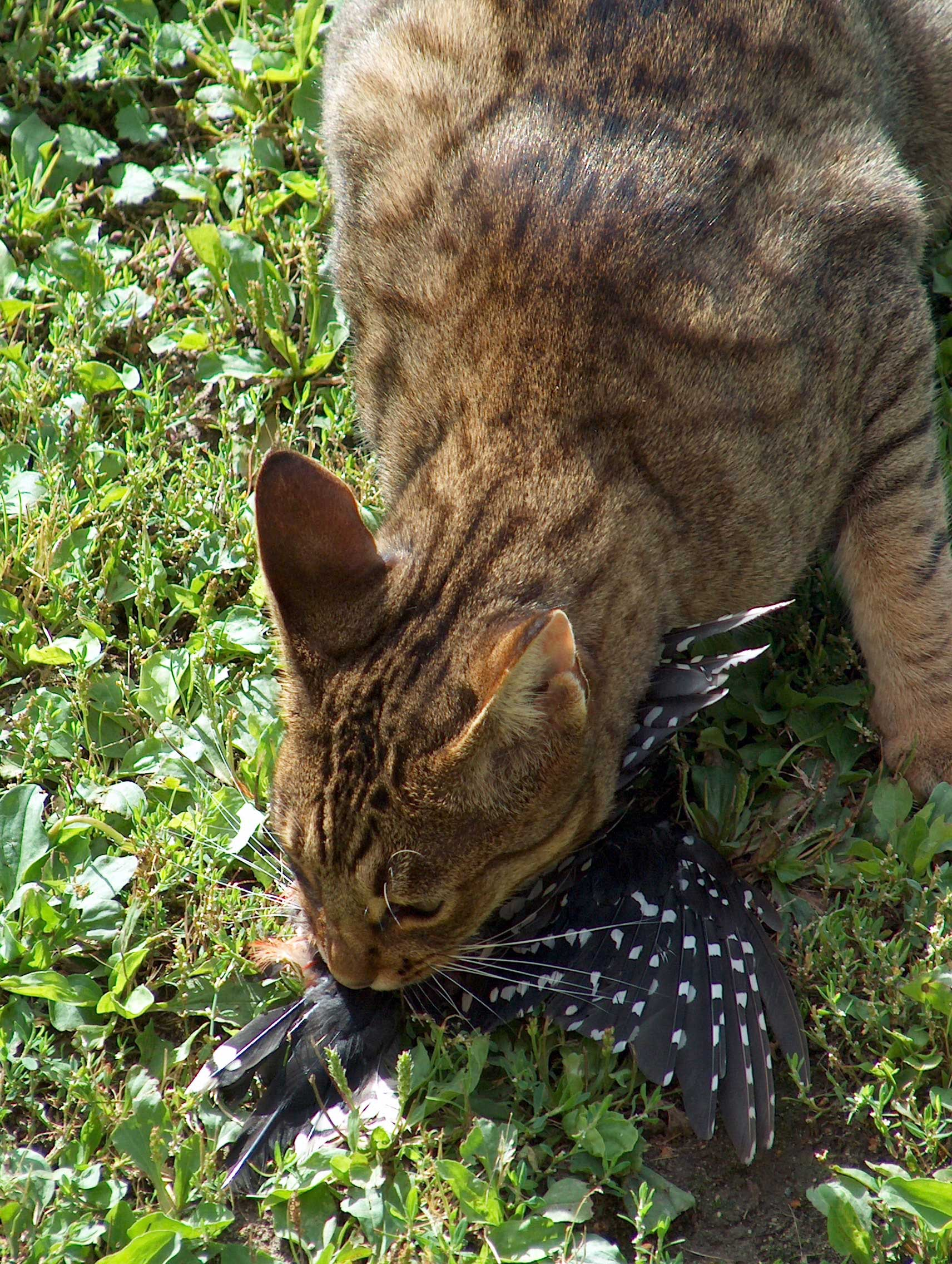
キツツキを捕らえる猫

ネズミやスズメなどの獲物を捕まえた際、その場で食べずに安全な場所まで運んでから食べる習性がある。母猫の場合は仔猫に獲物を与えることで何が食べられるのかを教える。特に生きたまま与えることで狩りの訓練をさせるという側面がある。飼い猫や地域猫の場合も、よく懐いた人の元に獲物を持ち帰ったところを発見されることがある。

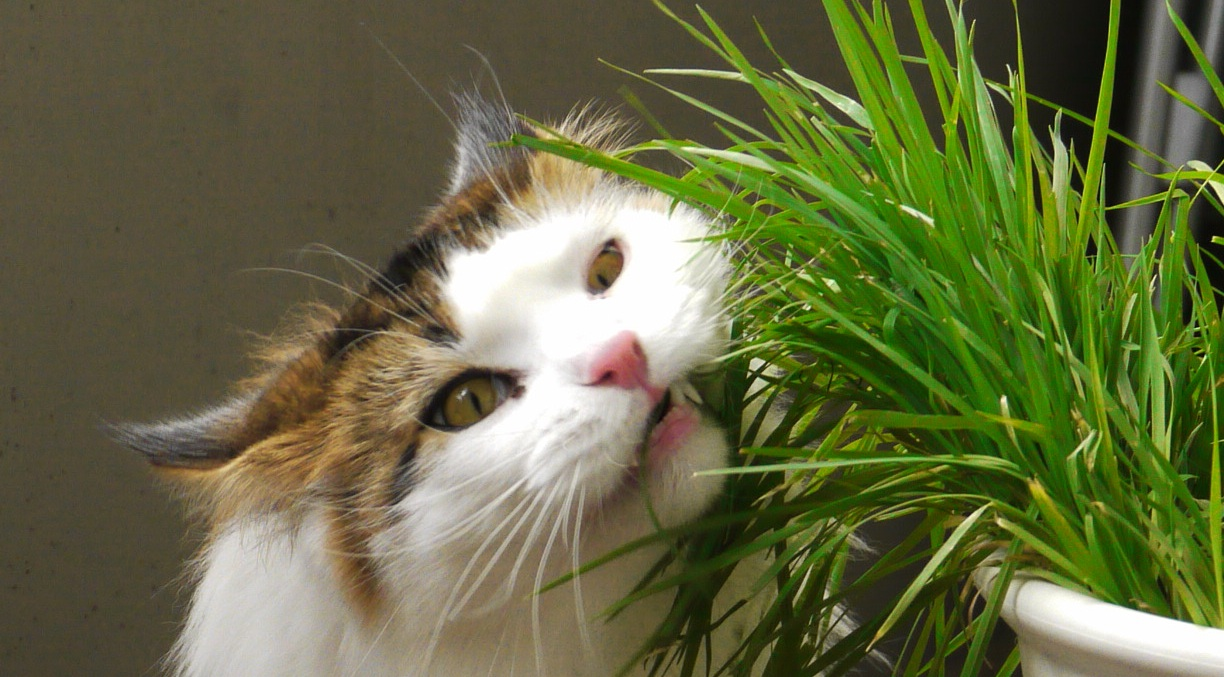
猫草を食べる猫

また、ネコはエンバクなど背の低い草を食べる習性があり、その理由は未だ明らかでないが、毛づくろいのときにどうしても呑み込んでしまって蓄積した体毛を、草の繊維に引っかけて、まとめて排泄するためとする説や、植物性のビタミンや葉酸を草から直接摂取しているなどの説がある。どのネコにも共通しているのが、イネ科植物を好んで食べるということである。そのほかオリヅルランやテーブルヤシなどの単子葉植物の葉を食べることがある。また、キャベツやハクサイなどの葉物野菜やダイコン、カブといった根菜類の葉に興味を示して食べようとする個体もいる。ペットショップでは飼い猫用に「猫草」としてエンバクの芽ばえや種や栽培キットなどが売られている。
乾燥した地域を進化上の故郷とすると思われるネコ科は元来、飲水量が少ない動物で、体内で水を有効に使うために尿の濃縮率が高く、濃い尿を出す。そのため、腎臓への負荷が高く、ネコの病気の7- 8割は腎臓の病気である。特に塩分の摂りすぎには注意が必要である。また、水は水道水が最も理想的（日本のほとんどの地域では、水道水はミネラル含有量が少ない軟水）である。一部ミネラルウォーターの硬水に含まれるマグネシウムは猫に対して高濃度に当たるため、腎臓などへの影響からも極力飲ませないようにするべきである。
必須アミノ酸とドッグフード
必須アミノ酸である11種類は体内で合成できないため、食べ物で補う必要がある。11種は、アルギニン、ヒスチジン、ロイシン、イソロイシン、バリン、リジン、メチオニン、フェニルアラニン、スレオニン、トリプトファン、タウリンである。特にアルギニンとタウリンは重要である。アルギニンを摂取しない餌を食べた場合は1時間以内に栄養失調として高アンモニア血症を起こし重篤な状態となり5時間以内に死亡する場合もある。
ネコにとっての必須栄養素であるタウリンはドッグフードにはあまり多く配合されていない（犬はタウリンを合成できるため、必須アミノ酸は猫の11種からタウリンを除いた10種である。）。ネコはタウリンの生合成能力が極めて低いため、タウリンを摂取しないとタウリン欠乏をおこし、失明したり心筋症を発症したり、発育遅延などが起きる。タウリンの安定的摂取を望めない状況が続く場合には、獣医と相談し、タウリンを含有する猫用栄養補給剤を処方、猫に服用させる必要がある。他、ビール酵母サプリメントやノンアルコールビールが好物であり、おやつ代わりに与えている例も多い。当然、アルコールが入っている通常のビールを猫に与えるのは厳禁である。

### 一日に成猫が必要とする栄養素
あくまで必要なのはバランスであり、過剰給餌は健康を害する恐れがある。
| 蛋白質                             | 脂肪   | 炭水化物 | カルシウム  | リン        | ナトリウム | カリウム   | マグネシウム     | 鉄    | 銅         |
| ---------------------------------- | ------ | -------- | ----------- | ----------- | ---------- | ---------- | ---------------- | ----- | ---------- |
| 餌の28%以上。仔猫の場合はその2倍。 | 9%以上 | 40%以下  | 1g          | 0.8g        | 0.2g       | 0.4g       | 0.05g            | 10mg  | 0.5mg      |
| マンガン                           | 亜鉛   | ヨード   | ビタミンA   | ビタミンB1  | ビタミンB2 | ビタミンB6 | パントテン酸     | 葉酸  | ニコチン酸 |
| 1.0mg                              | 4.0mg  | 0.1mg    | 550国際単位 | 0.5mg       | 0.5mg      | 0.4mg      | 1.0mg            | 0.1mg | 4.5mg      |
| ビタミンB12                        | コリン | タウリン | ビタミンC   | ビタミンD   | ビタミンE  | ビタミンK  | 水分             |       |            |
| 0.02mg                             | 200mg  | 100mg    | 必要量無し  | 100国際単位 | 8.0mg      | 必要量無し | 1kgあたり50-70ml |       |            |

### 一日の食餌必要量・エネルギー要求量
猫のエネルギー要求量はライフステージによって異なる。子猫の発育期は体重に対するエネルギー要求量は多く、妊娠した場合には5週頃から徐々に食餌の量を増やし、場合によっては専用の食餌を与える。
一日の食餌必要量の求め方は「安静時のカロリーエネルギー要求量✕ライフステージ係数÷餌のカロリー✕100」で求められる。また、安静時のエネルギー要求量の計算方法と係数は異なったものがいくつかある。
- 安静時エネルギー要求量（RER）＝体重kgの0.75乗✕70[注釈 6]

一日のエネルギー要求量＝RER✕ライフステージ係数
- 安静時エネルギー要求量（RER）＝体重kg✕30+70

一日のエネルギー要求量＝RER✕ライフステージ係数
| 年齢・状態            | ライフステージ係数 |
| --------------------- | ------------------ |
| 発育期 4か月 - 12か月 | 3-2                |
| 成猫期 1歳 - 7歳      | 1.2-1.6            |
| 避妊・去勢手術後      | 1.2-1.4            |
| 高齢期 7歳以降        | 1.1-1.4            |
| 老齢期 10歳以降       | 1.1-1.6            |

## ネコにとって危険な物質
人間が日常において嗜好・摂取する物の中で、ネコに対して有毒性を示す物品や物質や成分。基本的には市販のキャットフードなどを与えるのが好ましい。また、盗み食いにも注意が必要。

### ネコに与えてはいけない食べ物
ユリ・タマネギなどのヒガンバナ科またはユリ科の植物
ネコやイヌにとってネギやタマネギ、ニンニク、ラッキョウなどといったヒガンバナ科の植物は極めて有毒とされている。ネギ類に含まれるアリルプロピルジスルフィドが、ネコやイヌの赤血球を破壊してしまい、貧血・食欲不振・呼吸困難・血尿・嘔吐を引き起こす。また、ユリ属の植物は特に有害であり、ユリ中毒を起こしてしまう。全ての部位に毒性があり、体毛に付着した花粉をなめただけで死亡した例や、チューリップの生花を挿していた花瓶の水を摂取したことで重篤となり、安楽死を選択せざるを得なかった事例も報告されており、アメリカの愛猫団体であるCFAは、これらの植物をネコに近づけないように勧告している。ヒヤシンスも同様に危険である。
また、ゆで汁やエキスなども有害であり、ハンバーグなどの練り製品、人間用のビーフジャーキー、すき焼き（の肉）、牛丼や茶碗蒸し、カップ麺などにも含まれることがあり、これらを口にすると中毒を起こすことがある。
アルカロイド類
アルカロイドを含む多くの植物は中毒の原因となる。また、種子類・球根は全て有害と考えられている。カフェインを含む、コーヒーや紅茶なども有害とされている。
イカ、タコ、エビ、カニ、貝などの一部の魚介類
イカなどに含まれる酵素であるチアミナーゼ（サイアミナーゼ）はビタミンB1を破壊するため、長期にわたって多量に摂取した場合、背骨の変形を引き起こす可能性がある。これが「イカを食べると腰を抜かす」といわれる所以である。チアミナーゼは、イカ・タコ・貝類といった軟体動物のほか、エビ・カニなど甲殻類やコイ・ワカサギなどの淡水魚にも含まれている。しかし、チアミナーゼは熱によって失活するため加熱すれば問題はなく、イカ・タコなどはネコにとっての必須栄養素であるタウリンを豊富に含むため、ネコには好まれ、イカ入りのキャットフードも存在する。ただし、イカ・タコなどは消化があまりよくないため、多量に摂取すると消化不良を起こす可能性がある。
アワビ、サザエ、ノリ
死亡する危険はないが、春先のアワビのツノワタ（内臓）を食べさせるとネコの耳が腐れ落ちると東北地方でいわれている。春先のアワビやサザエは餌としている海藻に含まれるクロロフィルをピロフェオホルバイド a という毒成分に変質させて、動物の体内に摂り込まれた状態で日光に当たると光過敏症を起こすことに基づいている。アワビなどは春先に 「ピロフェオホルバイド a」という成分を内臓にためこんでいるので、これを食べると成分も体内に入る。ネコの体は被毛で覆われているため、たとえ日に当たっても光は皮膚までは届かず問題ない。しかし、耳だけは被毛が薄く、毛細血管にまで日光が届く。そのため、光過敏症で炎症を起こして激しいかゆみを生じる。ネコは耳を激しくかきむしり、取れるまでそれを続けてしまう。あるいは、毒成分によって耳の組織が壊死してしまい、取れてしまう。味付けされないノリは与えても構わないがミネラルが多いため量を制限（日量3ｇ程度）する必要がある。過剰に摂取した場合尿路結石症などに罹る恐れがある。味付け海苔はナトリウム過剰摂取の可能性があるので与えない方が良い。
ブドウ、レーズン
アメリカの動物毒性コントロールセンターの調査・研究によると、原因物質は解明されていないが、ネコやイヌが摂取すると2-3時間後に嘔吐・下痢・食欲不振・腰痛が引き起こされ、3-5日後に腎不全の症状が発現し、最悪の場合は死に至るケースもあるとしている。
塩分
塩分は生体機能を維持するために必要であるが、ヒト向けに味付けされた食品の塩分量では一般に多すぎる。発汗に伴って多量の塩分を失うヒトに対し、ネコはほとんど汗をかかないことによる。塩分の摂り過ぎは腎臓に大きな負担をかけるので、塩辛い食品を安易に与えてはいけない。これはネコ以外にも当てはまり、ヒトの塩分に対する要求量/許容量が他の大半の陸生動物より高いことは認識しておく必要がある。
牛乳・乳製品
子猫は離乳に伴い体内のラクターゼが少なくなるため、離乳後に乳糖を長く摂取しない環境にいた場合、人間の大人と同じくネコでも乳糖不耐症になる可能性があり、乳糖不耐症のネコに多量の牛乳を与えると下痢になる場合がある。
猫の乳は脂肪とタンパク質を牛乳より多く含んでおり、子猫のうちに母乳ではなく牛乳を与えると、カロリー不足やタンパク質不足になる可能性がある。このため、ミルクを与える場合には猫用（年齢により子猫用か成猫用かを選択）のものを使用するのが好ましい
カカオ（チョコレート、ココア）
カカオに含まれるテオブロミンを代謝する能力がとても低いことから、大量に摂取した場合、下痢、嘔吐、興奮、痙攣、脈の乱れ、血尿などの中毒症状が現れ、最悪の場合、突然死することもある。
カフェイン
コーヒー、紅茶、緑茶、栄養ドリンクなどに含まれるカフェインはテオブロミンと似たような中毒症状を起こす。
かつおぶし
人間用のかつおぶしには塩分が多く含まれており、過剰摂取には注意が必要である。猫用のものをトッピング程度に与えるのが望ましい。
青酸配糖体を含む食物
リンゴ、アンズ、モモ、プラム、スモモ、サクランボ、アーモンドなどの枝、葉、種に含有される青酸配糖体が体内で青酸に変化し、呼吸困難、虚脱、痙攣、チック症状に陥り、最悪の場合は死に至る場合がある。
ソラニンを含む食物
ナス、トマト、ジャガイモ、ピーマン、ホオズキなどのナス科のほとんどの植物にネコに有毒なソラニンが含まれている。個体差があるが、ネコの場合は2-10mgが摂取量の上限であり、それを超えると過流涎、食欲不振、胃腸障害、下痢、中枢神経系の抑制、虚脱、散瞳、心拍数低下などに陥る場合がある。最悪の場合は、心筋梗塞を起こし死に至る。
アルコール
血液中に吸収されたアルコールが許容量を超えると、脳や体の細胞を破壊する。そのことから、嘔吐、下痢、神経症状、呼吸困難、ふるえ、昏睡に陥る場合がある。最悪の場合は死に至る。

### 食べ物以外の危険な生活物質
精油（エッセンシャルオイル）
アロマテラピーや芳香性の生活嗜好品に成分使用されている精油を吸引、皮膚・経口摂取すると、ネコの肝臓はその成分を解毒できず、重篤な後遺症が残ったり回復不能の致命的な事態に陥ることになる。ネコはフェノール類やモノテルペン類、ベンゼン環含有化合物に対する感受性が他の動物に比べて特異であるため、一般に出回っているほとんどの精油が有毒になる。一時期は抗ウイルス作用やノミ取り効果があるとされ、ペット用シャンプーなどにも含まれているティーツリーの希釈液への曝露による事故も報告されている。
家庭薬など
人が飲用・服用する経口薬をペットに与えるのは避けるべきである。ネコの体を舐める習性を考慮して、頭髪や皮膚に塗布する外用薬にも注意を要する。
鎮痛剤・解熱剤・感冒剤・サプリメント
グルクロン酸抱合能力が低いことなど、ヒトとネコの違いゆえに、鎮痛解熱剤として用いられるアセトアミノフェンは肝障害などを起こすためイヌやネコへの使用は厳禁であり、風邪薬に代表されるヒト用の家庭薬も同様である。
また、ダイエット目的のサプリメントとして用いられるα-リポ酸も、ネコにとっては肝機能障害を引き起こすなど身近な薬品での中毒事故が起こりうる。
養毛剤
壮年性脱毛に有効な外用薬ミノキシジルが付着した頭部をネコがなめるだけでも心機能に問題が起こり得るとされる。
湿布薬
非ステロイド性消炎鎮痛剤の一種で、筋肉痛や関節痛を和らげる効果の湿布や軟膏に含まれていることがある成分フルルビプロフェンをネコが摂取してしまうと、腸や腎臓に中毒症状が現れ、食欲不振、倦怠感、嘔吐、下血などを起こし、死亡に至るケースも複数件あったことに関しての報告と注意が、2015年4月にアメリカ食料医薬品局(FDA)から発表されている。摂取する経路は、薬剤を使用した飼い主の皮膚や、そこから薬剤が付着した衣服・家具・ネコの身体からの経口であろうとみられている。

## 病気・障害
ネコの死因は1位が悪性腫瘍、2位が腎臓病とされるが、特に遺伝的障害である腎臓病は100%罹患しているとされる。
また、年齢ごとに罹患しやすい疾患があるとされる。定期的な健康診断も年齢ごとの頻度を考慮して受けさせることが望ましいとされる。

### 人獣共通感染症
人とネコで同じように感染する人畜共通感染症には代表的なものとして、狂犬病、猫海綿状脳症(TSE)、トキソプラズマ症、パスツレラ症、結核、細菌性の腸炎、皮膚病、および、バルトネラ菌の感染症である猫ひっかき病がある。

### ネコに特有の感染症
猫免疫不全ウイルス感染症
猫免疫不全ウイルス (FIV) 感染を原因とする感染症。特別な治療法は無い。
猫後天性免疫不全症候群（猫エイズ）は上記感染症の病態の一つ。
猫白血病ウイルス感染症
猫白血病ウイルス (FeLV) を原因とする感染症。
猫伝染性腹膜炎
猫伝染性腹膜炎ウイルス (FIPV) を原因とする感染症。

### 口腔病・歯病
歯周病
3歳になるまでに約80%の猫が歯周病を起こすとされる。これは内臓疾患を起こす原因にもなりうる。歯周病予防のためには飼い主による定期的な歯のケア（歯磨きなど）が必要である。
ネックリージョン（被歯細胞性吸収病巣、歯頸部吸収病巣）
4歳になるまでに約60%のネコに起こるといわれ、原因は不明。

### 泌尿器の病気
慢性腎臓病（腎不全）
他のネコ科動物と同様に腎臓の病気になりやすいが、その原因は長らく不明だった。2016年に東京大学の宮崎徹によりネコの腎臓には死んだ細胞を除去する仕組みは存在するが、機能していないことを突き止められた。宮崎はそれ以前に腎機能を維持するタンパク質（AIM）を発見しており、透析患者の負担を軽減する薬など人間用の薬の研究していたが、ネコが腎臓病になりやすいことを獣医から聞き、2013年からはネコ用の薬を先に作り、それを人間に応用するという通常の動物用医薬品とは逆の手法で研究を開始した。人間用は国の助成金、猫用は民間企業からの資金提供で賄っていたが、新型コロナウイルス感染症の世界的流行により2021に民間企業からの資金が打ち切られたことで中断する。これを時事通信社が報道すると愛猫家などから寄付の申し込みが殺到したため、大学は急遽寄付先に宮崎を追加し、2日間で3000万円ほどが集まった。その後、3億円近い寄付となり大学から独立するきっかけとなったとされる。東京大学への寄付金は年間1000万円ほどであるが、この研究には単独で1000万円近い寄付もあり、領収書を求めないなど税控除を目的としない寄付も目立ったという。反響に驚くと同時に使命感を覚えた宮崎は、素早く創薬に繋げることは大学では難しいとして、退職して研究室のメンバーをそのまま移籍させた研究機関を開設した。2023年時点ではAIMの注射による回復例も報告されており、2024年の承認を目指している。市販目標時期は2026年～2027年。宮崎はこの成果を人間用の治療薬へ応用することも想定している。
概ね5歳ごろに急性の腎障害となり、それが慢性腎不全へと進行し尿毒症で死ぬケースが多い。
腎機能が低下した状態では尿の濃縮がうまく働かなくなり、そのため頻尿となり飲水量も増える。尿の色が薄くなる・臭いがあまりしなくなるなどの症状が見られたら注意が必要である。病状が進行すると、食欲不振や体重減少を示し、さらには尿毒症が起き口内炎や胃炎も併発する。末期には食べ物を全く受け付けなくなり死に至る。病気を初期に見つけられれば食事療法などで対処できる可能性がある。

### 寄生虫
ミミヒゼンダニ症
ミミヒゼンダニが耳に寄生することでおこる病気。耳の激しい痒みや黒い耳垢がでる。
疥癬
ヒゼンダニが皮膚や毛に寄生することでおこる病気。激しい痒みと皮膚炎を起こす。

## 習性

### 鳴き声
日本ではネコの鳴き声は「ニャー」、「ミャー」などの擬音語を用いるのが一般的。アメリカでは「meow」、イギリスでは「miaow」、ドイツでは「miau」、フランスでは「miaou」、中国では「miāo（喵、wikt:en:喵）」、イタリアでは「miao, gnao（ニャオ）, gnau（ニャウ）」と表す。
「ニャー」とは異なるものとしては、以下のようなものがある。
- 警戒・威嚇のうなり声・威嚇音。「フーッ」「ウー」「ハーッ」「カー」「シャーッ」など。
- えさを食べている時の威嚇。「ワウワウワウ」「マウマウマウ」「アオアオアオ」など。
- 発情期における、赤ちゃんのような独特の声。「オアーン」「オギャー」「アーウ」「ナーオ」など。
- クラッキング（チャタリング）

カモメの鳴き声はしばしばネコのそれに喩えられ、英語では「mew」というネコの鳴き声を表す単語は「カモメ」という意味も持つ。日本語でもカモメの一種にウミネコ（海猫）と名付けられた鳥がいる。
いわゆる「ニャー」という鳴き声は、子猫が親猫に対して注意をひくための鳴き声であり、自然界で大人の猫がこの声で他の猫とコミュニケーションを取ることはない。人間に対して大人の猫がこの声を発するようになったのは人間の気を引くためとされる。

#### 喉鳴らし
他のネコ科動物にも見られる「ゴロゴロ（purr）」と喉（のど）を振動させる音のメカニズムには複数の説があり、はっきりとしていない。この音は、親子間のコミュニケーションにも用いられる。
ライオンやトラなども含むネコ科動物全般は喉をゴロゴロと鳴らすことで知られている。これは声帯からではなく、胸腔の一部から発せられる音である。一般的には飼い主や懐いた人になでられるなどしてリラックスしている時にこの反応が見られるが、体調が悪化時や出産時（陣痛中）、死ぬ直前にも喉を鳴らすという。これらの行動の意味は未だにはっきり解明されていないが、普段から低周波の音を発生させることで骨格を丈夫にする、苦しいときに痛みを緩和し呼吸を楽にしている、などの説が存在する。

#### クラッキング（チャタリング）
ネコが「カカカ」のように歯を打ち鳴らしているような音を出す現象をクラッキング（英語圏などではチャタリング（chattering））といい、ネコ科の動物でもネコだけが発するものである。

### 睡眠

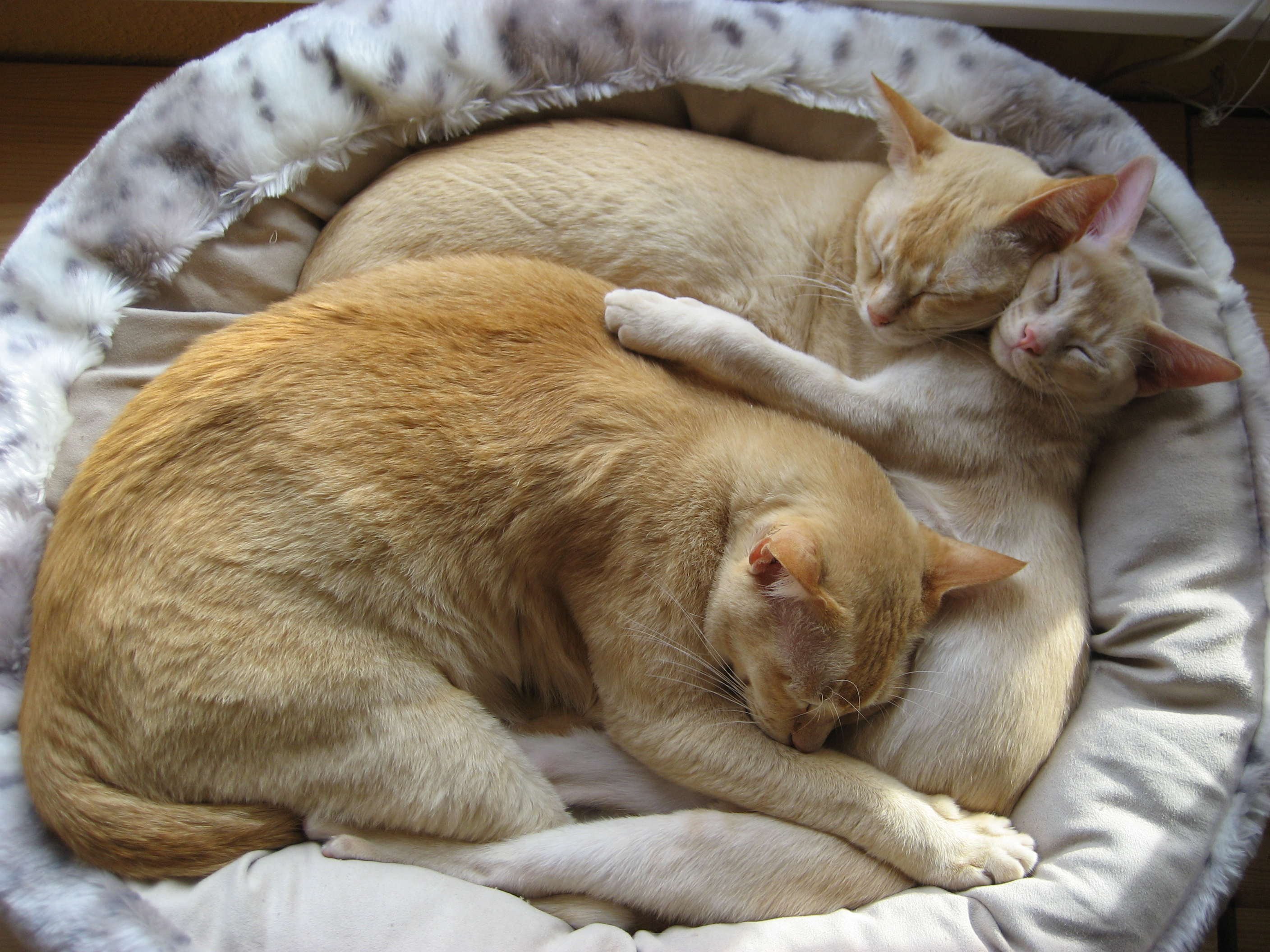
安全な環境と餌に満たされたネコはよく眠る。写真はペット用のベッドで体を寄せ合って眠る3匹のネコたち。
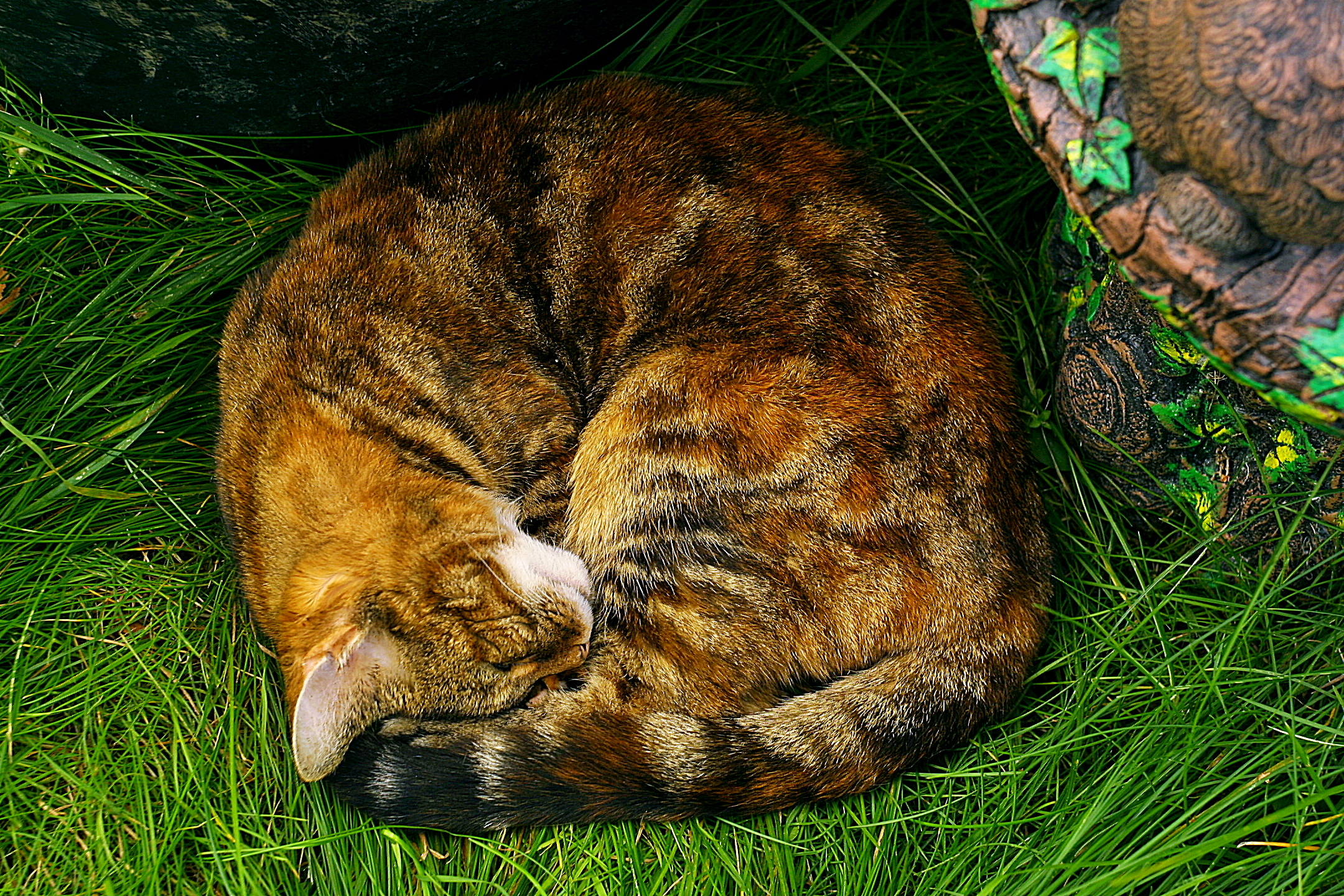
丸くなって身を守るように眠るのがネコの典型的なスタイルの一つで、明るい日中など、この写真のように前足でまぶたに覆いをし、光を遮って眠るネコも多い。
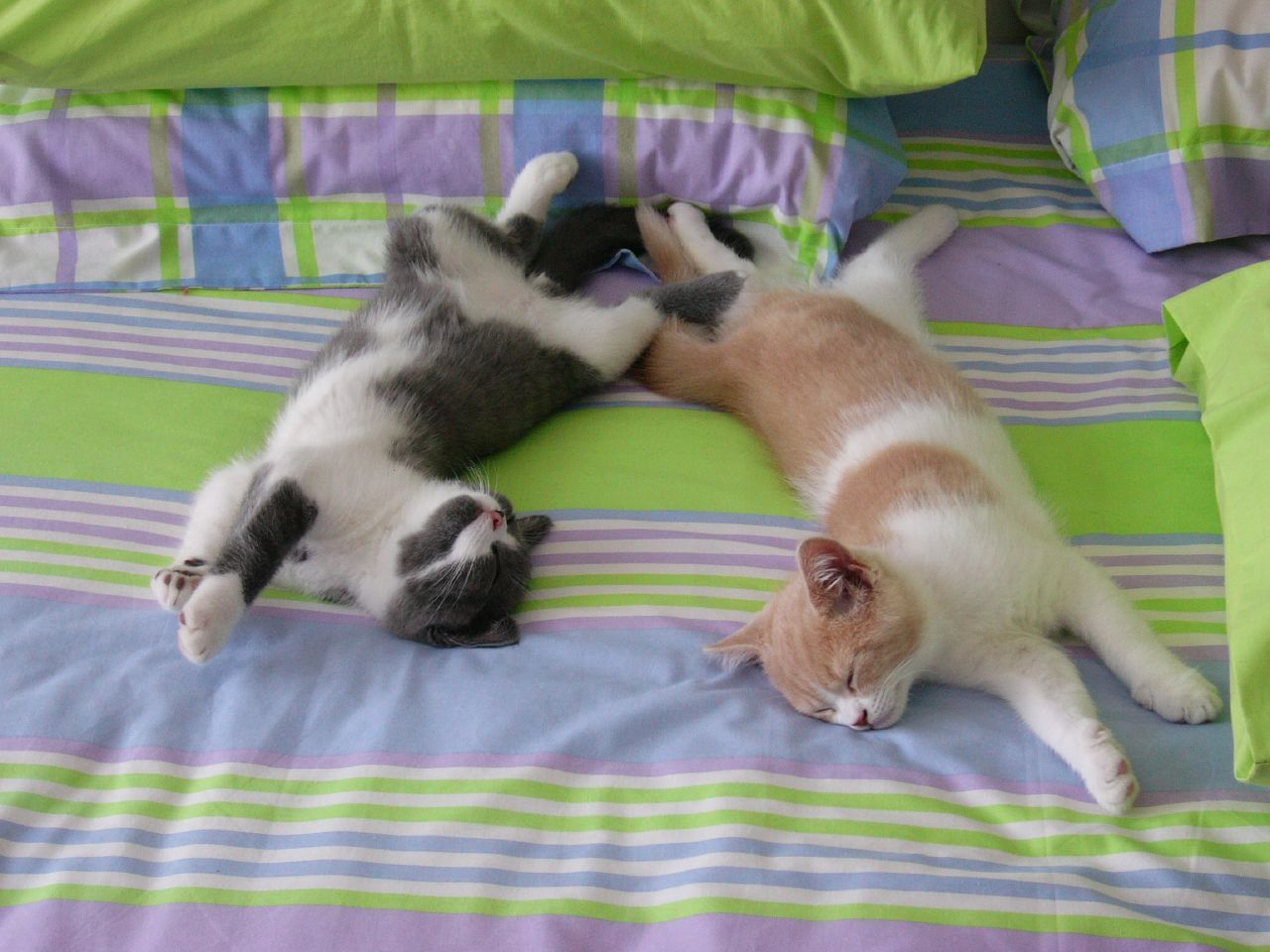
周囲を警戒する必要がないと、体を長く伸ばしひっくり返ったような姿勢で眠るものもいる。写真は周りを信頼している仔猫たち。
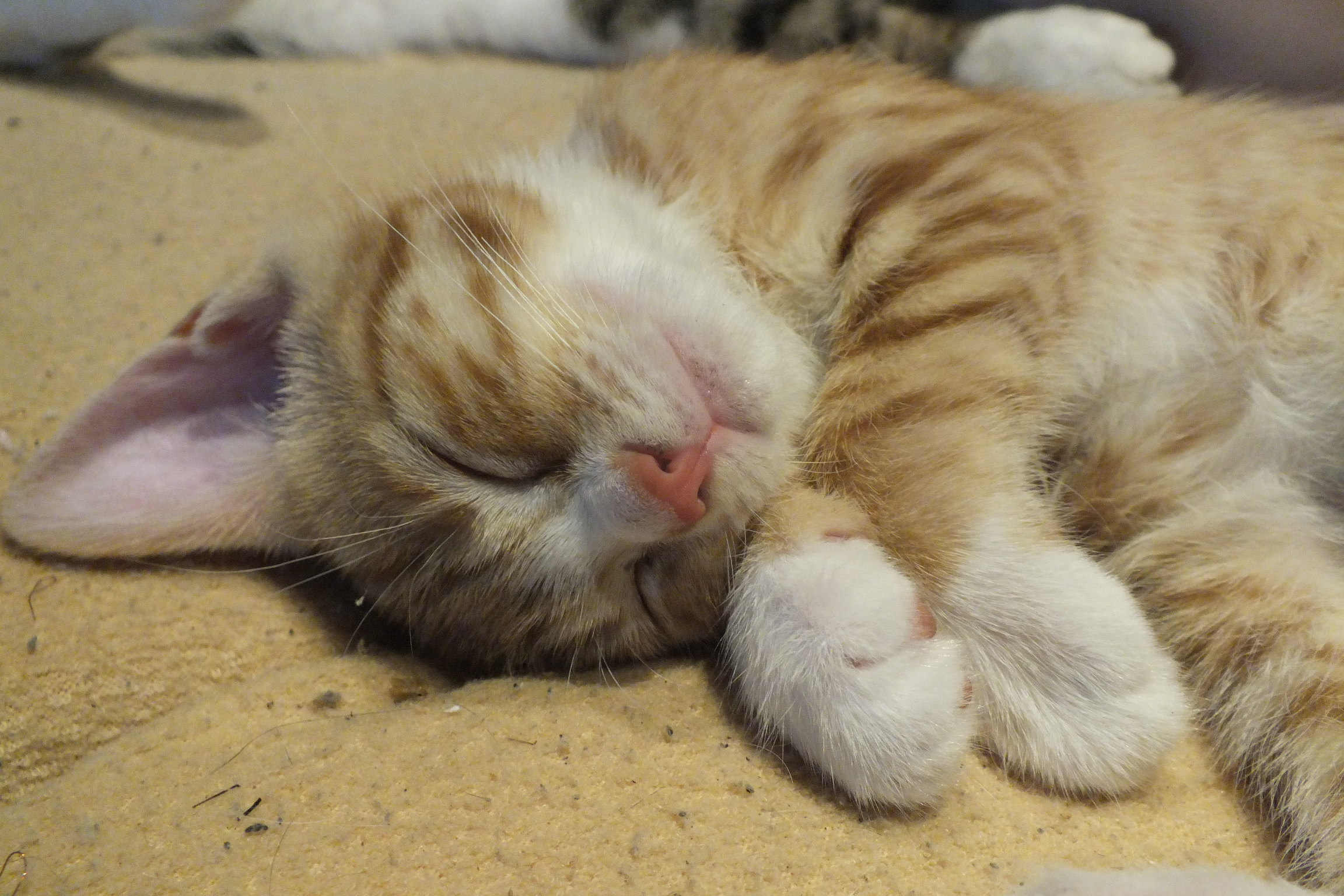
睡眠中の子猫。
- たまに眼を覚ますと母猫の乳を吸う。

ネコの語源が「寝子」であるという説もあるほどにイエネコの睡眠時間は人間に比べて長い。一般的に、ネコは一日の大半を寝て過ごすといわれている。ネコの飼い方の本（獣医師による解説）などでは、一般に14時間程度から16時間程度と解説されていることが多い。また「長いネコでは20時間程度眠る」といった解説も多い。なお、睡眠時間が長い傾向にあるのは、ネコ科の動物、肉食動物に共通して見られる傾向である。草食動物に比べてその食物は高カロリーであり、一度食物を得るとしばらくは食べる必要が無いため、何もしない時間帯は寝ることでカロリーの消費を抑えていると考えられる。
外からの訪問者が少ない住宅で、家族や近隣にかわいがられ、餌が十分に与えられている安心できる環境だと、ネコは長いものでは1日あたり20時間近くひたすら眠り続ける。ペットとして飼われているネコは餌を探しにいく必要がなく、安全な寝場所も確保されており、特に何をする必要もないため安心して眠り続ける。寝ている時に時折、痙攣したり鳴き声を漏らしたりするが、夢を見ているせいである。主に仔猫の頃の夢（母猫の乳首を吸っている場面）や、狩りをしているときの夢を見るといわれている。
人により屋内で飼われている仔猫はとくに睡眠時間が長く、書籍では20時間程度と解説されていることが多い。ほとんど眠っていて、たまに眼を覚ますと母猫の乳を吸い、その後ちょっと遊んでいたかと思うとまたすぐ眠ってしまう、というような状態である。また、仔猫ではほとんどがレム睡眠であるといわれている。そのため、呼びかけたり触れたりすると目を醒ます場合がある。
野良猫に限れば、外敵に対する警戒を怠ることができないため、睡眠時間は人に飼われているネコよりかなり短くなり、眠りも浅い。
腹部を地に付け、四肢をたたみ、尾を身体側に引き付けたうえで、背を丸めてうずくまる、というネコの姿勢を『香箱（こうばこ）を作る』（香箱座り）と表現する。香箱の蓋の丸く盛り上がった甲の形に由来している。
香箱座りは、前足を完全に折り畳んでいるため、特にリラックスした状態である。
一方で完全屋内飼育のネコの場合は、外敵に対する警戒の必要もないため、仰向けないしそれに近い姿勢でリラックスして寝る場合も見られる。同じネコ科の野生動物においても、同様の姿勢が生態系の頂点に位置し天敵が存在しないライオンにおいて見られる。

### 爪とぎ

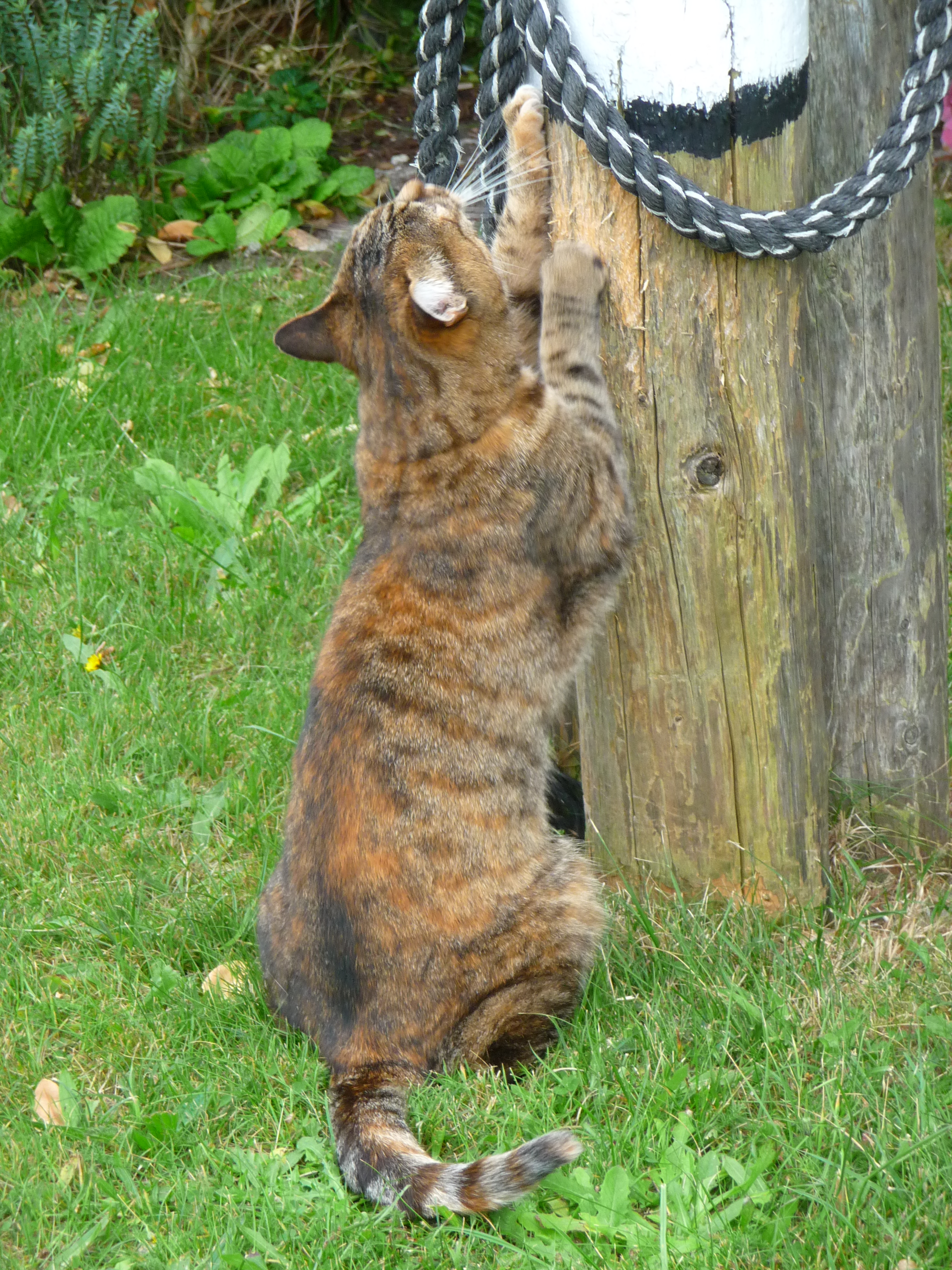
爪とぎ。木登りにも鋭い鉤爪は欠かせない。

放し飼いの地域猫や野良猫や野猫の場合は太い木の幹、飼い猫の場合は壁や柱などを引っかいたり、爪を噛んで引っ張って爪とぎをする。ネコに限らず、狩りをする動物の多くに見られる行動である。「研ぐ」のではなく「さや」を剥がして鋭くし、いつでも狩りに使えるようにしておく手入れの他、縄張りを他のネコに対して示す意味がある。転位行動として行うこともある。爪がないネコでも同じしぐさをすることがあり、何かを始める際の合図ともいわれている。飼い猫の場合、調度品や壁紙などの意図せぬ場所での爪とぎを防止するため、爪とぎ台や爪磨きの付属したキャットタワー（ネコタワー）などを用意しておくとよい。また、爪とぎする場所も教えておく必要がある。
爪を切る場合、ネコの鉤爪の根元側は肉・神経・血管が通っており、先端部分だけを丁寧に切らなければならない。ピンクがかった髄の部分を切除すると苦痛を訴えたり、場合によっては出血を伴う恐れがある。また、外科的に爪を除去してしまう手術があるが、本能と深く結びついた道具を失うことになり、ストレスや問題行動の原因となる可能性があるため、この手術を禁止している国は多い。

### 攻撃手段
猫は肉食動物が持つ狩りの武器をすべて持っているが、攻撃する際には、前足や後ろ足がよく用いられる。前足を前に差し出し、スナップを利かせて攻撃対象を招き寄せるかのように足裏で攻撃する攻撃方法は猫パンチと呼ばれる。また、前足で攻撃対象をしっかり抱き抱えて倒れこみ、後ろ両足で蹴りを繰り返して入れる攻撃方法は猫キックと呼ばれる。いずれの場合も、自由に出し入れできる鉤爪を出して攻撃することで、より高い攻撃力が得られ急所にとどめをさす。
噛み付きも、仔猫同士の取っ組み合いなどでよく用いられる攻撃方法である。攻撃対象をしっかり抱き抱えた状態で使われる猫キックと同時に用いることもある。

### 毛づくろい
- トラネコ（サバトラ）、体をなめる

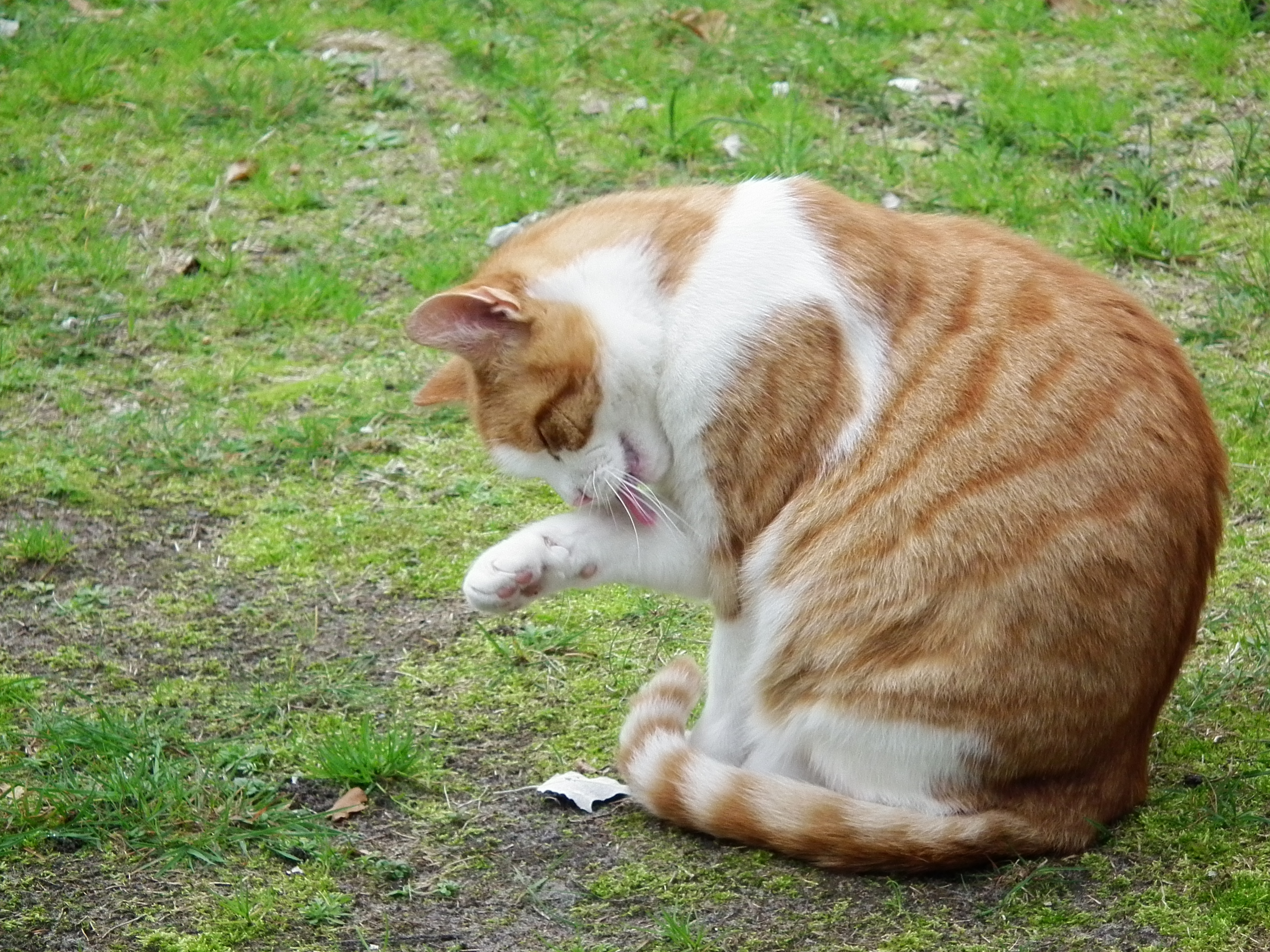
毛づくろい（グルーミング） 耳の裏などの直接なめられない部分は、いったん前足に唾液を含ませ、その湿った前足でなでる。写真は前足をなめている様子。
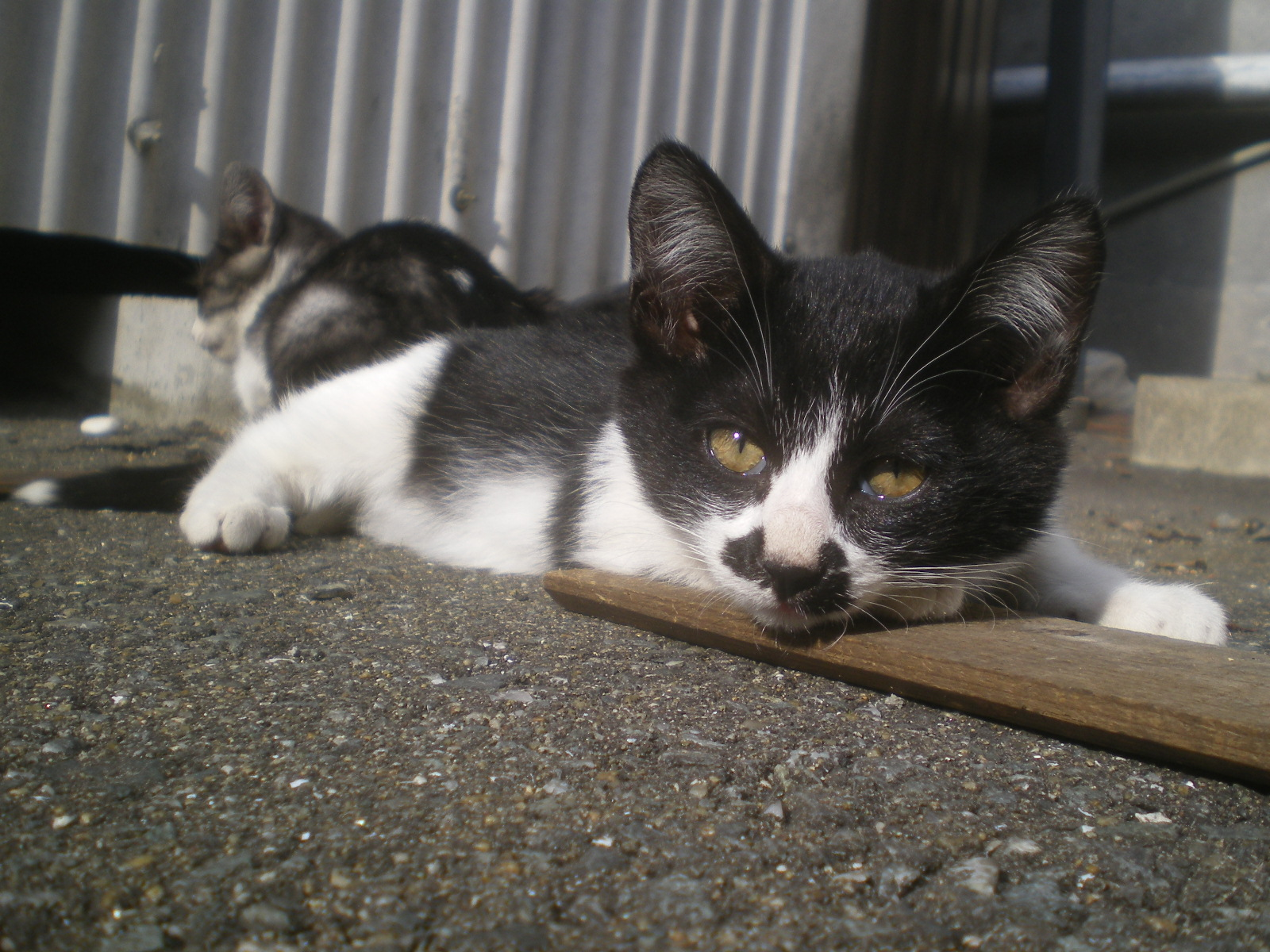
寝そべり日光浴をする野良の仔猫。猫はビタミンDの合成のために紫外線を要するといわれる。鳥類や毛皮を持つ哺乳類においては、皮膚から毛皮や羽根に皮脂を分泌し毛づくろいすることによって口からビタミンDを摂取しているとの説がある[129]。

ネコは通常、起きている時間の30 - 50%を毛づくろいに費やす。
体が柔軟なので頭の周り以外をくまなくなめることにより空気層を作り保温、唾液により体温低下、清潔になる。また、濡れた毛を乾かす。舌の届かない部位（顔・首・頭など）は前肢に唾液を含ませて拭く。「猫が顔を洗うと雨が降る」というが、晴天でも顔を拭く。足をなめる際に爪を噛んで引っ張って爪とぎをする。
鳥類や毛皮を持つ哺乳類においては、皮膚から毛皮や羽根に皮脂を分泌し毛づくろいすることによって口からビタミンDを摂取しているとの説もある。

### ふみふみ
子猫が母猫の母乳を飲むときに見られるしぐさ。

ふみふみ

前足でやわらかいものをふみふみ・もみもみするのは、前足をグーパーさせながら母猫の乳房を揉んで刺激することで、母乳が出やすくなるとされている。
オトナになってからも毛布やタオルなどやわらかいものを前足で、もむようにふみふみするのは、この子猫時代の名残りだと捉えられている。うっとりしながらふみふみしている時は母猫の母乳を飲んでいて気持ちよかったという潜在的な記憶がよみがえり、とても心地よい状態にあると考えられている。

#### へそ天

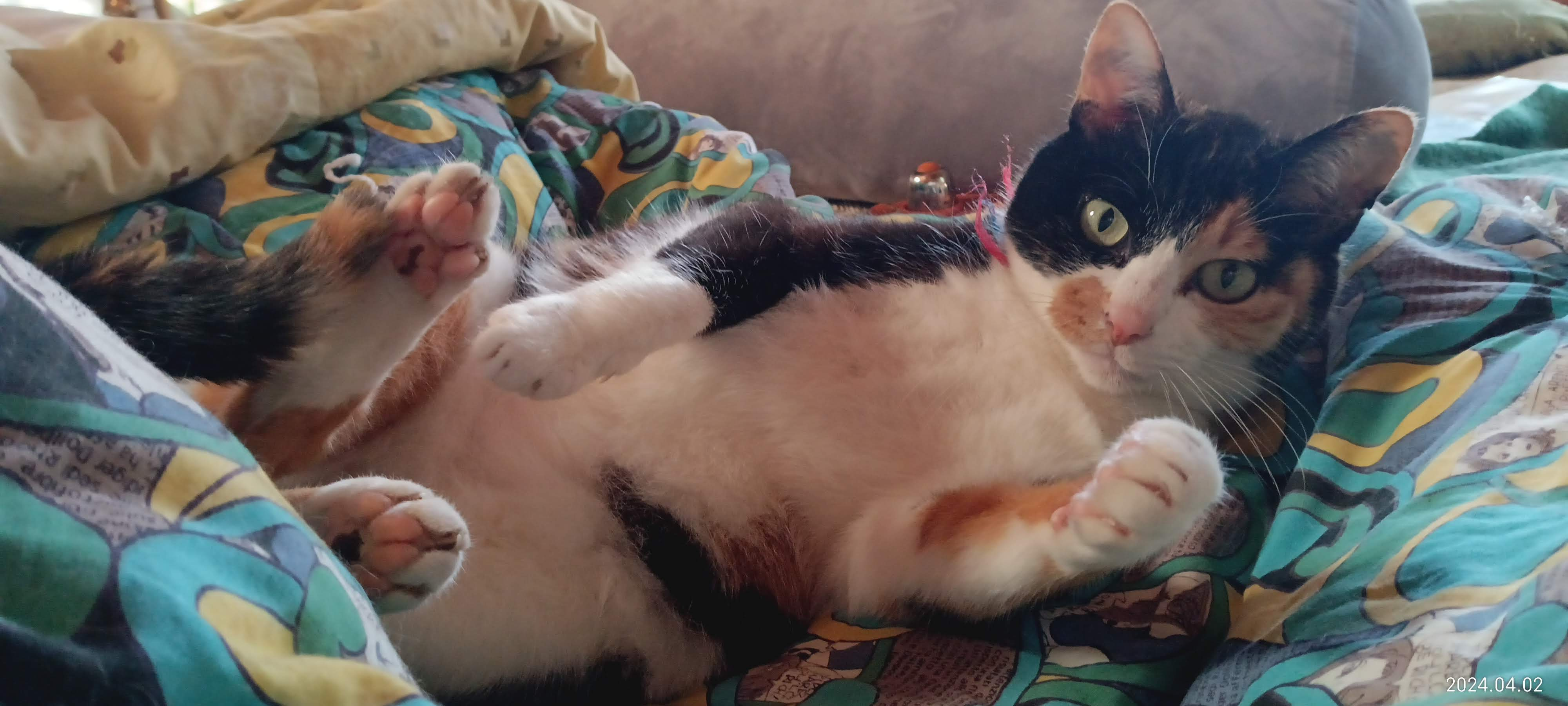
へそ天を見せる三毛猫

猫はお腹を見せて寝転ぶ姿寝を飼い主の前で見せることがある。そべってへそを見せるこの猫のポーズは「へそ天」と呼ばれる。この動作は、飼い主を信頼していること、安心感から「お腹を出しても大丈夫」と猫が感じるリラックスできる場所であると感じていること、「一緒に遊びたい」という気持ちを抱いていること、飼い主のほか仲良くしたい子猫や他の猫に、お腹を見せることで「警戒心を解いてほしい」と意思表示しているなどが理由と考えられている。また、このポーズは子猫が母猫に対してよくするポーズであり、甘えたい、かまってほしいという意思表示である場合である。

### 尾と感情との関係
尾からうかがえる感情としては以下のようなものが挙げられる。
立てている
比較的機嫌の良いとき。歩くときは立てていることが多い。個体によっては立てながらくねくねと動かしている場合もある。
横に振っている
速く大きく振っているときは不快なとき。イヌから類推して喜んでいるとするのは誤解である。飼い主に呼ばれると軽く数回振って応えることもある。また、狩りや遊びなどで興奮しているときも横に振ることがある。リラックスしているときも、ゆっくり大きく振ることがある。
後肢の間に巻き込んでいる
おびえているとき。通常、耳を後ろに伏せていることを伴う。
大きくふくらませている
威嚇しているとき、または、驚いたとき。威嚇しているときは全身の毛を逆立てることを伴う。
他のネコや、人間に巻きつける
相手に親愛の情を持っている。
静止している
注意深く観察をしているとき。

### 捕食

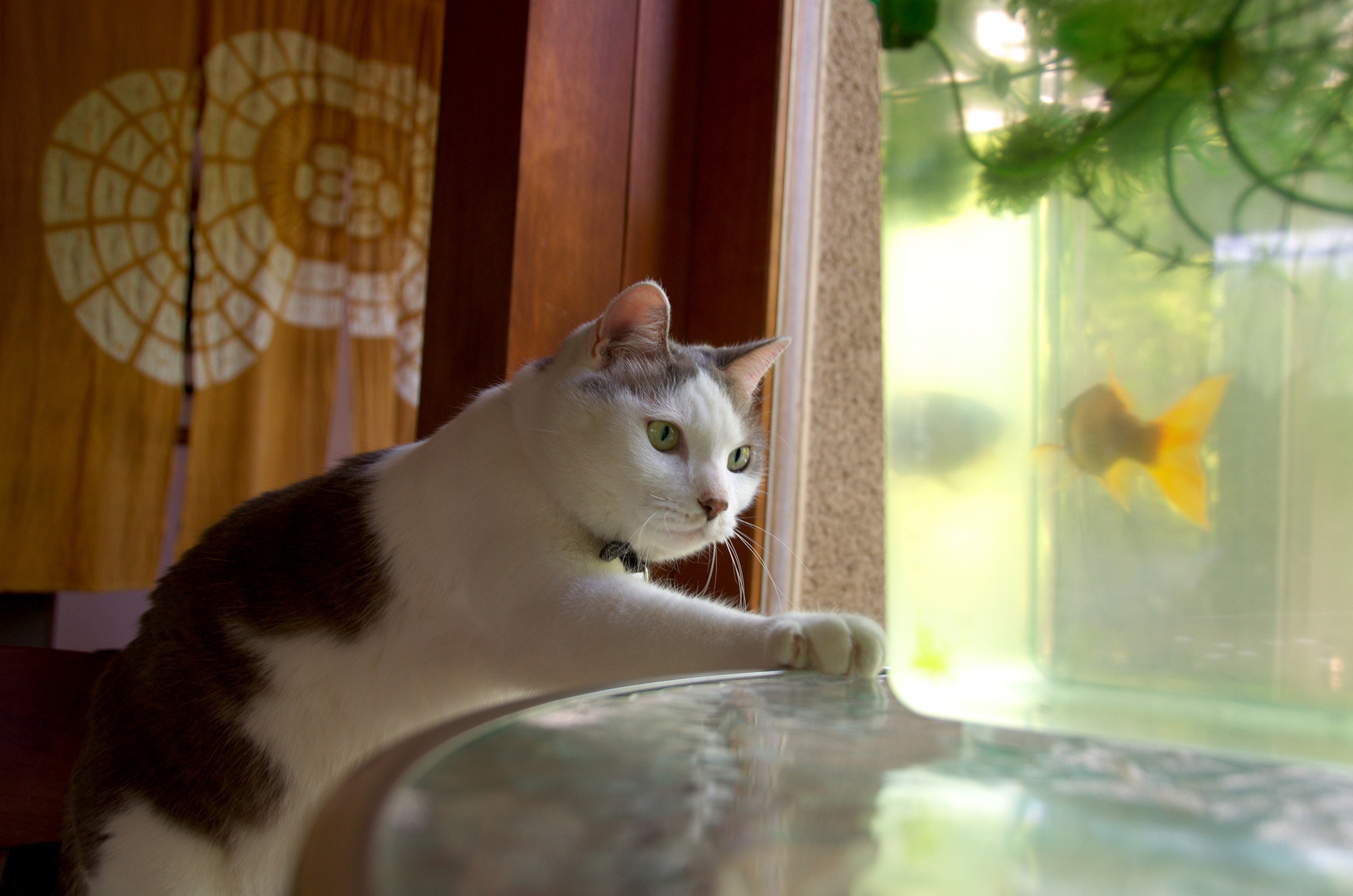
水槽の金魚を狙うネコ。金魚の命が危ぶまれる状況である

待ち伏せ・忍び寄り型捕食者であるネコの特性は、様々な身体的特徴として見ることができる。長く追うことで疲弊させる、あるいは、組織的な罠によって追い詰める追跡型捕食者であるイヌ科動物とは対照的である。
動く物に興味を示し捕まえようとする傾向が強く、猫じゃらしなどの玩具がある。
狭い所に入る傾向があるが、餌のネズミなどを探す習性によるとされる。暖をとることからも自動車のエンジンルームに入り込むことがあり、猫バンバンが提唱されている。

### 社会性
群れは作らないが、地域の野良猫の密度が多い場合などは独立した縄張りをもつことが困難で、ある程度の順位が存在する。そのようなネコ達は同一の場所に定期的に集まり、「猫の集会」などと呼ばれる。互いに安否確認などをしていると考えられている。複数飼いなどではじゃれ合ったり互いにグルーミングしたりといったコミュニケーションをする。また、初対面のネコ同士が鼻をつけ合う事があるが、相手を確認する挨拶とされる。
Kristyn R.Vitaleらの2019年の研究によれば、ネコは自分にとって見覚えのある人間よりも、自分に注意を向けてくる人間とより長く接触する傾向があった。齋藤慈子による2019年の研究によれば、犬ほど熱狂的な反応ではないが、ネコは人のジェスチャーを理解し、自分の名前を聞き分けているという。さらに一緒に暮らす人間のライフサイクルに適応できることも判明しており、「ネコが早朝に飼い主を起こす」理由についてはオーストラリア・アデレード大学獣医学部の上級講師を務めるスーザン・ヘイゼル（Susan Hazel）らは朝に給餌することに関連性がある点をその一つに挙げ「ネコにエサをあげることは行動に対して報酬を与えることであり、ネコがそれを繰り返す可能性を高めます」と述べている。その中でヘイゼルらは「エサをもらえると学習したネコが再び早朝に起こしに来るようになってしまう」と指摘。また「飼い主が旅行に行ったり、家具を移動したり、引っ越したり、別のペットを飼い始めたりする」ことによって定期的なルーチンを維持し切れずストレスを感じたり、ネコ自体がエネルギーを持て余していることから早朝に飼い主を起こしに来てしまうことがある点を指摘している。

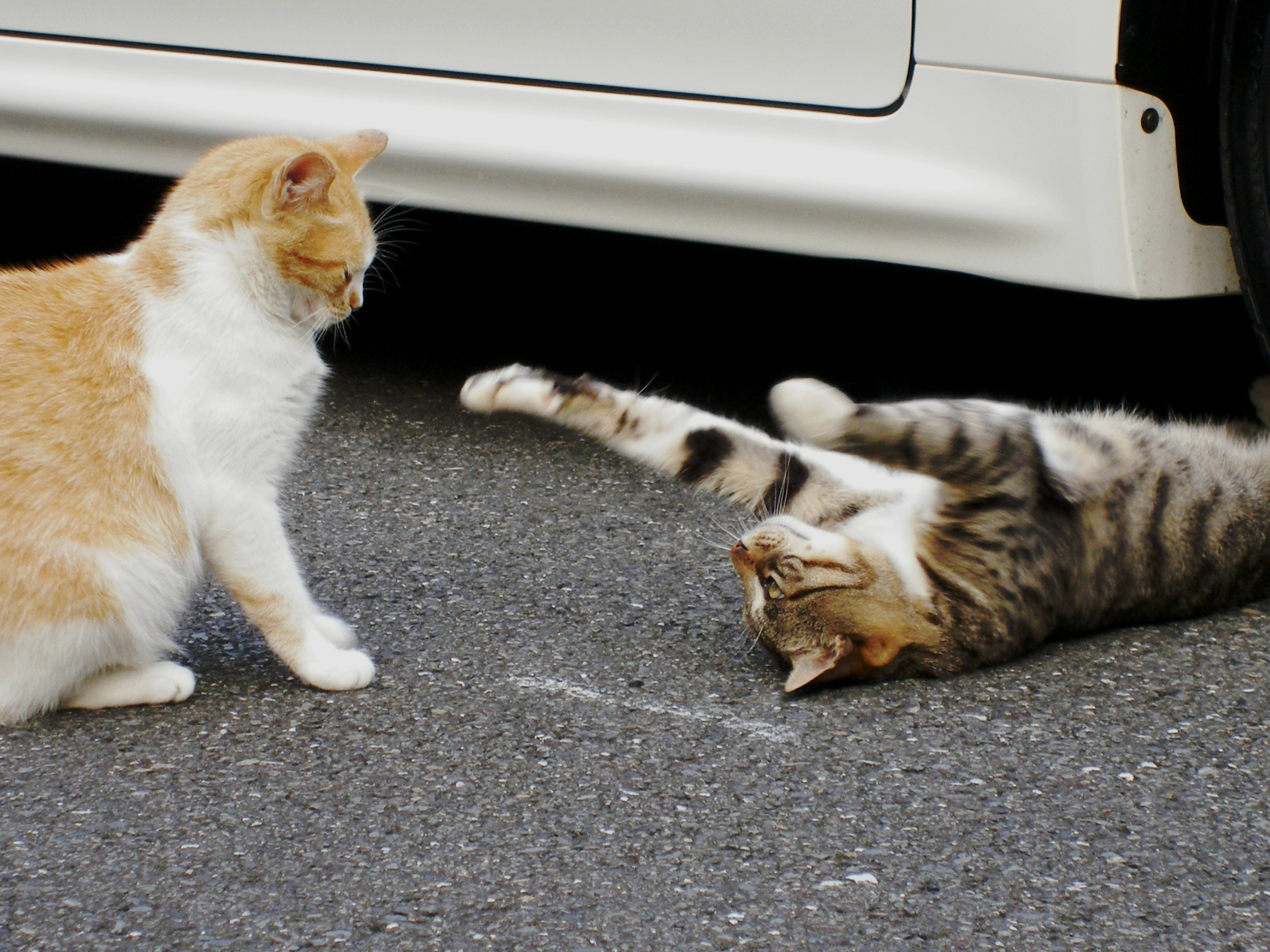
遊ぶ 仲間とじゃれることは狩りの訓練も兼ねる。隠れ場所や寝場所として駐車場を好むものも多い。
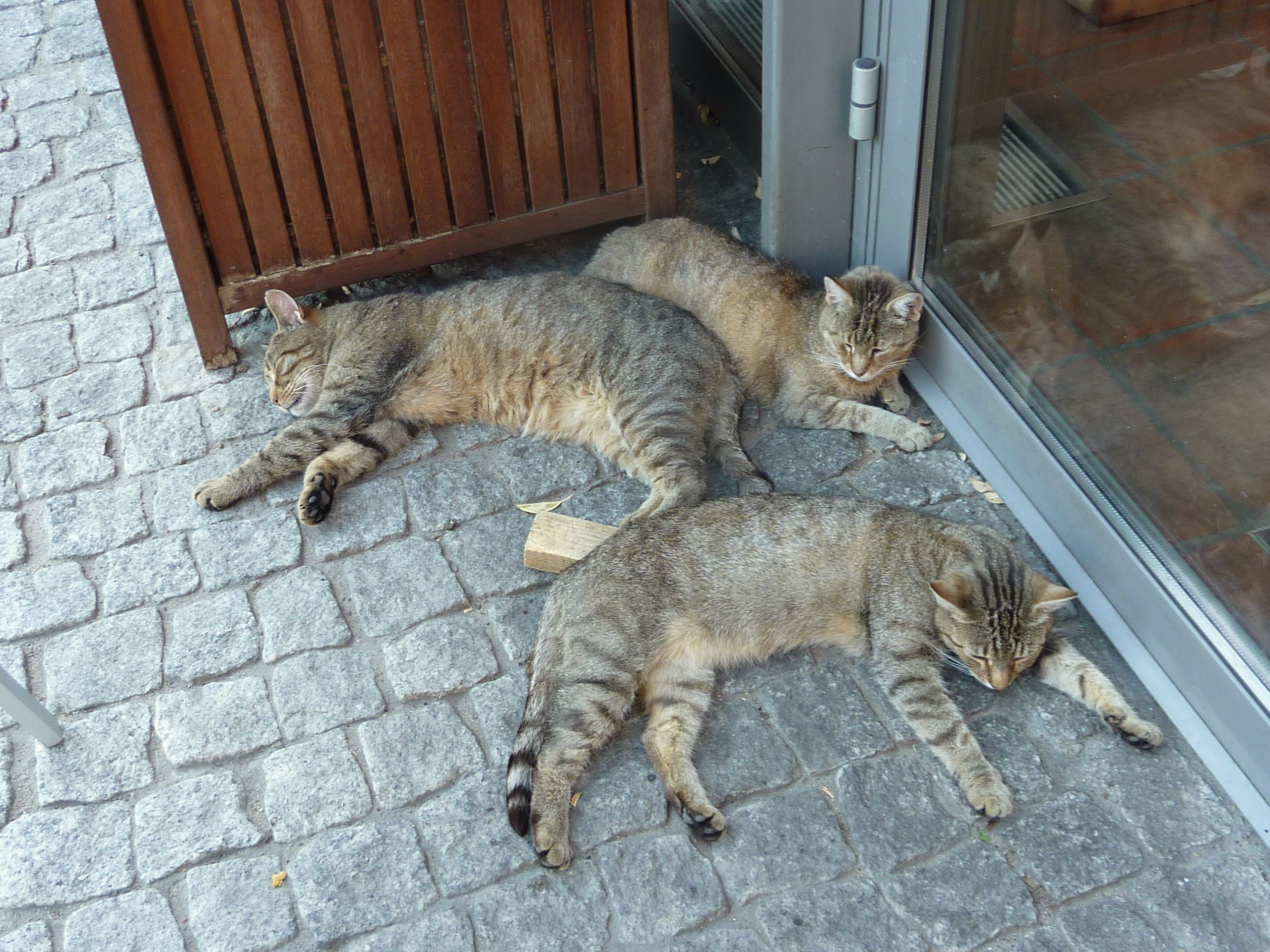
群れる 猫は群れを作る習性がないが、餌場など特定の場所に集まることもある。
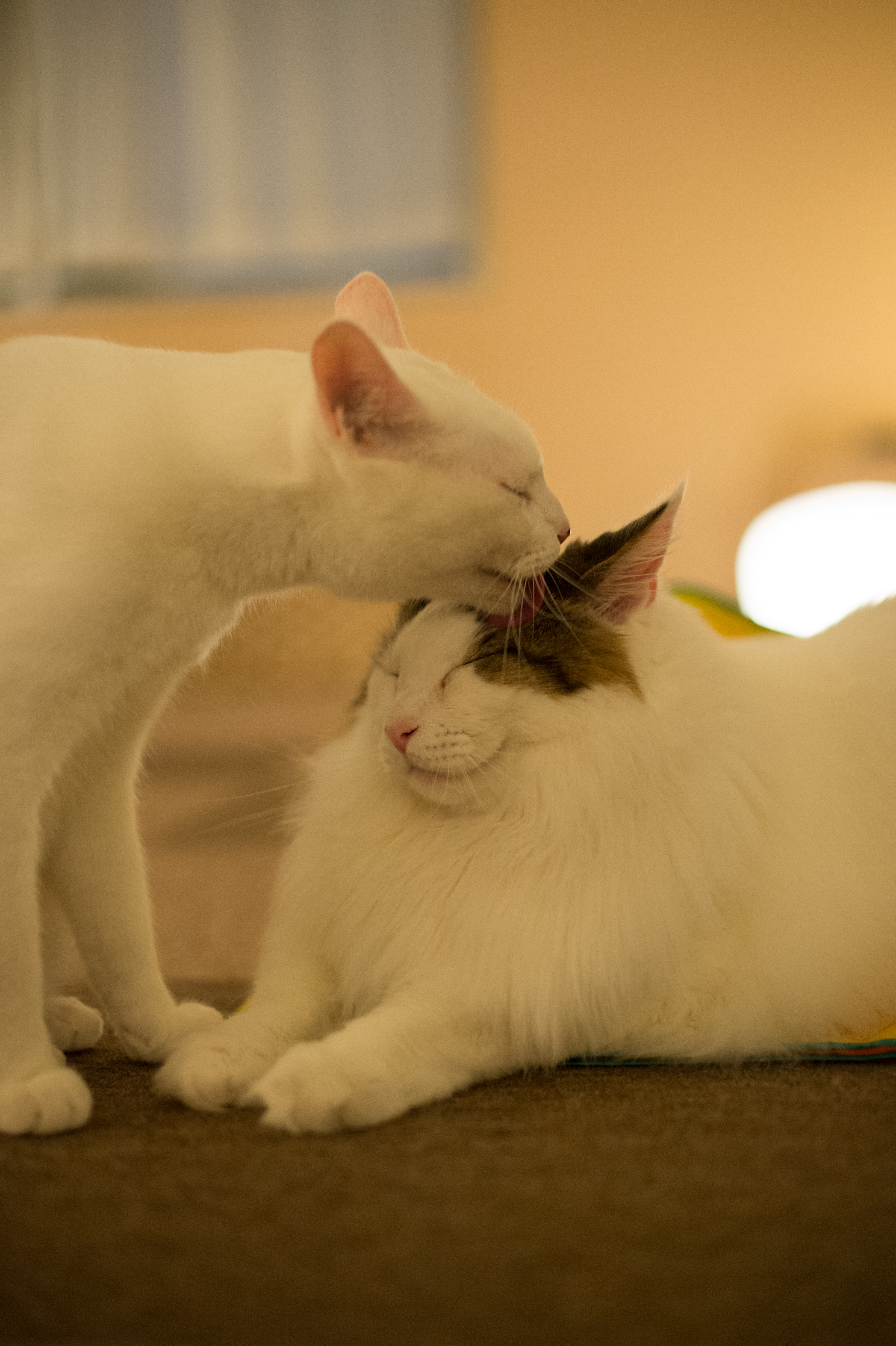
社会的グルーミング。
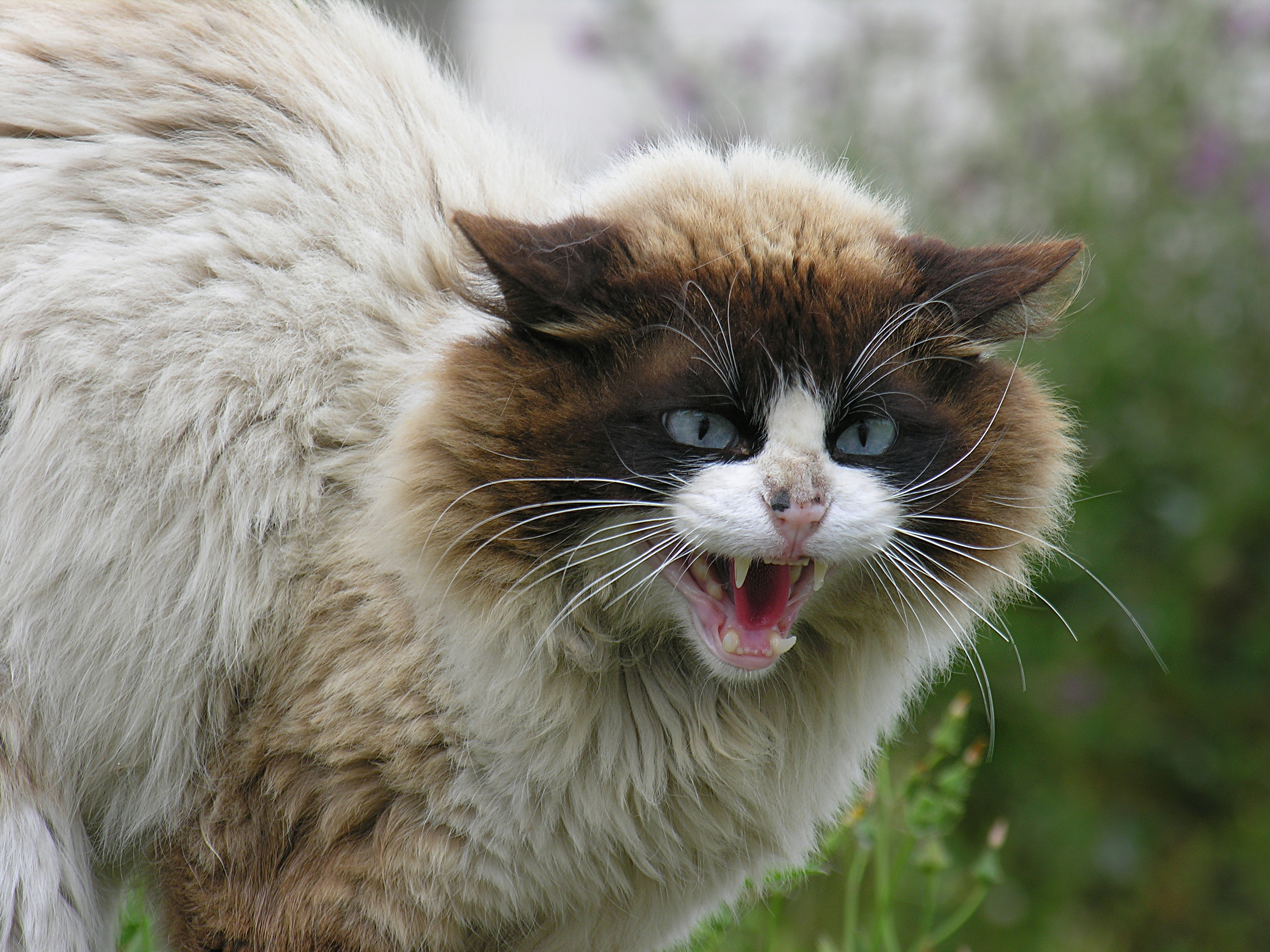
威嚇 けんかの時は、けんか相手に対し体を横向きにして背中を湾曲させ、体毛を逆立ててふくらませ、体格を大きく見せて威嚇する。
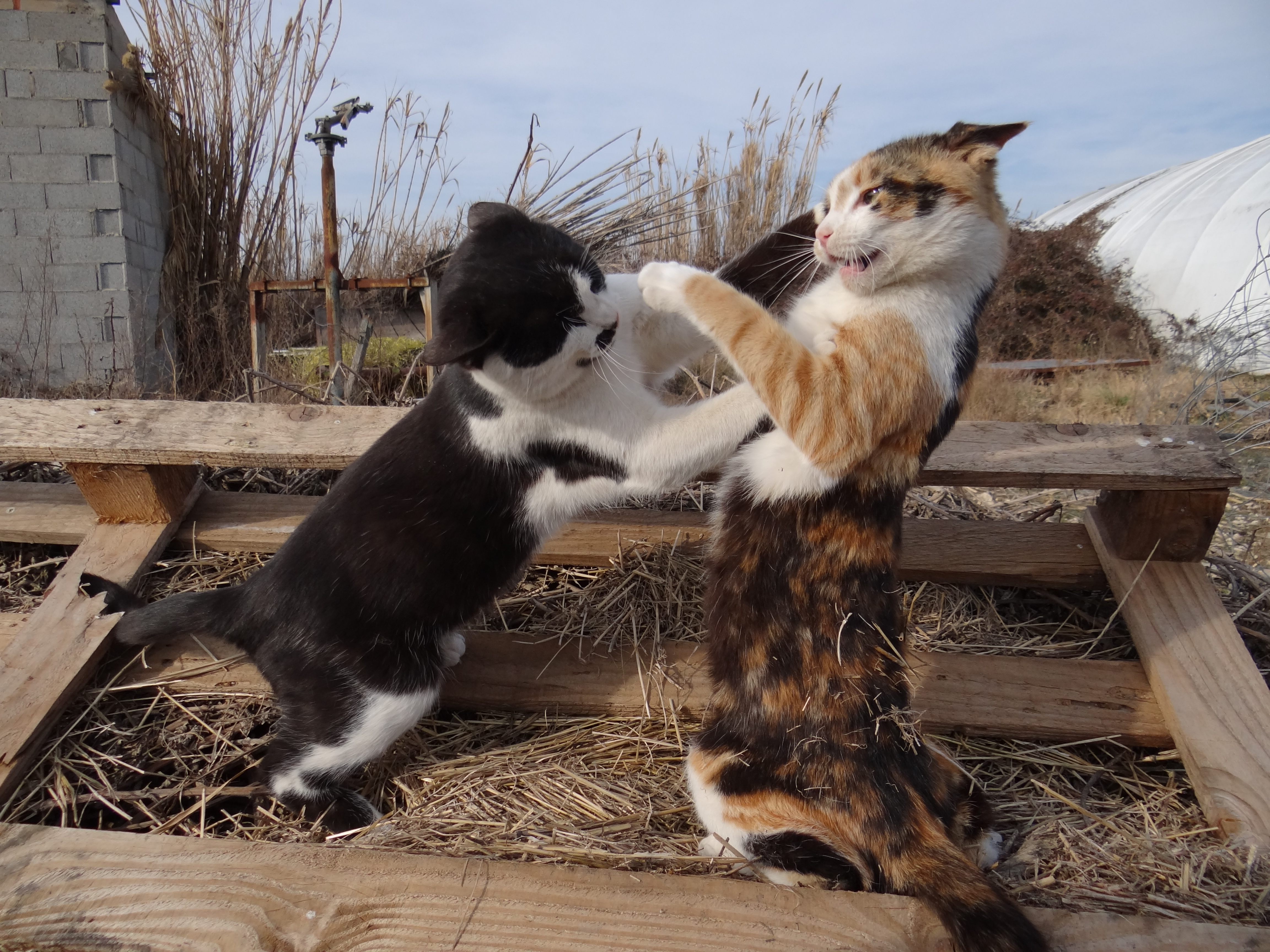
威嚇によって敵を排除できない場合には直接攻撃を加える場合がある。

#### けんか
長い威嚇行動を経たあとに双方引かない場合には衝突に発展し、威嚇には一方が低音で唸ると他方は高音で返すなどの特徴が窺える。通常は1対1のけんかであるため、人間がけんかの声に似せて横槍を入れると、気味悪がってけんかを中止することもある。けんか・格闘は、跳びかかりやすく有利な高所を制した側が優勢で、そのため、戦略的ポジションを探りながらの威嚇が長時間続く。格闘になるとほんの数秒で決着する。多くの場合、相手に痛手を負わすまでの闘いになるまでに勝敗が決する。
けんかをしている猫を抱き上げると、猛り立った猫は見さかいもなく主人にでも噛みつき、人がけがをする可能性がある。

### 暖かい場所

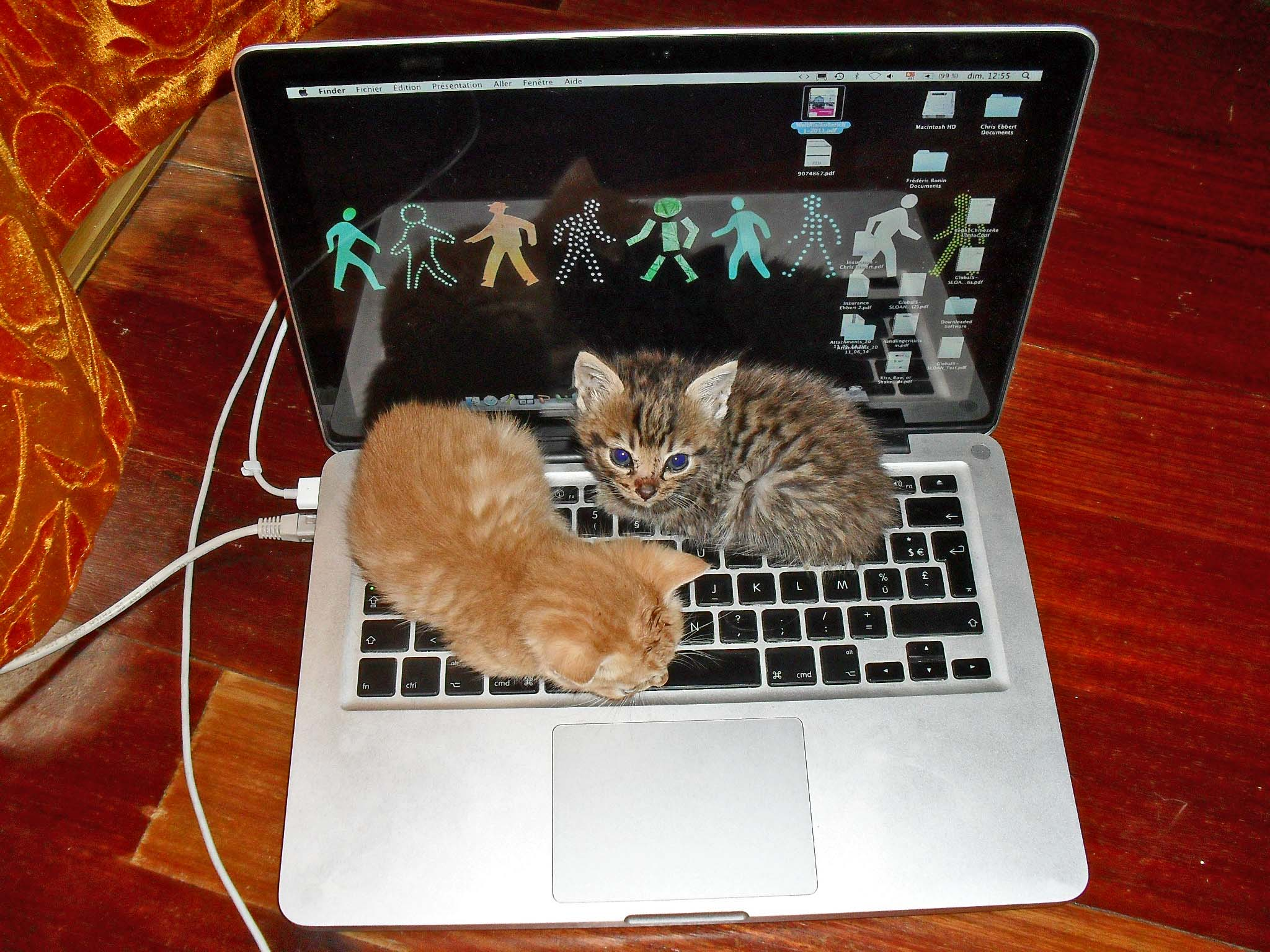
排熱で暖かいためノートPCの上を好むネコは多い。

暖かい場所を好む習性があり、室内で日の当たる場所がない場合、パソコンやファクシミリなど排熱が大きい機器の近くに移動することが多い。この際排尿することもあり、電子機器の破損に繋がることもある。

### 死期の前兆にとる行動
“死期が近づくと姿を消す”との風説は、日本では遅くとも江戸時代にはみられ、江戸時代に貝原益軒がのこした生物学・農学書である『大和本草（やまとほんぞう）』の第十四巻には、「凡ソ猫ノ他獣ト異ルコト九アリ」（「猫には他の動物とは異なる点が9つある」）と書かれており「死ヌル時人ニカクレテ人ノ不見處ニテ死ス」（「死ぬ時は人から見えないところに隠れる」）と記述されている。また、民俗学者の柳田國男は随筆『どら猫観察記』の中で「第一に猫の終りというものが、いつの場合にも我々の知解の外に在った」と語っており、昭和時代には「死ぬ間際の猫を人は知らない。」という考え方が「我々」という「共通理解」の上にあることを前提としている。

#### 現代における見解
イギリスの動物行動学者であるデズモンド・モリスは、自著にて「なぜ、死ぬ時に独りになりたがるのか」という事について言及しており、彼はこの現象を「偶然ではなく、猫の行動の典型的な特徴である」と述べ、その理由を「『闘争・逃走反応』の一種ではないか」との推測を示している。1992年、アメリカのMcCuneは、「悪い環境に置かれた猫は、積極的に異常行動を示すというよりも、むしろ不活発になる」との調査結果を発表している。
動物生態学博士の山根明弘は、屋外にて事故や襲撃にあったり体調を崩してしまっても動ける余力のある場合は、ネコにとっての安全な場所である人目につかない遮蔽物の多い狭い空間に本能的に身を隠すので、症状が深刻だと見つけることが出来る前にそのまま死に至るケースが多くなるため、人からは「死期が近づくと姿を消す」に見えてしまうことがあるとしている。往診専門動物病院の「わんにゃん保健室」院長を務める江本宏平によれば「猫は自分の死期を悟ると、飼い主にいつも以上に甘えたり、最後の力を振り絞って元気な姿を見せるなどの行動をとることが多い」という。また江本はその行動に対し「死期を悟った猫が飼い主に対し、感謝の気持ちを示しているのではないか」との見解を示している。

### 高所

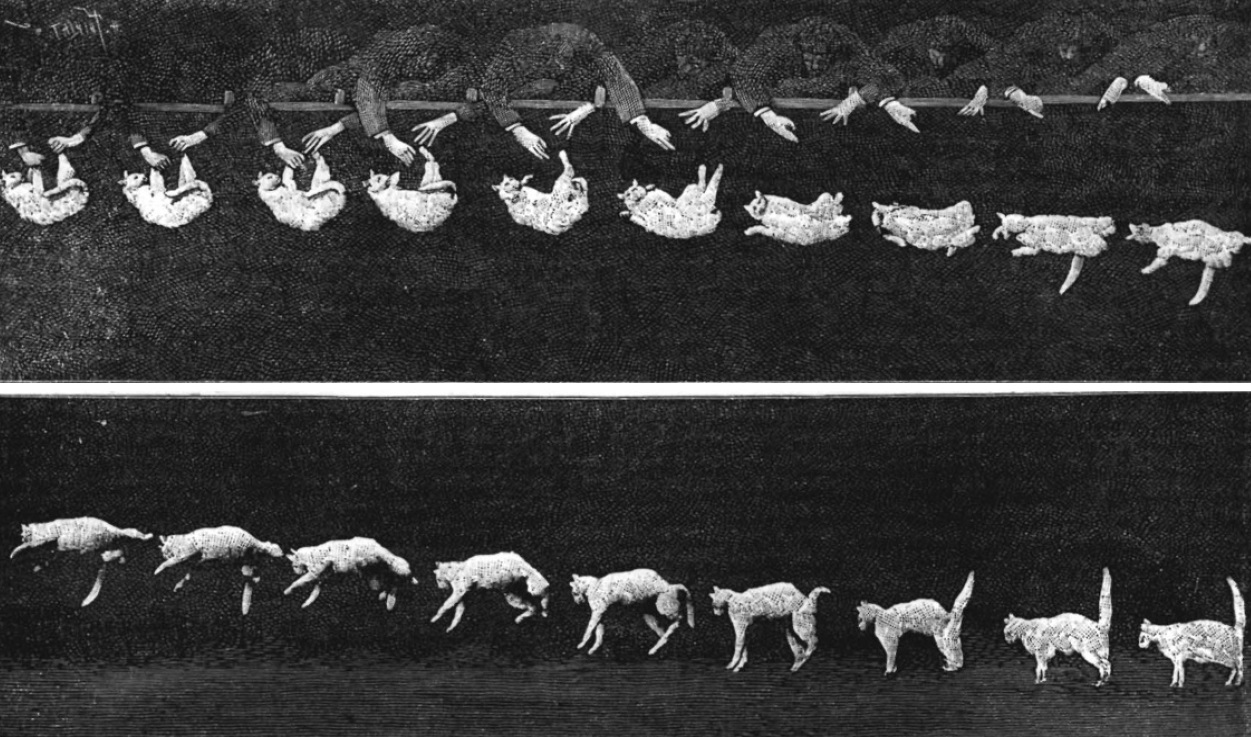
立ち直り反射中の連続写真。空中で体をひねる不可思議さからネコひねり問題となった。

高い場所を好む傾向がある。その理由として、捕食者が簡単に近寄れない安全な場所であること、餌や脅威に対する広い視野と逃げ場所が得られること、序列を示すため他のネコより高い場所を目指すなどが挙げられる。
ある程度の高さから落下しても、体をひねり受け身姿勢をとって着地する。記録としては、固い地面ではマンション18階、植え込みなどの柔らかい地面では20階分、天幕などのクッションとなるものがあると28階分で無事であった。しかし、高層マンションや高い場所からの落下が多くなってくると、鼻出血・硬口蓋裂傷・気胸などになるケースも多くなり、それらはまとめて高所落下症候群とされる。

### 習性に関する参考画像

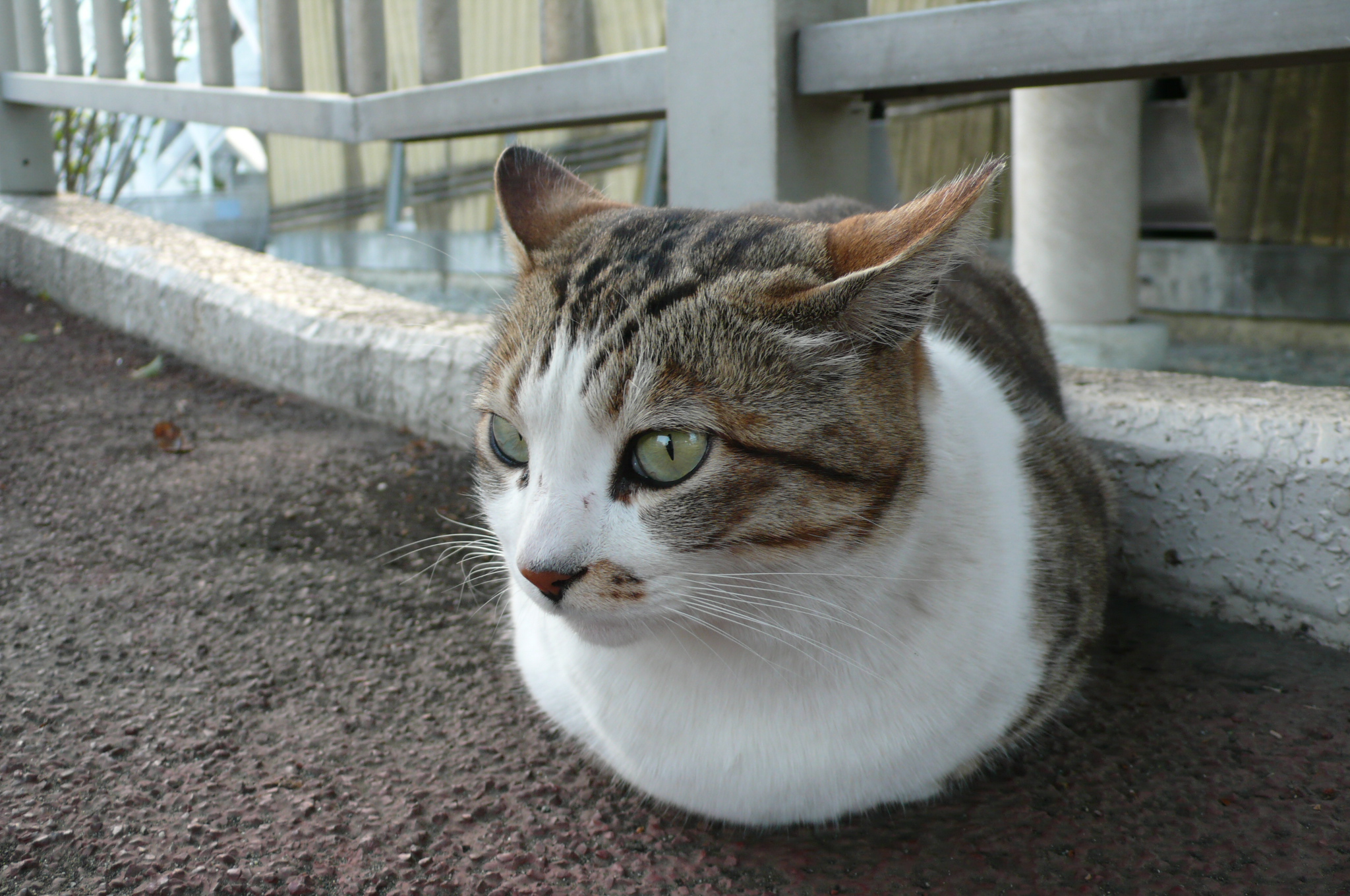
「香箱座り」とも表現される着座姿勢。
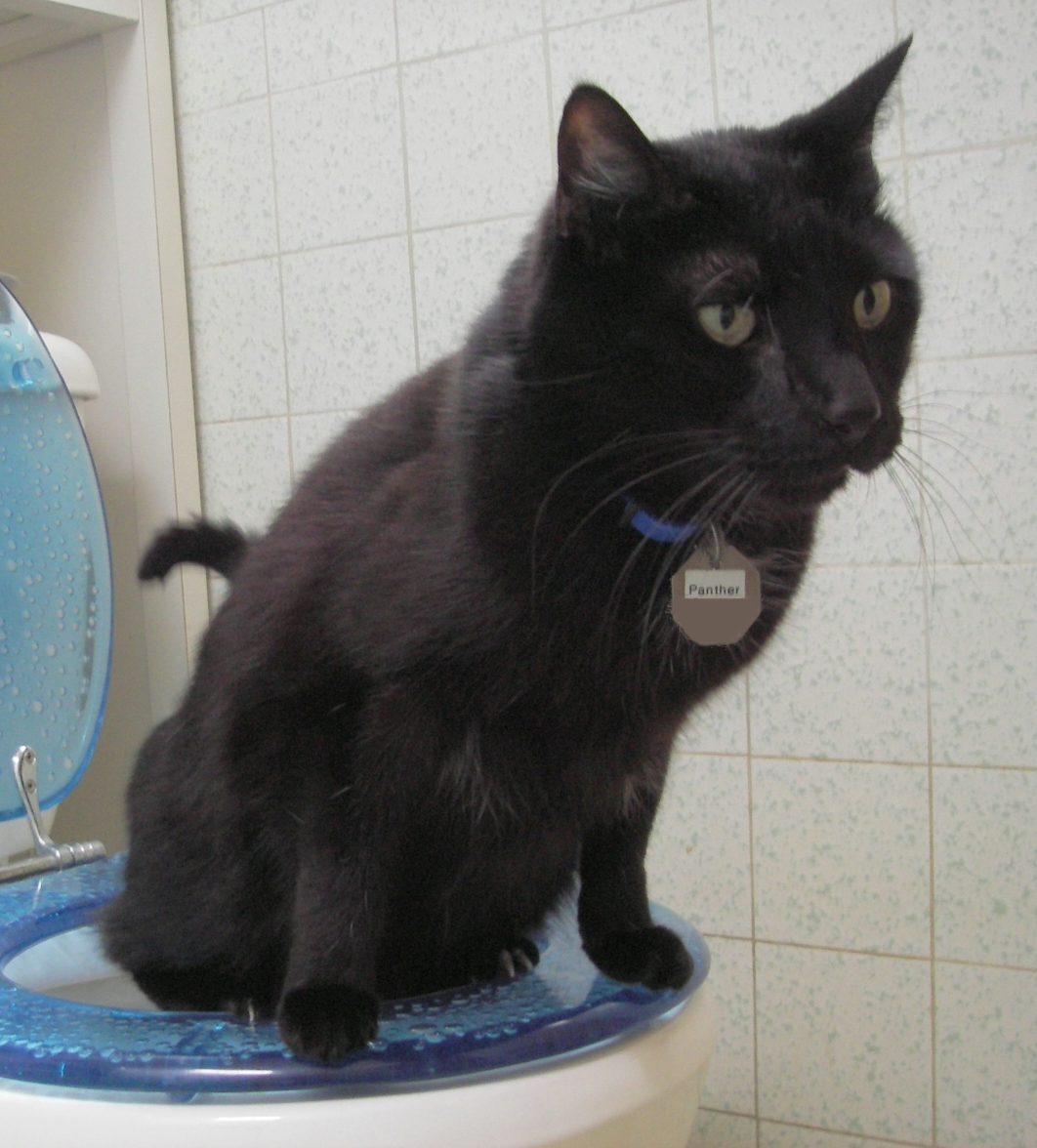
排泄 通常は砂地状の所にする習性があるが、よく訓練されたネコは人間用のトイレで用を足すこともできる。
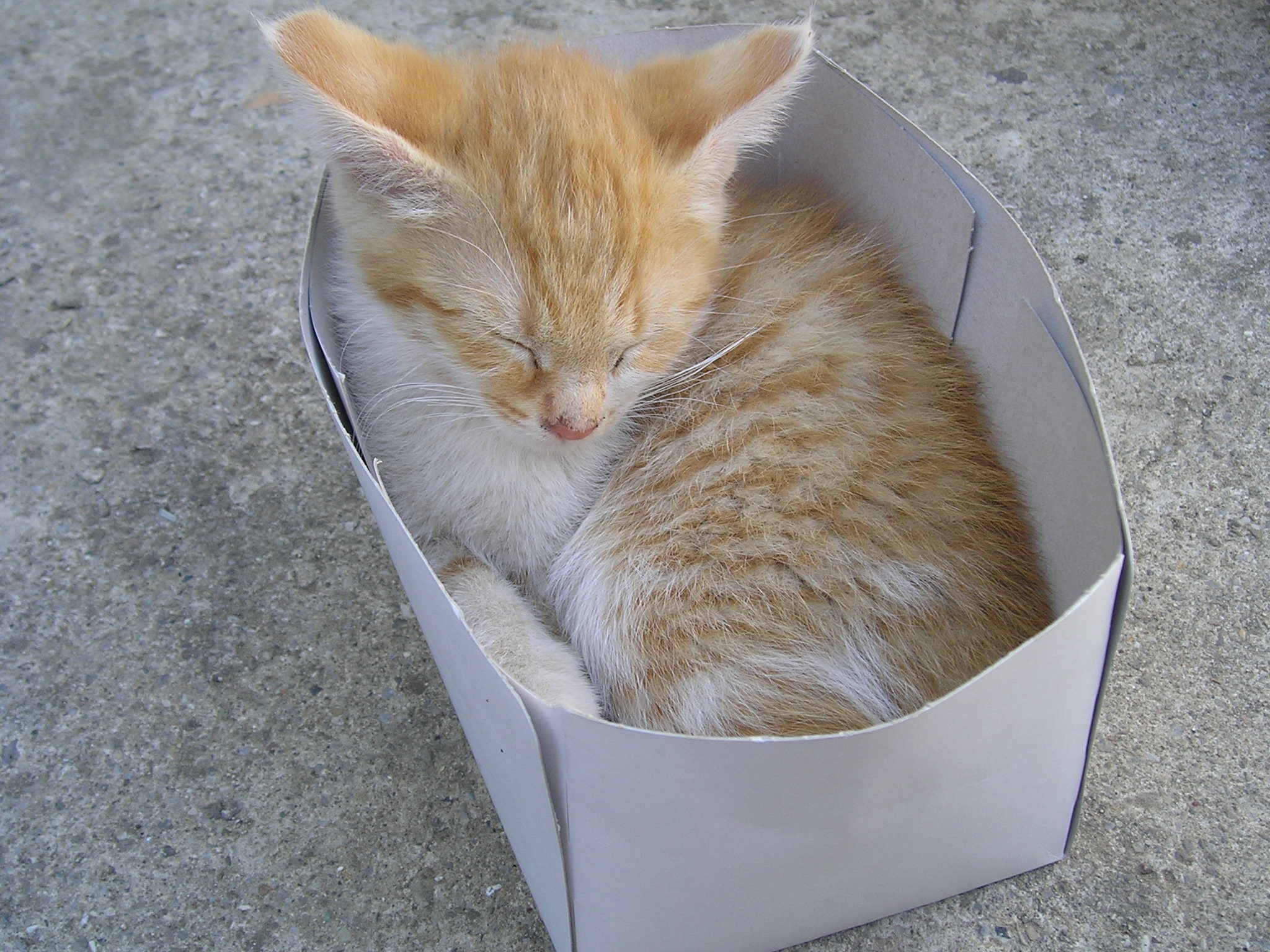
納まる 箱や袋などに入ったり、家具の後ろやソファの下に隠れたり、狭い場所を好む。

## 人間との関わり

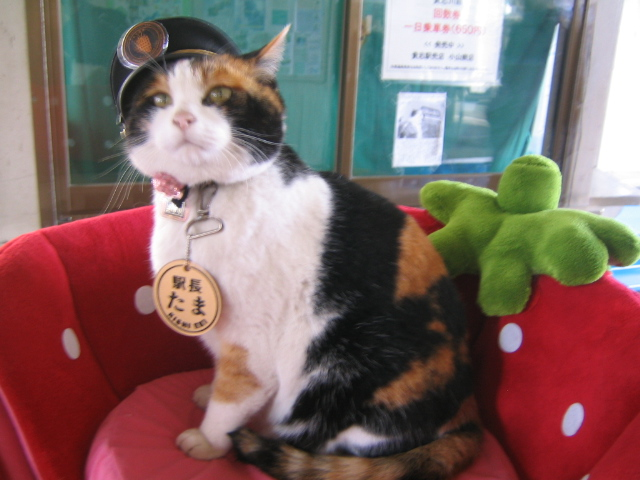
日本での猫ブームで人気化したたま駅長

人類と猫との歴史の記録は、ネコの家畜化が認められる古代エジプトから始まっており、関係する文化や風習、創作物、あるいは日常生活や社会における関わり合いについては、「ネコの文化」で解説する。
日本では、鳴き声の語呂合わせ（ニャン・ニャン・ニャン）から、ペットフード協会の制定により2月22日が猫の日とされている。

### 世界で飼育されているネコの数
イギリスやアメリカではイヌとネコの飼育頭数はほぼ同じであり、アメリカでは30%以上、ヨーロッパでは24%以上の家庭でネコが飼育されており、この数字はなおも増加傾向にある。
日本でもイヌと並びペットとして飼育されている。国内の予想飼育数は、ペットフード協会の調査によると、2016年時点では984.7万頭。この値はイヌの987.8万頭より若干少なかった。しかし、2017年時点の同調査で、ネコ952.6万頭、イヌ892.0万頭となり、同調査が開始されてから初めて逆転した。
この背景には、高齢化社会によって飼育のしやすさが考慮されたことや、2010年代に入り起こった、ネコノミクスと呼ばれるネコブームが挙げられる。
イスラム圏では、ムハンマドが猫を愛したというスンナが残っていることから、非常に尊ばれる生き物となっており、ペットとしても人気がある（「イスラームとネコ」も参照）。
|              |              |              |                  |              |            |              |              |                    |          |                    |                |        |
| 600          | 170          | 160          | 110              | 220          | 500        | 840          | 690          | 6000               | 985      | 280                | 60             | [万頭] |
| イタリアの旗 | スペインの旗 | ベルギーの旗 | スウェーデンの旗 | オランダの旗 | ドイツの旗 | フランスの旗 | イギリスの旗 | アメリカ合衆国の旗 | 日本の旗 | オーストラリアの旗 | デンマークの旗 |        |

### 人間とのコミュニケーション
ネコは自分の目線の高さより高く大きなものを「怖い」と感じ取る傾向がある。特に人間はネコからすればその要素を含む存在として見られているため、大抵はネコそのものが人間に対し警戒心を抱いて間隔を取ろうと動くことが多いが、ネコの個体の性格や人間との信頼関係によっては逃げないケースも存在する。また、ネコは人間とのコミュニケーションにおいて、自分の体を撫でられる際に触れてもいい個所と触れられたくない箇所を行動で示すことが確認されている。
イギリス・ノッティンガム・トレント大学で動物の行動と福祉を研究している大学教授のローレン・フィンカは、「すべてのネコは個性的で、多くのネコはどのように人間と接するかについて、特定の好みを持っています。しかし、すべてのネコができるだけ快適に過ごし、それぞれの特定のニーズが満たされていることを確認するために、従うべきいくつかの優れた一般原則もあります」と研究についての説明を行なっている。

### 飼い主の作業を邪魔する

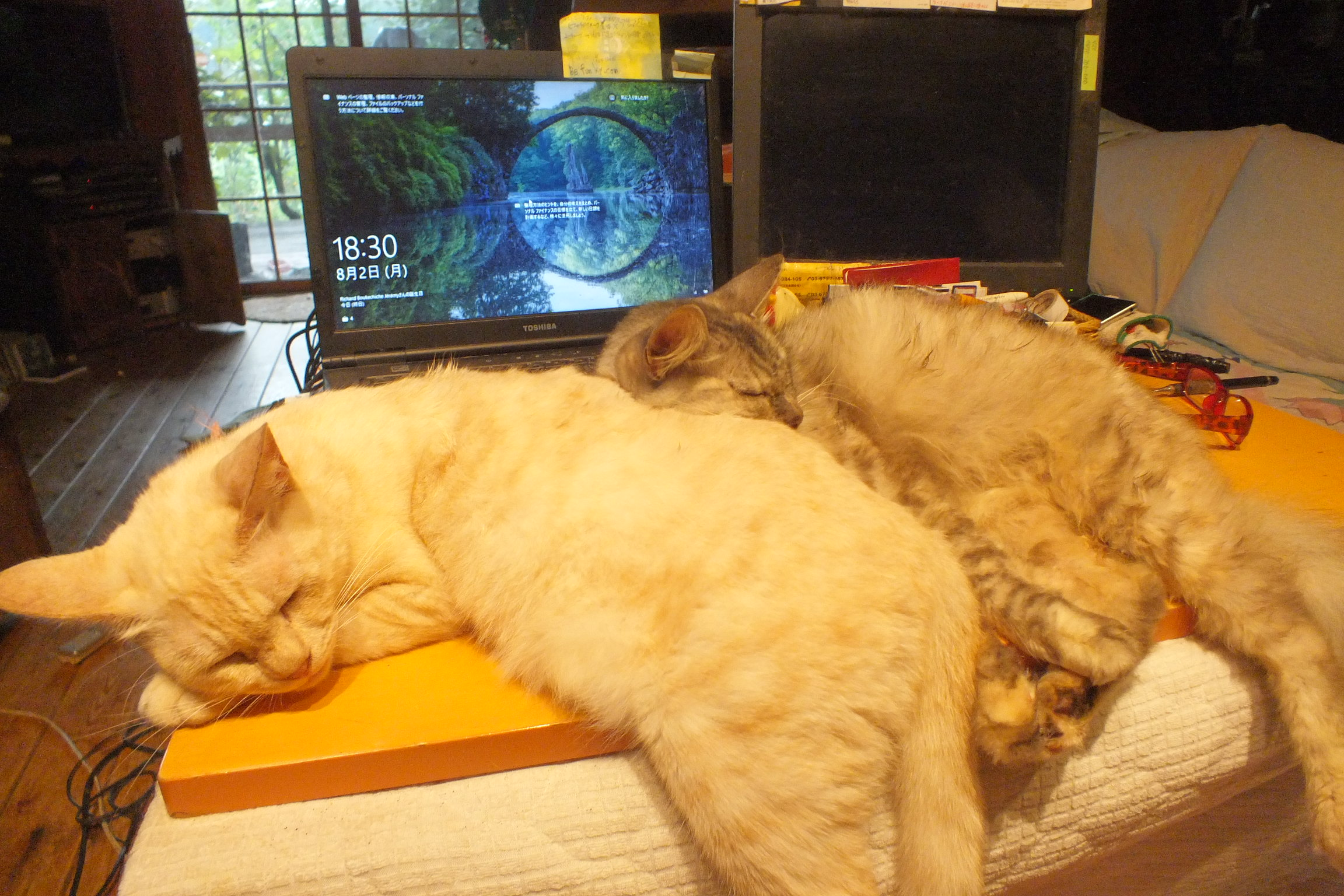
パソコンの作業の邪魔をするネコ

ネコは、飼い主がパソコンなどを使って作業をしている際に、しばしば邪魔をする。これは、ネコが飼い主に依存をする側面があるため、飼い主の様子がいつもと違うと感じたり、自分のことを飼い主が忘れているのでは?と不安になるためだと説明される。あるいは、飼い主に注目されたいという気持ちから、邪魔をする。飼い主の視線の先に座り込んだり、作業の邪魔をイタズラにより飼い主の関心が自分に向けば、猫は安心する。また、飼い主が熱中しているものには、ネコも気になるという心理が働くともいわれる。特にパソコンの操作は、飼い主の指の動きに目を引かれたり、飼い主の作業を遊びだと勘違いして、じゃれつくことがある。ネコは、飼い主の行動をよく観察し、反応している。

## 自然生態系への影響
現代においてほぼ世界中に存在するイエネコであるが、これは人為的に広まったのであり、それぞれの地域の生態系にとっては外来種であるイエネコは国際自然保護連合がリストアップした「世界の侵略的外来種ワースト100」にもランクインしており、人間に持ち込まれた猫によって地域の固有種を含む生態系に影響を及ぼしている事例がある。
生物の絶滅の主原因は人間による生息域の破壊・環境汚染・乱獲だが、多様性の危機において、2010年代に入って、ネコは世界各地で自然保護において脅威的存在になっていることが科学的に明らかにされていきている。ネコは人が集う地域における生息密度が高く、同サイズの野生捕食者より10倍から100倍に達することもあり、その影響力は自然界の捕食動物より大きい。世界各地の島嶼で絶滅した鳥類、哺乳類、爬虫類の14%はネコが主な原因で絶滅したことが示唆されており、これは捕食による絶滅の26%にあたる。
イエネコは本来狩りをする生き物であるため、充分にエサを与えられていたとしても野生生物を捕殺してしまう。ジョージア大学のSonia Hernandezが行った研究によれば、毎日エサを与えられている31匹の野良猫にカメラを取り付けて追跡したところ、そのうち18匹が1日平均6.15匹の希少種ネズミを捕殺していた。アメリカではネコによって毎年1億羽の小鳥が捕殺されているという研究結果も出ている。
日本では、沖縄県のヤンバルクイナや鹿児島県奄美大島のアマミノクロウサギなどの希少種が野ネコに捕食され問題となっている。東京都の小笠原諸島では野ネコにより当該地域を繁殖地とするカツオドリや絶滅危惧種で当該地域にしか見られないアカガシラカラスバトなどが襲われていたが、野ネコを保護し当該地域から排除することでアカガシラカラスバトの生息数を回復させた。しかし一方で天敵のネコがいなくなったことで外来種のネズミが増え、固有種の植物が食害により数を減らしてしまうこととなった。ニュージーランドでも希少種の保護を目的としてネコのみを排除してしまったことで、同様に希少種の天敵であった外来種ネズミが増加し、希少種の保護につながらなかった事例があることから、対策に関しては個々の環境を精査に上、ネコだけでなく中位捕食種への対策も並行して行うなどの効果的なアプローチを選択する必要がある。また、奄美大島では猫の捕獲事業で仕掛けた猫用の罠に、保護対象の希少動物がかかり死んでしまった事例もあるため、捕獲方法を再検討することとなった。
一方、沖縄県西表島では野ネコからイリオモテヤマネコへの猫エイズの感染が懸念されていたため、野ネコを捕獲したのちに里親を探し譲渡するという活動に取り組んでいる。
ニュージーランドのスティーブンズ島における事例では、固有種であるスチーフンイワサザイの最後の1羽が、灯台守が飼育していた1匹のイエネコに捕食されたことにより絶滅した。ただし、元々スチーフンイワサザイは先史時代にはニュージーランド全域に生息していたが、マオリとともニュージーランドに到達していたナンヨウネズミによる捕食により、19世紀の時点ではスティーブンズ島においてイエネコが駆逐した15羽しか確認されていない。
また、スコットランドやハンガリーにも同様の問題があるが、捕殺や捕食による影響だけではなく、スイスのヤマネコとイエネコのように、近種との交雑による固有種絶滅も危惧されている。